# Calabre
La Calabre (en italien : Calabria /kaˈlabrja/ ; en calabrais : Calabbria ; en griko : Καλαβρία ; en arberèche : Kalabrì ; en occitan : Calàbria) est une région d'Italie méridionale comptant 1 833 953 habitants et dont le chef-lieu est situé à Catanzaro. Elle est délimitée au nord par la Basilicate, à la pointe sud-ouest par le détroit de Messine, qui la sépare de la Sicile, à l'est par la mer Ionienne et à l'ouest par la mer Tyrrhénienne.
Le nom Italia, par lequel les Grecs dénommaient l'isthme de Catanzaro, est originaire de la région.
Occupée dès le paléolithique, elle a vu s'épanouir de nombreuses civilisation du fait de sa position centrale au cœur de la Méditerranée : Œnôtres, Ausones, Grecs, Bruttiens, Romains, Byzantins, Normands. La période grecque antique est à l'origine, à partir du VIIIe siècle av. J.-C., de la naissance de nombreuses cités qui figureront parmi les plus riches et les plus influentes de leur temps, opérant plus tard une synthèse entre la culture hellénique et celle des conquérants romains, qui baptisèrent la région Magna Græcia (Grande-Grèce).
À l'époque romaine, elle intègre la Regio III Lucania et Bruttii au sein de l'Italie augustéenne. À la suite de la guerre des Goths (VIe siècle), elle passe aux mains de l'Empire byzantin pendant plus de cinq siècles au long desquels elle recouvre pleinement son caractère hellénique. Le cénobitisme y fleurit et la Calabre se couvre d'innombrables églises, monastères et ermitages où des moines Basiliens consacrent leur vie à la transcription de textes anciens en grec. Ce sont les Byzantins qui introduisent l'art de produire et tisser la soie dans la région, qui fera sa renommée dans toute l'Europe. À partir du XIe siècle, l'avènement des Normands entame un lent processus de latinisation de la Calabre, dont le destin va peu à peu se confondre à celui du reste du Mezzogiorno : elle appartiendra successivement au royaume de Sicile, au royaume de Naples et au royaume des Deux-Siciles jusqu'au Risorgimento.
En Bovesìa, quelques communautés parlent toujours le griko, un dialecte local issu du grec. Dans le centre et le nord de la péninsule, de nombreuses municipalités ont pour langue officielle l'arberèche, un dialecte albanais. Enfin, une minorité de langue occitane est implantée à Guardia Piemontese.

## Géographie

Altimétrie de la Calabre.

La Calabre, « pointe » de la « botte » italienne, forme une petite péninsule s'avançant dans la Méditerranée. Pour cette raison, elle dispose de 799 km de côtes où se succèdent étendues rocheuses, caps, falaises et plages de sable.
Les montagnes constituent l'épine dorsale de la péninsule calabraise et sont regroupées au sein de cinq chaînes différentes (le Pollino, la Sila, la Catena Costiera, les Serres et l'Aspromonte). Ainsi, les plaines n'occupent qu'une faible part de la superficie régionale ; les plus étendues sont celles de Sibari, de Gioia Tauro et de Sant'Eufemia.
Deux petites îles font administrativement partie de la Calabre, Dino (la plus grande) et Cirella, toutes deux rattachées à la province de Cosenza, en mer Tyrrhénienne. Les points extrêmes de la région sont la commune de Nocara qui borde la Basilicate au nord, le cap Colonna à l'est, la punta Palizzi au sud et l'embouchure du Calopinace à l'ouest. La punta Pezzo n'est distante que de 3,2 km du cap Peloro, en Sicile.

### Topographie

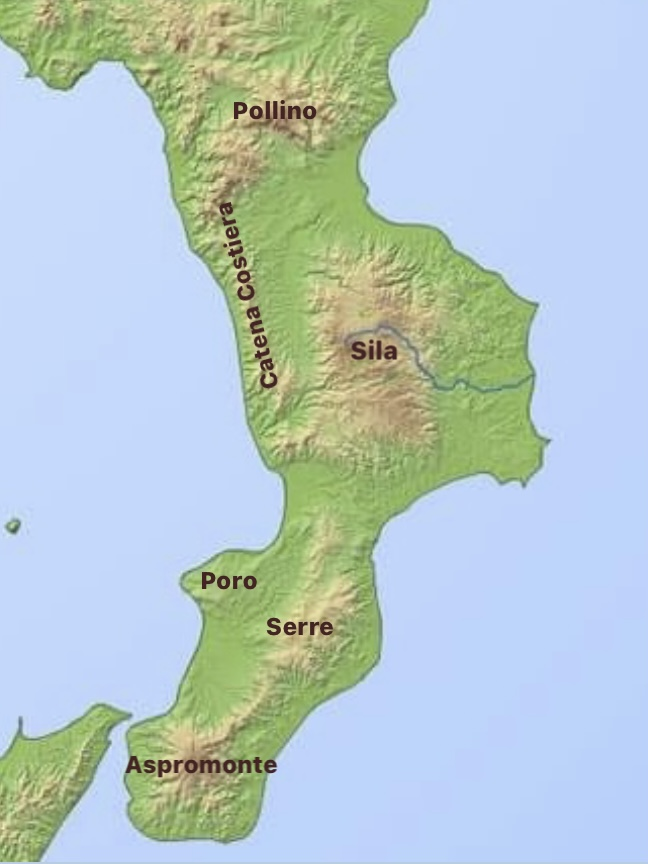
Carte des principaux massifs montagneux de Calabre.

Le territoire calabrais est recouvert à 49,2 % de collines, 41,8 % de montagnes et seulement 9 % de plaines.
Les montagnes les plus septentrionales de la région appartiennent au massif du Pollino, où se trouvent les plus hauts sommets de Calabre, la serra Dolcedorme (2 267 m) et le mont Pollino (2 248 m). Plus au sud, les Monti di Orsomarso, qui culminent au cozzo del Pellegrino (1 987 m), séparent le Pollino de la Catena Costiera ("chaîne côtière") qui, comme son nom l'indique, s'étire face au littoral tyrrhénien et culmine au monte Cocuzzo (1 541 m).
Au centre de la région s'élève le vaste plateau boisé de la Sila, renommé pour ses forêts de conifères, dont le plus haut sommet est le monte Botte Donato (1 928 m). Au sud-ouest, la vallée du Corace joint la Sila au massif du Reventino (1 417 m) qui surplombe la côte tyrrhénienne entre le capo Suvero et la plaine de Sant'Eufemia.
Entre cette dernière et la plaine de Gioia Tauro se dresse le monte Poro (710 m), relief le plus modeste de la région. Entre l'isthme de Catanzaro et le col de Limina s'élèvent les Serres, dont le plus haut sommet est le monte Pecoraro (1 423 m). Au sud, les Serres s'étirent jusqu'au massif le plus méridional de la région, l'Aspromonte, dont le point culminant est le Montalto (1 956 m).
| Montagne             | Altitude |
| -------------------- | -------- |
| Serra Dolcedorme     | 2 267    |
| Mont Pollino         | 2 248    |
| Serra del Prete      | 2 181    |
| Timpa Valle Piana    | 2 163    |
| Serra delle Ciavole  | 2 130    |
| Cozzo del Pellegrino | 1 987    |
| Monte Manfriana      | 1 981    |
| Montalto             | 1 956    |
| Monte La Mula        | 1 935    |
| Monte Botte Donato   | 1 928    |

### Hydrographie

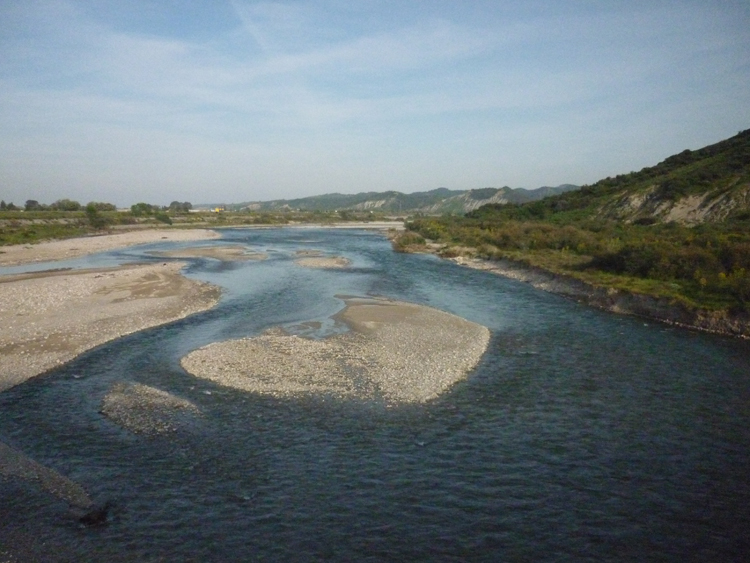
Le fleuve Neto dans les environs de Santa Severina.

Les cours d'eau calabrais ne sont guère bien longs du fait de la topographie des lieux : premièrement en raison de la forme étroite et allongée de la péninsule, et deuxièmement en raison de la disposition particulière des massifs montagneux ; par conséquent, la plupart des rivières et fleuves calabrais sont de nature torrentielle, à l'exception du Crati et du Neto - les deux plus longs fleuves de la région - qui se jettent dans la mer Ionienne. Le Coscile (qui naît dans le massif du Pollino, dans lequel il conflue avec son principal affluent, l'Esaro), le Trionto, le Tacina et le Corace, beaucoup plus courts, se déversent également du côté ionien ; les trois derniers fleuves, à l'instar du Neto, prennent leur source dans la Sila. L'Amato et le Savuto sont également originaires du massif de la Sila et, de même que le Lao qui descend du Pollino, sont les principaux fleuves calabrais du versant tyrrhénien. Les autres rivières, encore plus courtes, sont de régime torrentiel et réunissent les caractéristiques typiques d'une fiumara : ils s'écoulent dans des gorges encaissées avant de se déverser dans les plaines alluviales en de larges lits caillouteux, asséchés la majeure partie de l'année mais qui peuvent se remplir brusquement par temps de fortes pluies ou d'orages. Enfin, il existe de nombreux lacs artificiels, principalement sur le plateau de la Sila, dont les plus vastes sont l'Ampollino, l'Arvo, le Cecita, l'Angitola et le Passante.

### Géologie

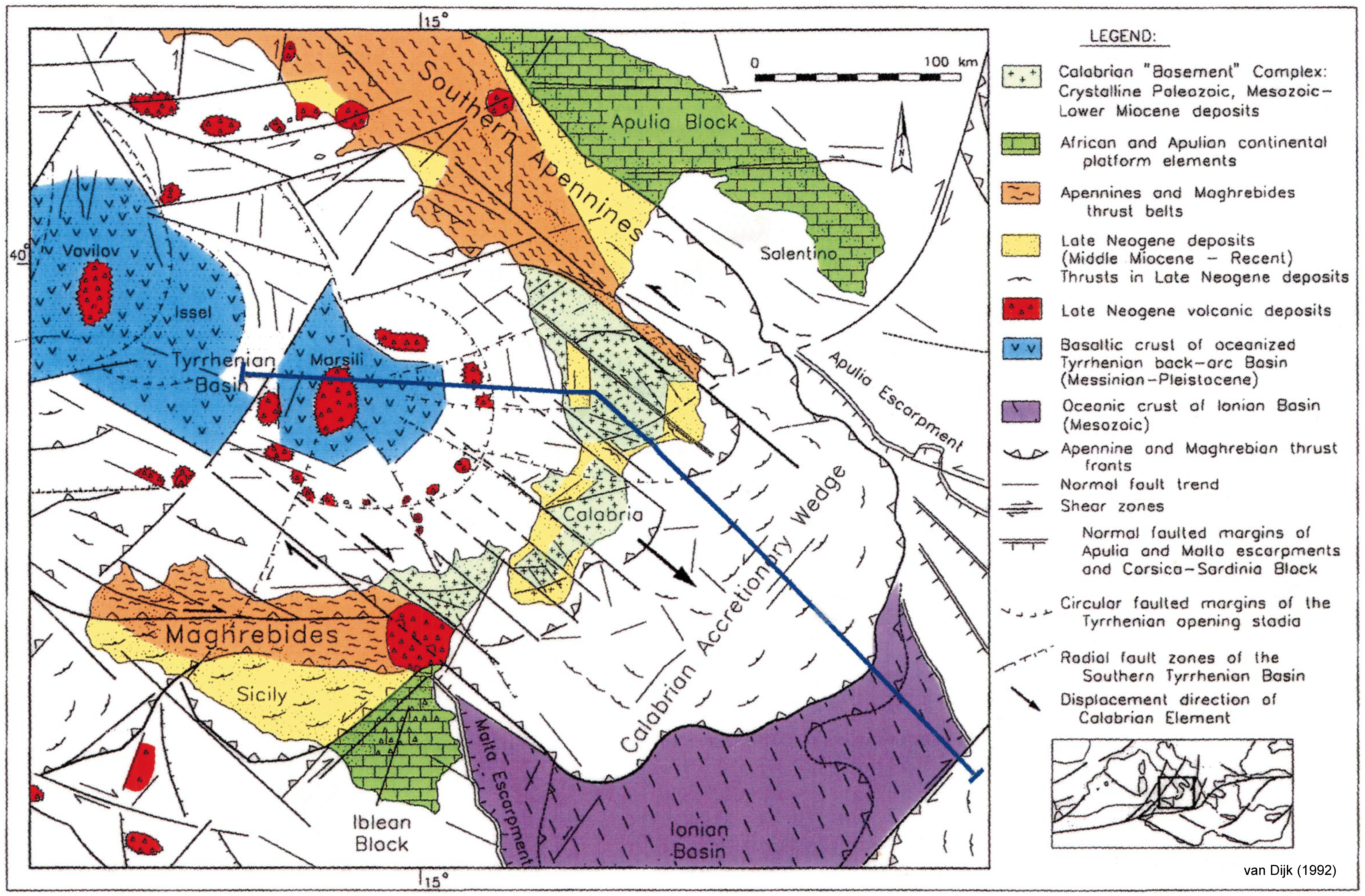
Carte géotectonique de la Méditerranée centrale et de l'Arc calabrien.

En géologie, la mention de Calabre se réfère généralement à « l’arc calabrien », parfois appelé « l’arc calabro-péloritain ». Il désigne la chaîne de montagnes semi-circulaire qui s'étend du sud de la Basilicate jusqu'au nord-est de la Sicile en incluant les monts Péloritains. Le sous-sol de la Calabre est principalement constitué de roches cristallines et métamorphiques de l'ère paléozoïque, recouvertes de sédiments successifs d'origine néogènes. Les roches du substrat sont constituées de différentes unités tectoniques (ou couches) superposées les unes aux autres ainsi qu'à celles des Apennins méridionaux et des Maghrébides siciliennes.
L'évolution géotectonique du système néogène de la Méditerranée centrale est caractérisée par un glissement de l'Arc calabrien vers le sud-est, ce qui a permis l'ouverture du bassin tyrrhénien. L'avant-pays de ce système est formé par les promontoires de la plaque africaine : les plates-formes Apula et Ibleo. La mer Tyrrhénienne est le bassin d'arrière-arc de ce processus de subduction, où les « microplaques » d'affinités africaine se positionnent au-dessous des microplaques d'affinités européenne (Arc calabrien).
Le risque sismique en Calabre est élevé.

### Climat

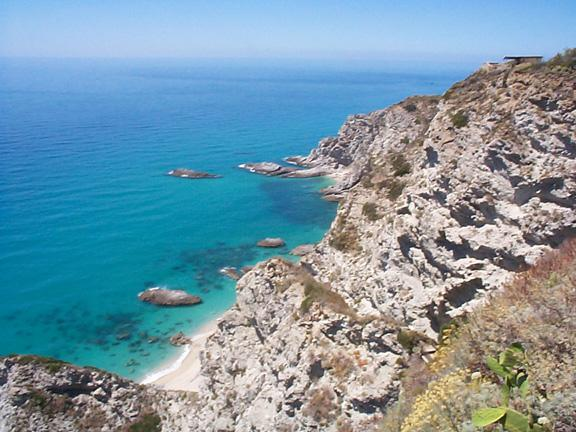
Capo Vaticano.

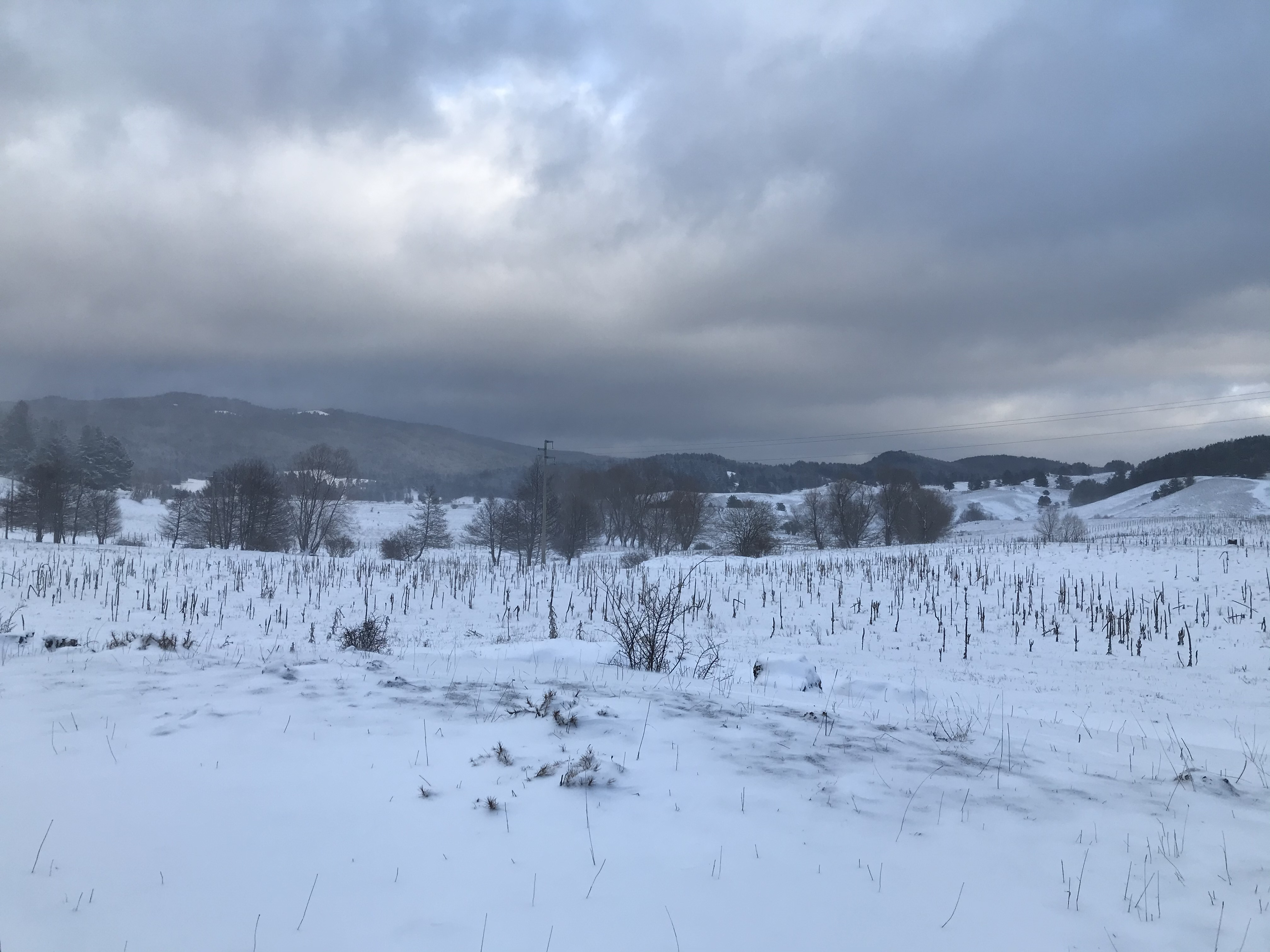
Sila.

Le climat de la Calabre est méditerranéen. La côte ionienne est plus aride et plus sèche que la côte tyrrhénienne, qui présente un climat plus doux. Généralement, les températures ne s'abaissent jamais sous les 10 °C et n'excèdent que ponctuellement les 40 °C (pointes de 42 à 44 °C pendant les mois d'été) sur le littoral. Dans les massifs à l'intérieur des terres, du Pollino à l'Aspromonte en passant par la Sila, qui sont le prolongement méridional des Apennins, le climat continental est beaucoup plus rude avec des hivers froids et neigeux et des étés chauds et parfois orageux. Il convient également de noter l'existence d'amplitudes thermiques quotidiennes anormalement élevées pour la région dans la vallée du Crati où, l'hiver, d'abondantes chutes de neige peuvent survenir alors même qu'étant située à basse altitude.
Les stations météorologiques présentes dans la région et officiellement reconnues par l'Organisation météorologique mondiale sont :
- Bonifati
- Calopezzati
- Capo Spartivento
- Catanzaro
- Cosenza
- Crotone-Isola di Capo Rizzuto
- Lamezia Terme
- Monte Scuro
- Punta Alice
- Gioia Tauro
- Reggio Calabria
- Vibo Valentia
- Bianchi

### Flore

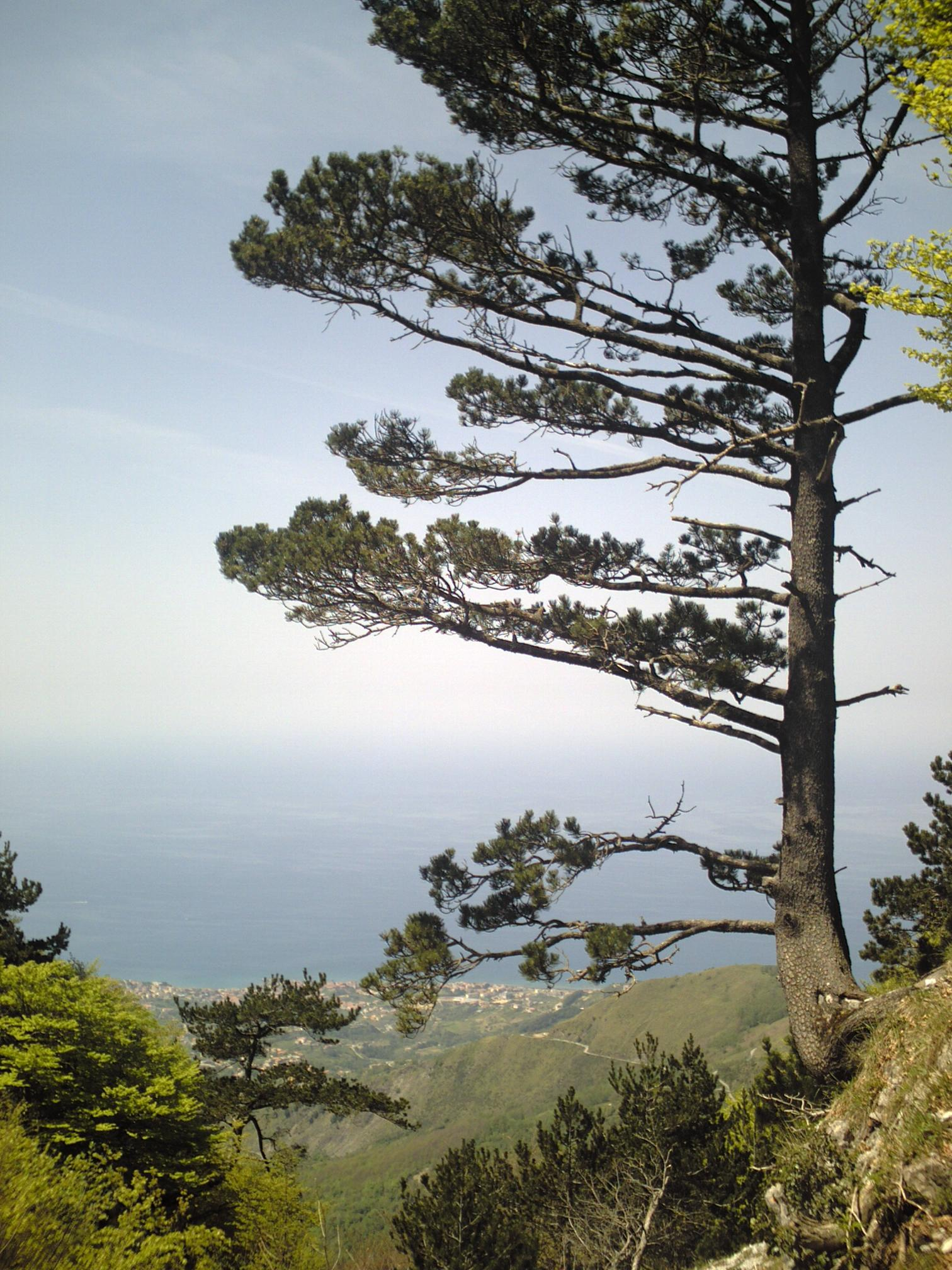
Pin de Bosnie.

La diversité climatique au sein de la Calabre confère à la région une végétation diversifiée. Du littoral jusqu'à 600 m d'altitude (étage méditerranéen), le maquis méditerranéen prédomine avec ses oliviers, ses chênes verts et d'autres plantes typiques du bassin de la Méditerranée. De 700 m jusqu'à 1 000 m d'altitude (basse montagne), une végétation transitionnelle se développe : ce sont désormais les châtaigniers et les autres chênes qui dominent le paysage. Au-delà de 1 000 m d'altitude (moyenne montagne) prédominent les essences typiques du climat montagnard, à savoir le hêtre, le sapin blanc et le pin de Bosnie. Dans les Serres calabraises, la végétation montagnarde se développe, en certains points, dès les plateaux de 800 m d'altitude. Le pin de Bosnie (Pinus heldreichii), emblème incontesté du parc national du Pollino, ne pousse nulle part ailleurs que dans les Balkans.

## Toponymie

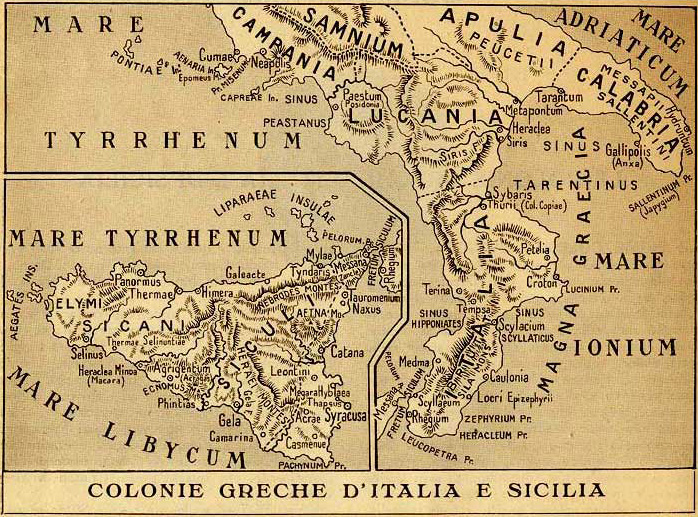
Aux yeux des anciens Grecs, l'Italie correspondait à la Calabre actuelle.

À l'époque augustéenne de l'Empire romain, la Calabre actuelle était nommée Bruttium, du nom du peuple qui l'occupait. Plus tôt encore, vers le XVe siècle av. J.-C., ces terres étaient connues sous la dénomination d'Italia, du nom des Italói, descendants des Œnôtres. Selon les Grecs, ce nom proviendrait de Ouitoulía, terme par lequel les colons achéens arrivés en actuelle Calabre désignaient les Vituli, peuplade qui vivait au sud de l'isthme de Catanzaro et dont l'ethnonyme est étymologiquement lié au mot désignant le taureau, animal sacré et déifié par ce peuple : le grec italós, lui-même d'origine italique, provient de l'osco-ombrien uitlu, taureau (apparenté au mot latin uitellus qui, suivi d'un suffixe diminutif, désigne le veau). Ouitoulía en vint ainsi à signifier « terre des Vituli » ou « terre des taureaux ». À l'appui de cette hypothèse, il existe dans la partie méridionale de la péninsule calabraise, où s'est développée la plus importante civilisation italique jusqu'à l'avènement de Rome, de nombreux toponymes d'origine grecque antique (retranscrits en latin par les Normands) relevant probablement de toponymes plus anciens évoquant les taureaux (ou les bovidés) : Bova, Bovalino, Taurianova, Gioia Tauro, etc.
Le nom Calabria désignait à l'origine la péninsule du Salento, qui était incluse dans la Regio II Apulia et Calabria, tandis que la Calabre actuelle faisait partie de la Regio III Lucania et Bruttii aux côtés de la Basilicate. Des siècles plus tard, lorsque les deux péninsules ont été réunies sous l'administration byzantine, le nom Calabria a été employé pour désigner les deux régions sans distinction ; par la suite, consécutivement à la perte des possessions byzantines du Salento au profit des Lombards, le toponyme n'a plus été utilisé que pour désigner l'actuelle péninsule calabraise, qui a conservé le nom. À la fin du Moyen Âge et à l'époque moderne, le terme Calabria est souvent employé sous la forme Calabrie (le -e est marqueur de pluriel en italien) avec la division du territoire en deux provinces napolitaines : Calabria Ulteriore et Calabria Citeriore.
Le toponyme Calabria vient de Calabrī, à mettre en relation avec les Γαλάβριοι (Galábrioi) de la péninsule balkanique (dont dérive peut-être le nom des Calabrī). Ce terme semble être apparenté à une racine préromaine *cal-/cala- ou *calabra-/galabra- qui apparaît également dans les mots calaverna et calabrosa ("givre") et signifierait donc « roche », « concrétion calcaire ou glacée ». Afin d'appuyer cette thèse, Latham (1859) rapporte que des tribus dénommées Galabrī ou Calabrī ont peuplé les régions orientales de l'actuel Kosovo, riches en minerais d'or et d'argent. Il rapporte également que Calabrī est le nom par lequel ont été dénommés les Iapyges, tant en Italie que dans les Balkans, et que ce n'est qu'a posteriori que les Messapiens et les Calabrī seront collectivement désignés comme des Iapyges.
Une autre hypothèse suggère que le terme Calabria dérive plutôt du grec ancien kalón-bryōn ("[terre] d'où surgit le bien/la beauté"), en référence à la fertilité et à l'abondance du territoire qu'il désigne. Par exemple, le poète et historien du XVIe siècle Francesco Grano da Cropani y fait référence dans son court poème De situ laudibusque Calabriae, dans lequel, en louant les beautés naturelles de la Calabre, il mentionne l'existence présumée de l'origine étymologique susmentionnée (« […] s'il est vrai qu'en grec le terme kalon signifie beau, et brion indique jaillissement […] »).

## Histoire

### Préhistoire

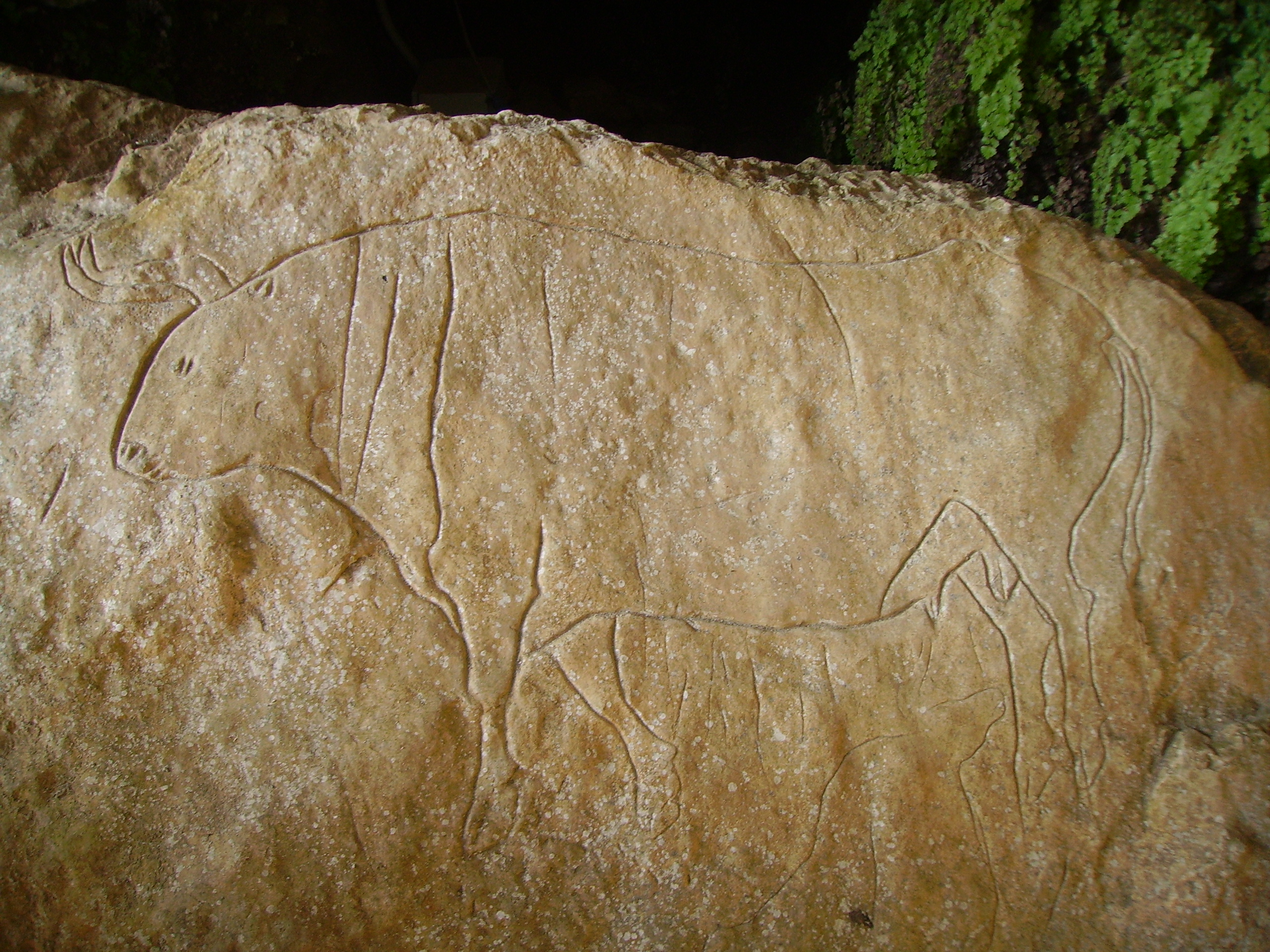
Gravure préhistorique représentant un Bos primigenius dans la grotte du Romito, à Papasidero.

Les premières attestations de présence humaine en Calabre remontent au paléolithique ainsi qu'en témoignent les grottes de Praia a Mare, la peinture pariétale représentant un Bos primigenius, figure de bovidé gravée dans la roche il y a près de 12 000 ans dans la grotte du Romito, à Papasidero, et les activités d'extraction minière dans la grotta della Monaca, à Sant'Agata di Esaro. À l'ère des métaux, un nouveau flux migratoire fait son apparition en Calabre. Les principaux établissements attestés datant de cette époque sont le complexe de Torre Galli, près de Vibo Valentia, une nécropole datant de l'âge du fer mise au jour au cours de fouilles archéologiques menées à la fin des années 1960 près de Roccella Ionica ainsi que les vestiges d'un village protohistorique datant des XIe siècle av. J.-C.-Xe siècle av. J.-C. découverts non loin de Contrado Ronzo, à Calanna, dans les années 1950. D'importantes trouvailles archéologiques sont conservées à Reggio de Calabre au Musée national de la Grande-Grèce. Près de Girifalco, à Carìa, une nécropole datant du néolithique supérieur a été mise au jour à la fin du XIXe siècle par l'historien et archéologue Armando Lucifero, qui a découvert le crâne de Carìa.

### Mythes
D'après un mythe local, Aschenez, arrière-petit-fils de Noé et inventeur de la barque, aurait débarqué trois générations après le déluge universel sur les rives où sera fondée Reggio.
Plus tard, dans un mythe grec, environ 850 ans avant la guerre de Troie, Œnotros et Peucetios, ancêtres des Œnôtres et des Pélasges tous deux originaires du Péloponnèse, arrivèrent en Ausonie, contrée déjà peuplée d'Ausones.
Selon la légende, Œnotros aurait régné pendant 71 ans et à sa mort lui aurait succédé son fils, Italos (décrit par Denys d'Halicarnasse comme un « homme fort et sage »), qui aurait donné son nom aux Italòi, la population occupant les terres situées au sud de l'isthme de Catanzaro, correspondant aux actuelles provinces de Catanzaro, de Vibo Valentia et à la ville métropolitaine de Reggio de Calabre, comme le rapportent Thucydide (« cette région nommée Italia d'après Italos, roi d'Arcadie ») et Virgile (Énéide, III). Nous savons néanmoins par Denys d'Halicarnasse (1 11.2-4 ; 12.1) et Diodore de Sicile que les Ausones étaient déjà installés dans les alentours de Reggio vers le XVIe siècle av. J.-C.

### Période italique
Les populations précitées (Ausones, Œnôtres, Italòi, d'origine indo-européenne et italique appartenant au groupe latino-falisque) occupaient principalement les zones côtières. Les Lucaniens (indo-européens italiques appartenant au groupe osco-ombrien) vivaient dans la région qui a hérité de leur nom, la Lucanie, au nord de la Calabre. L'arrière-pays calabrais (plus tard appelé Bruttium par les Romains) était essentiellement peuplé par les Bruttiens (apparentés aux Lucaniens et réputés pour leur tempérament guerrier) ainsi que par des populations d'origine ibérique. Le centre névralgique des Bruttiens était Cosentia, l'actuelle Cosenza, érigée en « capitale » par les différentes tribus de ce peuple. Leurs terres seront conquises par les Romains, de même que le reste de la Grande-Grèce en l'an 265 av. J.-C., mais ne seront définitivement pacifiées qu'à l'issue de la deuxième guerre punique, au cours de laquelle ses habitants se rebellent contre Rome et concluent une alliance avec Hannibal, à l'issue de laquelle Bruttiens et Carthaginois sont défaits.

### Antiquité grecque

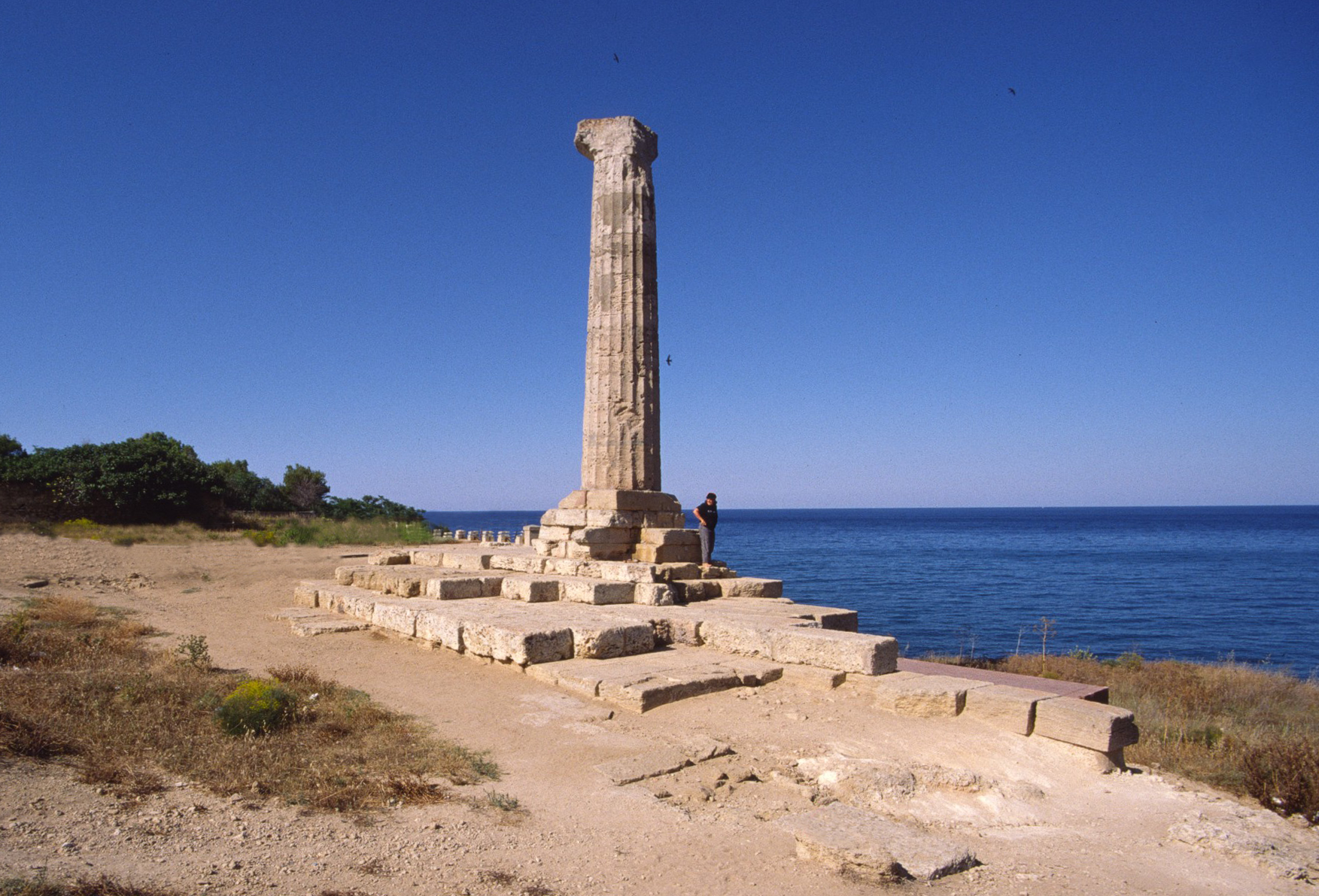
Cap Colonna.

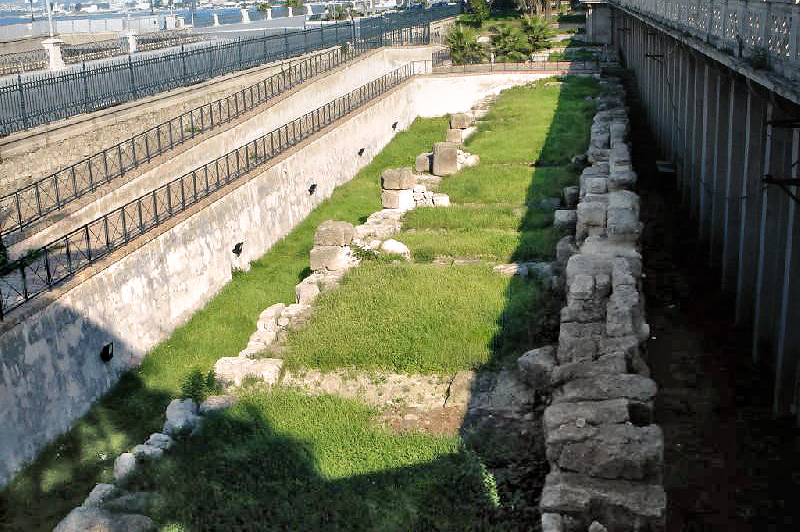
Vestiges de remparts grecs sur le bord de mer de Reggio de Calabre.

Le débarquement des Grecs sur les côtes calabraises a été d'une importance fondamentale dans l'histoire ancienne de la région puisque, après avoir arraché leurs terres d'origine aux Lucaniens (contraints de se réfugier dans l'arrière-pays ou au nord de la Calabre), ils se sont mêlés aux autres peuples indigènes pour donner naissance à une culture mixte gréco-italique qui va prospérer pendant des siècles. Les Grecs fondèrent des colonies si florissantes qu'elles recevront plus tard le nom de Magna Græcia (Grande-Grèce) et que certaines d'entre elles dépasseront même en puissance leurs métropoles.
En effet, du VIIIe siècle av. J.-C. au IVe siècle av. J.-C., les cités de la Grande-Grèce vont fleurir et s'étendre tout au long des côtes calabraises à l'image de Rhêgion, Kroton, Locri Épizéphyre, Metauros et Sybaris, et des colons originaires de ces cités vont à leur tour fonder de nombreuses sous-colonies telles que Kaulon, Hipponion, Medma, Terina et Scolacium.
Les poleis de la Grande-Grèce ont vu Rhêgion rayonner politiquement et économiquement en tant que maîtresse du détroit de Messine et du sud de la Calabre pendant que Locri Épizéphyre exerçait son influence dans le centre de la région et Kroton au nord. Les trois puissances régionales entretenaient des relations ambiguës, alternant entre alliances et conflits militaires.
C'est à Locri Épizéphyre que furent promulguées par Zaleucos les premières lois écrites en Europe.
Par la suite, la pression exercée sur elles par les populations italiques, les Bruttiens et les Lucaniens (qui finirent par conquérir la plupart des poleis), les nombreuses dissensions entre les cités et enfin l'arrivée des Romains auront raison de la stabilité des cités de la Grande-Grèce et leur civilisation entama un déclin.

### Antiquité romaine

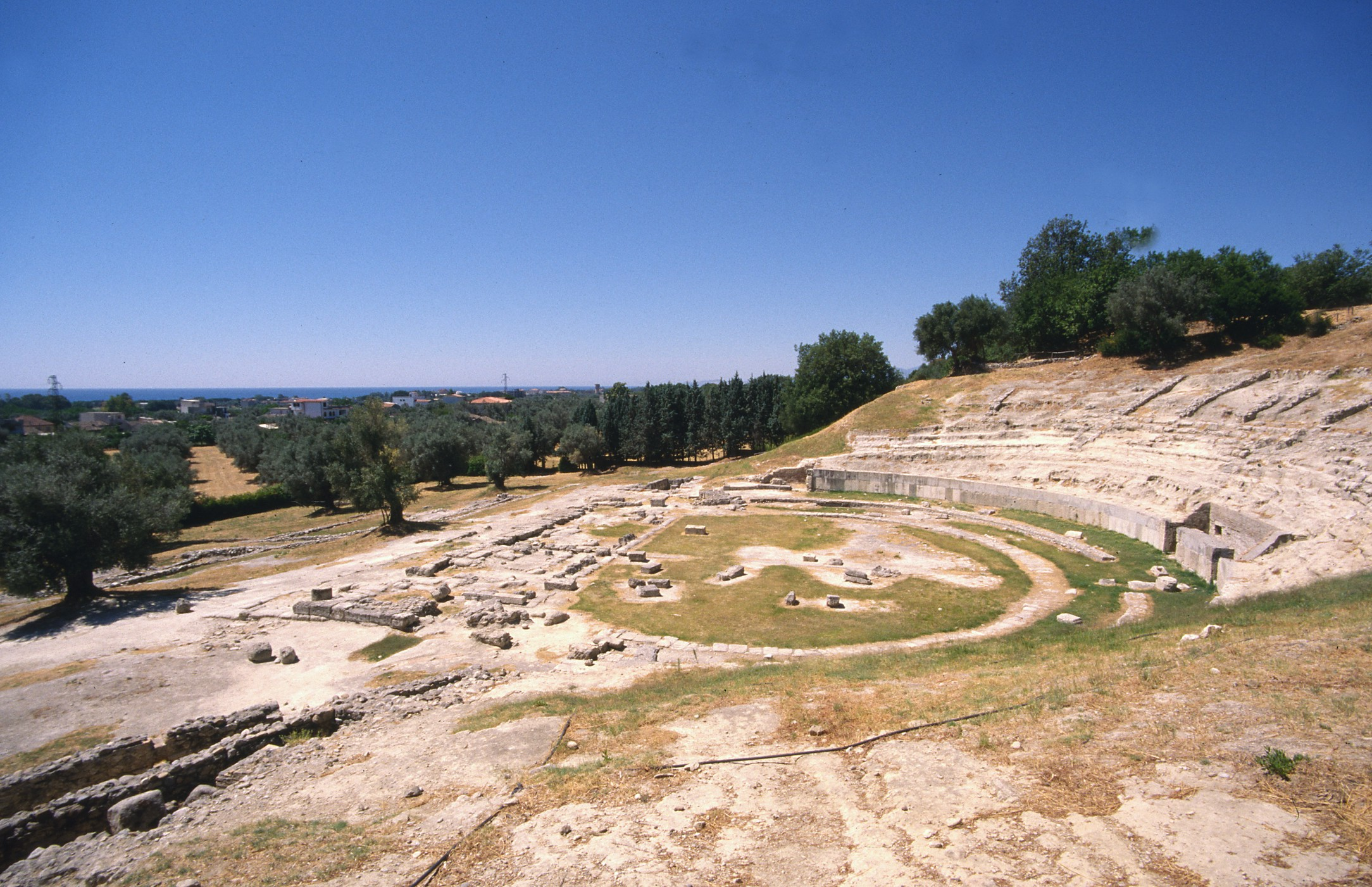
Théâtre de Locri Epizefiri.

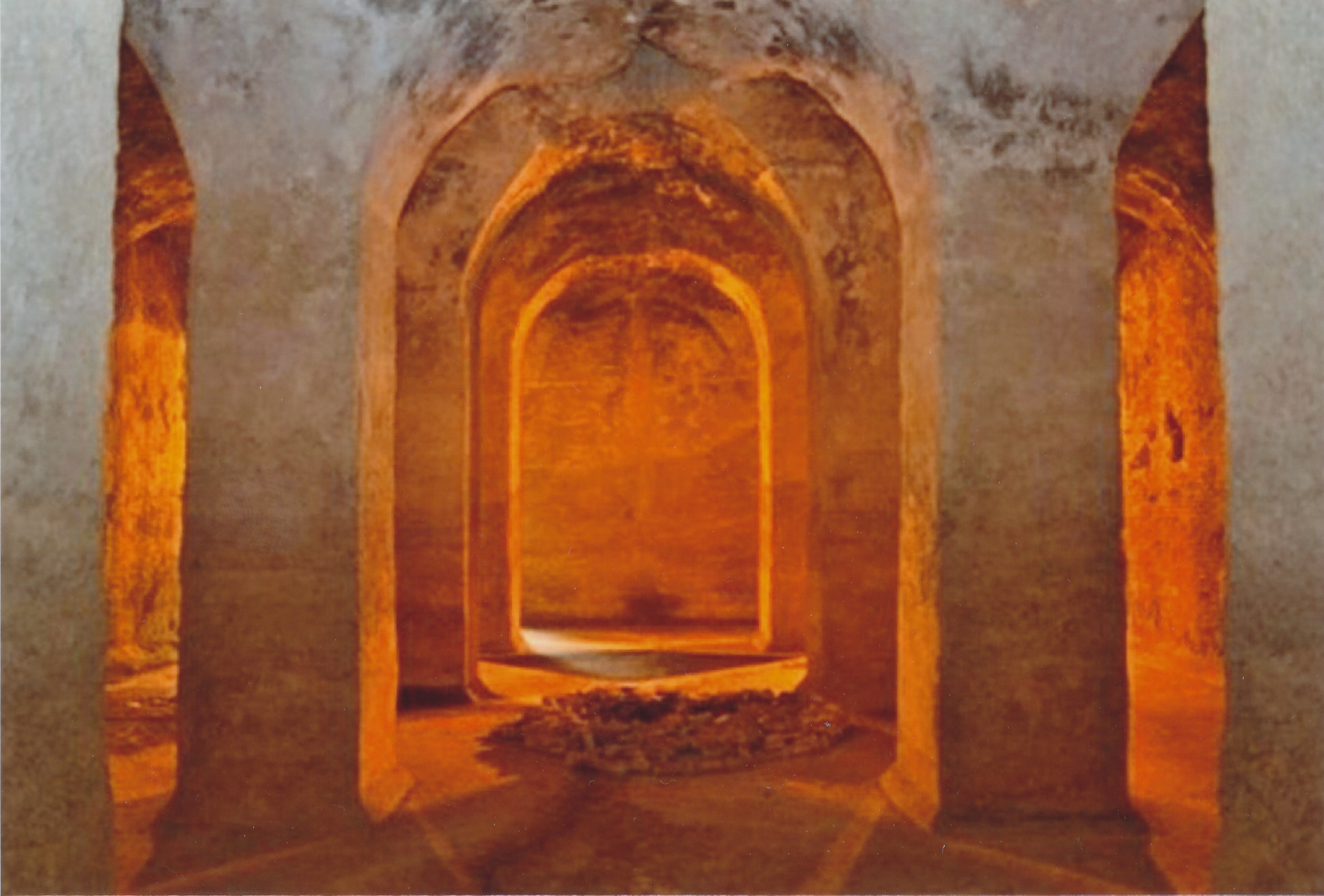
Naniglio de Gioiosa Jonica.

Après la conquête romaine, au IIIe siècle av. J.-C., la Calabre prit le nom de Bruttium mais, à l'exception de quelques cités alliées donc non soumises à l'autorité directe de Rome, la région n'a pu retrouver son niveau de prospérité d'antan. Les poleis de la Grande-Grèce ont donc cédé leur puissance régionale au profit de Rome par le biais d'alliances (dans le cas de Rhêgion) ou d'une colonisation latine (dans celui de Locri Épizéphyre, de Kroton et des autres cités de moindre importance). Deux nouvelles colonies de droit latin ont été fondées : Copia, en 194 av. J.-C., et Vibo Valentia, en 192 av. J.-C. Cette dernière gagna beaucoup d'importance à partir du Ier siècle av. J.-C. lorsqu'elle accueillit les armées et marines de Jules César puis d'Auguste, et Appien l'a décrite comme l'une des plus illustres cités italiennes de son temps. De fait, le seul bastion de la langue et de la culture grecques demeurait Rhêgion (siège du Corrector, gouverneur de la province de Lucania et Bruttii), dont le port était relié à Rome par la Via Popilia ; tandis que les Bruttiens habitaient les colonies romaines de Cosentia, Vibo Valentia, Locri, Kroton et Sybaris. Scolacium (près de l'actuelle Catanzaro) avait une importance considérable durant l'Antiquité tardive et elle était, en l'an 507 apr. J.-C., le siège du Corrector, gouverneur de la province de Lucania et Bruttii.

### Moyen Âge

#### Duché byzantin de Calabre

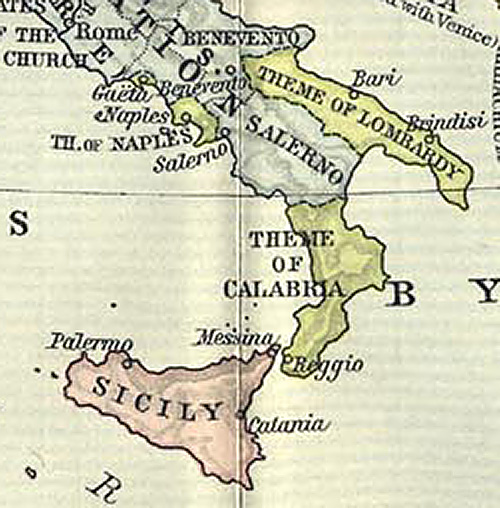
Le thème, ou duché de Calabre.

À la suite de la chute de l'Empire romain d'Occident, la Calabre a été dévastée par la guerre des Goths ayant opposé les Goths aux Byzantins, sortis victorieux du conflit. Plus tard, en raison de l'invasion lombarde, les Byzantins, qui contrôlaient auparavant la majeure partie de l'Italie, perdirent de nombreux territoires dont le nord de la Calabre et le reste des terres détenues par les Byzantins en Bruttium furent réunies au Salento pour former le duché de Calabre, au sein du thème de Sicile. Le sud de l'Italie byzantine fut donc divisé comme suit : le thème de Longobardie, avec Bari pour capitale et, une fois la Sicile tombée aux mains des Arabes, le thème de Calabre, avec pour capitale la ville de Reggio. C'est donc ce second thème qui a hérité du nom de Calabria, utilisé autrefois pour désigner le Salento ; avec l'expansion des conquêtes byzantines en Italie fut créé un nouveau thème, celui de Lucanie, englobant une partie du nord de la Calabre actuelle.
Durant le haut Moyen Âge, de nombreux habitants des côtes se replient vers l'intérieur des terres afin de mieux se protéger face aux épidémies ainsi qu'aux raids de pirates, véritable fléau des villes littorales qui se poursuivra jusqu'à la fin du XVIIIe siècle. Ainsi, de nombreuses places fortes furent édifiées à cette époque dans les collines et les montagnes de l'arrière-pays calabrais, composées de villages perchés en des positions suffisamment reculées et inaccessibles afin de repérer à temps les navires ennemis et de pouvoir bloquer rapidement les voies d'accès aux centres habités. La Calabre, terre frontalière entre les mondes byzantin et arabe depuis l'incorporation de la Sicile au deuxième, est particulièrement sujette aux raids et aux escarmouches. Aux IXe siècle et Xe siècle, la civilisation byzantine a connu un nouvel essor religieux et la Calabre a vu la naissance de plusieurs moines saints (saint Nil de Rossano, saint Grégoire de Cerchiara, etc.).
Au cours de cette période historique, le cénobitisme a prospéré et a vu la création d'innombrables églises, monastères et ermitages où des moines Basiliens ont consacré leur vie à la transcription de textes classiques et religieux en grec, véritables bastions de la culture byzantine implantés dans l'arrière-pays montagneux.
C'est également sous la domination byzantine que la Calabre fut l'une des premières régions d'Europe à pratiquer la sériciculture. D'après André Guillou, ce sont les Byzantins qui ont introduit la culture du mûrier, dont les feuilles permettent de nourrir le ver à soie, dans le sud de l'Italie à la fin du IXe siècle. Vers 1050, le thème de Calabre disposait de 24 000 mûriers destinés à l'industrie de la soie et leur nombre tendait à augmenter.
Alors que l'art de tisser la soie faisait ses tout premiers pas dans le reste de l'Italie, 50 % de la soie européenne était déjà produite en Calabre. La culture du mûrier étant rendue difficile en Europe du Nord et centrale à cause du climat moins favorable, des commerçants originaires de ces régions rachetaient la soie de Calabre et la transformaient eux-mêmes pour la revendre à meilleur prix dans leurs régions d'origine. Les artisans génois utilisaient la soie calabraise pour produire leur velours.

#### Période normande et royaume de Sicile
En 1061, la Calabre est conquise par la maison normande de Hauteville et partagée entre Robert Guiscard, duc de Calabre, et Roger, comte de Calabre. Avec la conquête du reste de l'Italie du Sud, l'autorité byzantine dans la région s'achève définitivement.
- Robert confirma le rôle de Reggio en tant que siège du pouvoir judiciaire calabrais et capitale du duché d'Apulie et de Calabre, dont il se proclame duc ;
- Roger, quant à lui vassal de son frère, est nommé comte de Calabre et siège à Mileto ;
- À la mort de Roger, Cosenza devient la capitale du giustizierato du Val di Crati et de la Terra Giordana sous le règne de Roger II, qui se fit édifier un château de la ville.

Robert Guiscard est investi duc d'Apulie, de Calabre et de Sicile le 23 août 1059 par le pape Nicolas II.
En 1098, le pape Urbain II investit Roger au rôle de nonce apostolique et la maison de Hauteville fonde ce qui évoluera vers les royaumes de Naples puis des Deux-Siciles, qui règneront sur la Calabre jusqu'à l'unification de l'Italie.
En 1147, lors de la deuxième croisade, Roger II attaqua Corinthe et Thèbes, deux importants centres de production de la soie byzantins, les mit à sac et déporta leurs ouvriers avec leurs équipements pour établir de nouvelles filatures en Calabre.
De 1130 à 1194, la Calabre a appartenu au royaume de Sicile sous la domination de la maison de Hauteville. L'empereur romain germanique Henri VI conquit le royaume et l'assujettit à la dynastie souabe (1194-1266), dont le représentant le plus illustre sera Frédéric II.

#### Périodes angevine et aragonaise

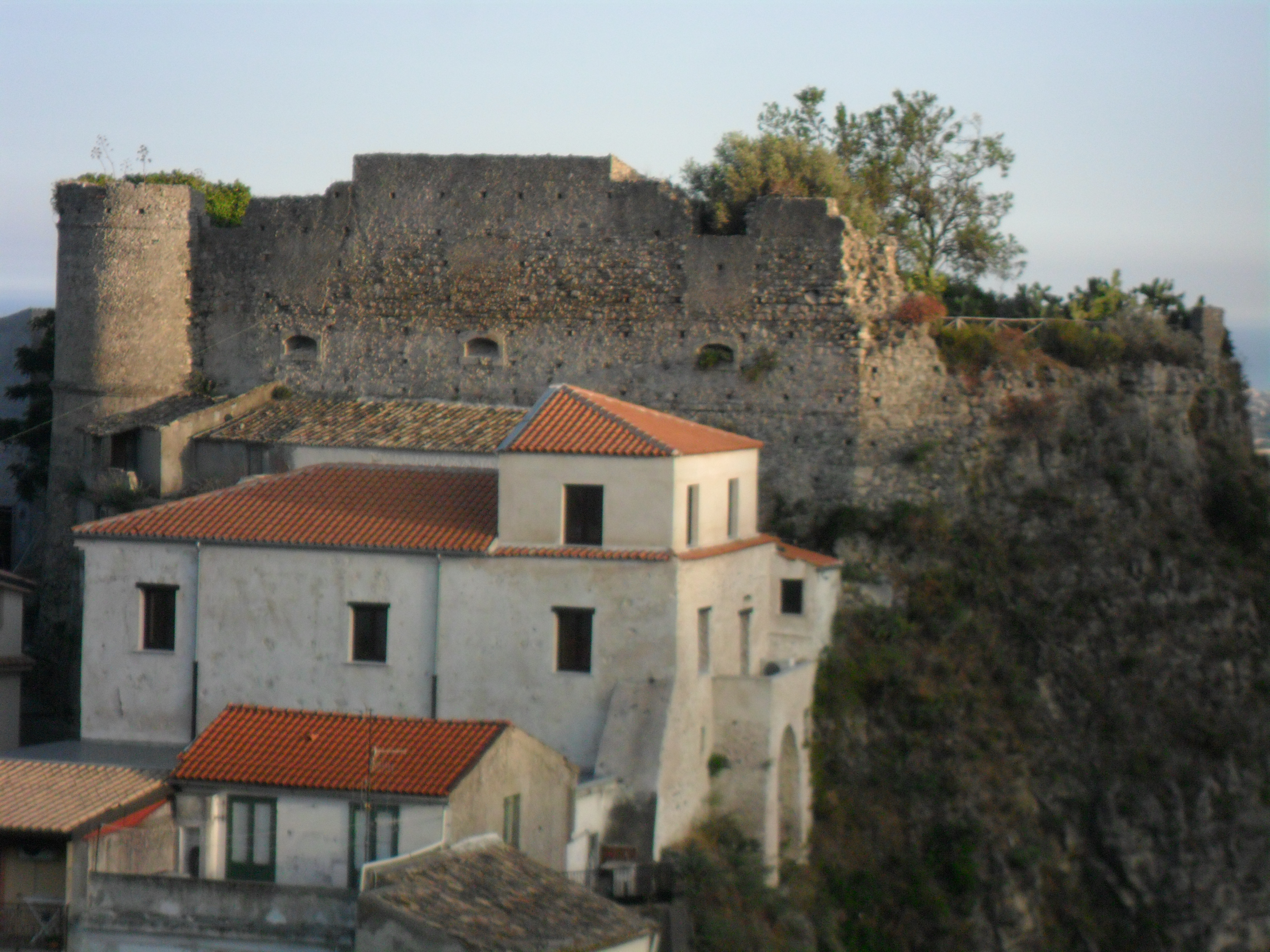
Château de Gioiosa Jonica.

En 1266, le royaume de Sicile est conquis par Charles Ier d'Anjou et la capitale du royaume est transférée de Palerme à Naples, ouvrant le règne de la dynastie des Angevins. C'est durant cette période que le système féodal atteint son apogée. En réaction à la révolte des Vêpres siciliennes (1282), le royaume sicilien est divisé en deux : l'île de Sicile passe aux mains des Aragonais et la partie continentale demeure sous le contrôle des Angevins. Le début effectif de cette division est officialisé par la paix de Caltabellotta, en 1302, lorsque la Calabre devient une province du Regnum Siciliae citra Pharum (soit « royaume sicilien situé avant le phare », sous-entendu avant le détroit de Messine, continental, ou royaume de Naples).

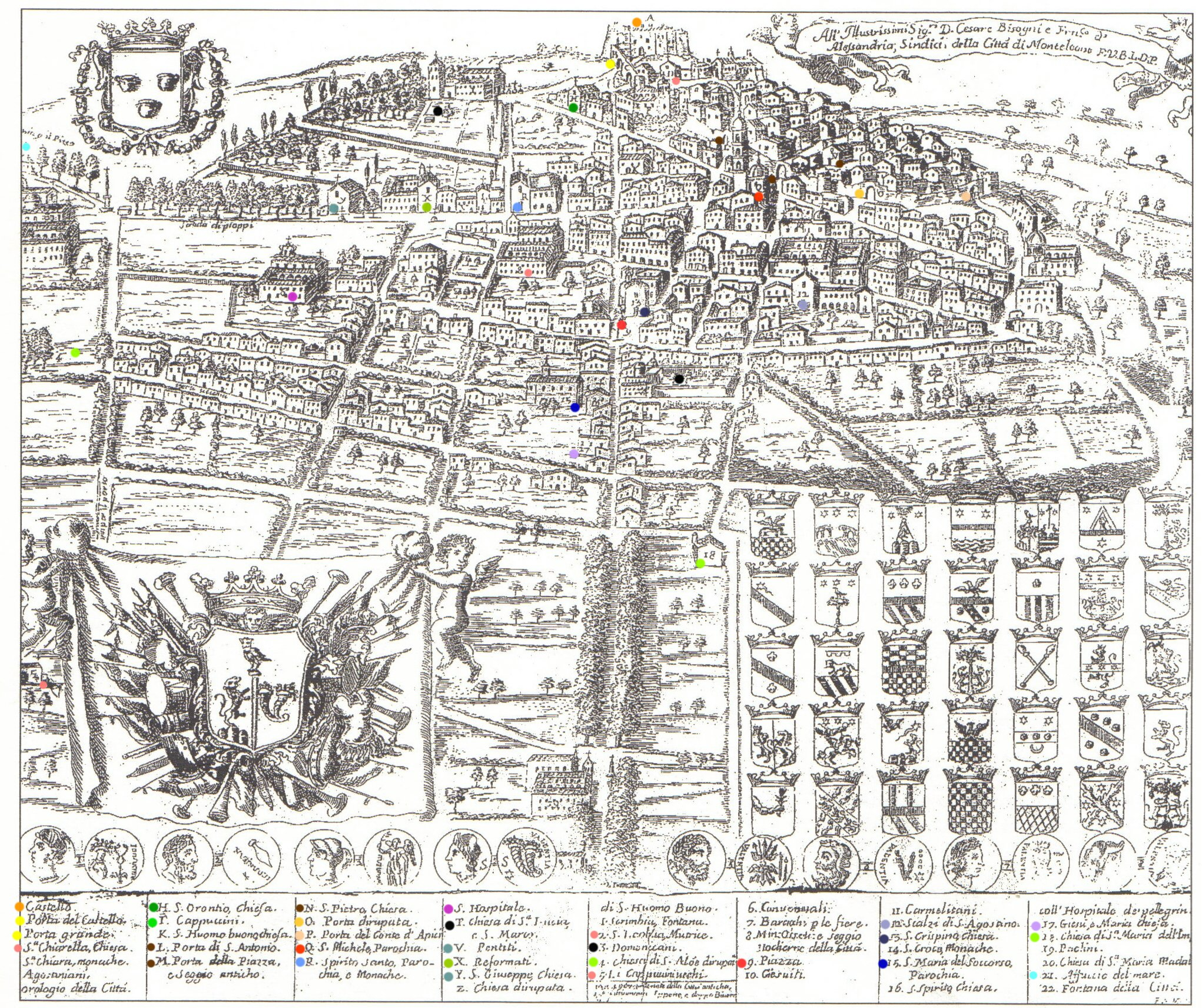
Plan de Monteleone di Calabria (actuelle Vibo Valentia) dessiné en 1710.

La maison d'Anjou tient Naples jusqu'en 1442. Entretemps, à Catanzaro, le tissage prend une importance de plus en plus considérable. Les progrès des arts de la soie à cette époque sont attestés par la somptueuse pièce de velours vert brodée d'étoiles dorées que la ville offrit à Ladislas d'Anjou-Durazzo en 1397 en remerciement pour l'exemption de certains droits sur la teinture. Ce tissu était d'une telle valeur que le roi l'utilisa comme papier peint pour tapisser la salle du trône du castel Capuano. La ville se verra accorder de nombreux privilèges de la part des souverains successifs grâce au savoir-faire de ses maîtres tisserands.
En 1442, Alphonse V d'Aragon conquiert les territoires des Angevins et accorde à Catanzaro le titre de capitale de la Calabre en réaction à l'attitude hostile de Reggio, qui soutenait son adversaire René d'Anjou. Vingt ans plus tard, en 1465, Ferdinand Ier d'Aragon restituera à Reggio son titre de capitale. S'il y a toutefois une ville calabraise qui a le plus bénéficié de la domination aragonaise sur la région, c'est Cosenza, capitale judiciaire du royaume de 1494 à 1557. Elle est la deuxième ville du royaume, après Naples, à avoir fait l'objet d'une cartographie complète et l'Accademia Cosentina, dont le membre le plus éminent fut certainement Bernardino Telesio, dont Francis Bacon dit qu'il était « le premier des philosophes modernes », fut fondée en 1511 par Aulo Giano Parrasio.
Au XVe siècle, l'industrie de la soie de Catanzaro, qui atteint son apogée, approvisionne toute l'Europe et fait l'objet d'un commerce très lucratif avec les marchands espagnols, vénitiens et génois à l'occasion des grandes foires. Catanzaro devient la capitale européenne de la soie et son élevage de vers se voit confier la responsabilité de produire la dentelle et le linge officiels du Vatican. Ses soieries finement confectionnées lui permettent d'exporter velours, damas et brocarts. En 1519, l'empereur Charles Quint reconnut formellement l'utilité publique de poursuivre le développement de cette industrie très rentable et permit à Catanzaro de mettre en place une corporation artisanale chargée de réguler et de contrôler les différentes étapes du processus de production d'étoffes, dont l'âge d'or va s'étendre tout au long du siècle suivant.
Au XVIe siècle, la Calabre bénéficie d'un fort développement économique et démographique dû, essentiellement, à la croissance simultanée des tarifs et de la demande en soie, dont elle devient le premier marché méditerranéen.
La Calabre est divisée en deux provinces, la Calabria Citeriore (ou Citra) et la Calabria Ulteriore (ou Ultra), initialement gouvernée par un seul magistrat jusqu'en 1582, lorsque les deux provinces commencèrent à être administrées par deux gouvernements distincts :
- Celui de Calabre Citérieure (nord), installé à Cosenza, cité qui connaît alors un impressionnant épanouissement humaniste ainsi qu'une renaissance intellectuelle à un point tel qu'elle est surnommée « l'Athènes de la Calabre » ;
- Celui de Calabre Ultérieure, installé à Reggio pendant 10 ans, de 1582 à 1592, puis à Catanzaro pendant 223 ans, de 1593 à 1816. Monteleone a également été capitale provinciale pour une courte période.

### Période moderne
Le royaume de Naples subit ensuite diverses dominations : dynasties des Habsbourg, d'Espagne et d'Autriche, et des Bourbons, ainsi que, pendant une courte période, un frère et un général de Napoléon, respectivement Joseph Bonaparte et Joachim Murat, ce-dernier finissant par ailleurs exécuté dans la ville de Pizzo.
En 1806, la calabre dominée par Joseph Bonaparte se soulève contre le régime de son frère avec le soutien des troupes et flotte anglaises lors de l'épisode connu sous le nom d'« insurrection calabraise ». Cette révolte se nourrit du sentiment populaire anti-français et favorable aux Bourbons, elle réunira pendant deux ans sous une même bannière des soldats de métier comme de simples bandits. La répression de cette insurrection a été confiée aux généraux André Masséna et Jean Maximilien Lamarque, qui provoqueront une véritable effusion de sang comme le massacre de Lauria perpétré par les soldats de Masséna.

### Époque contemporaine

Provinces du royaume des Deux-Siciles.

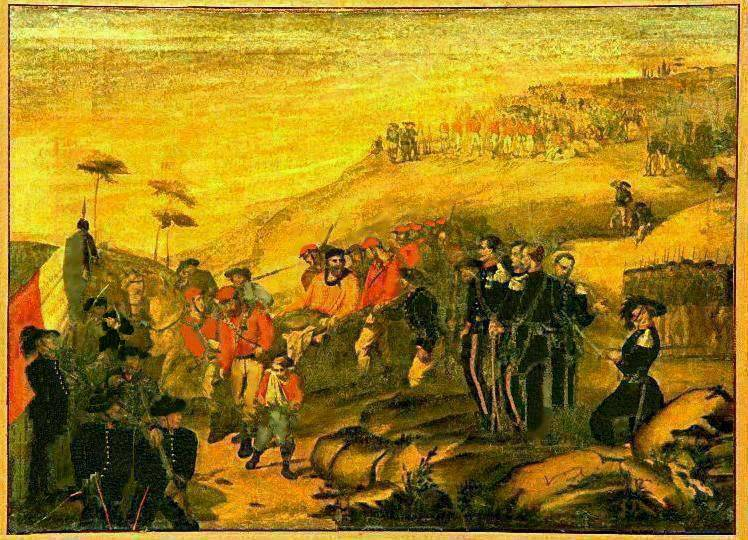
Garibaldi blessé dans l'Aspromonte.

L'Aspromonte, région montagneuse du sud de la Calabre, dans la province de Reggio, fut le théâtre de l'une des plus célèbres batailles du Risorgimento, au cours de laquelle Giuseppe Garibaldi fut blessé. Il est toujours possible d'apercevoir l'arbre creux dans lequel, d'après la tradition, Garibaldi s'assit pour recevoir des soins, à Gambarie, près de Reggio. Dans la même période, des mouvements libéraux et patriotiques se manifestent à Cosenza, le plus connu étant celui du 15 mars 1844, qui se solde par un échange de tirs sur le Largo dell'Intendenza entre soldats Bourbons et 21 patriotes qui seront condamnés à mort (seuls six d'entre eux seront effectivement exécutés). Les frères Bandiera, inspirés par cette révolte, voleront au secours de leurs « frères calabrais » depuis Venise et seront fusillés avec sept autres officiers au vallon de Rovito le 25 juillet 1844. Ces événements vont radicaliser la population civile de Cosenza, qui soutiendra très majoritairement la lutte pour l'unification italienne, des guerres d'indépendance jusqu'à l'expédition des Mille. Garibaldi entre dans Cosenza le 31 août 1860 ; deux mois plus tard, un plébiscite confirme l'annexion des Deux-Siciles au royaume d'Italie.
Sous le royaume d'Italie, la Calabre a été divisée administrativement en trois entités reprenant la forme des provinces siciliennes préexistantes, celles de Catanzaro, de Cosenza et de Reggio. En 1947, la Calabre faisait partie des 19 régions (20 depuis 1963 et la séparation du Molise et des Abruzzes) créées par l'article 131 de la Constitution de la République italienne. Cette création devient effective en 1970 et la région prend Catanzaro pour chef-lieu.

## Population et société

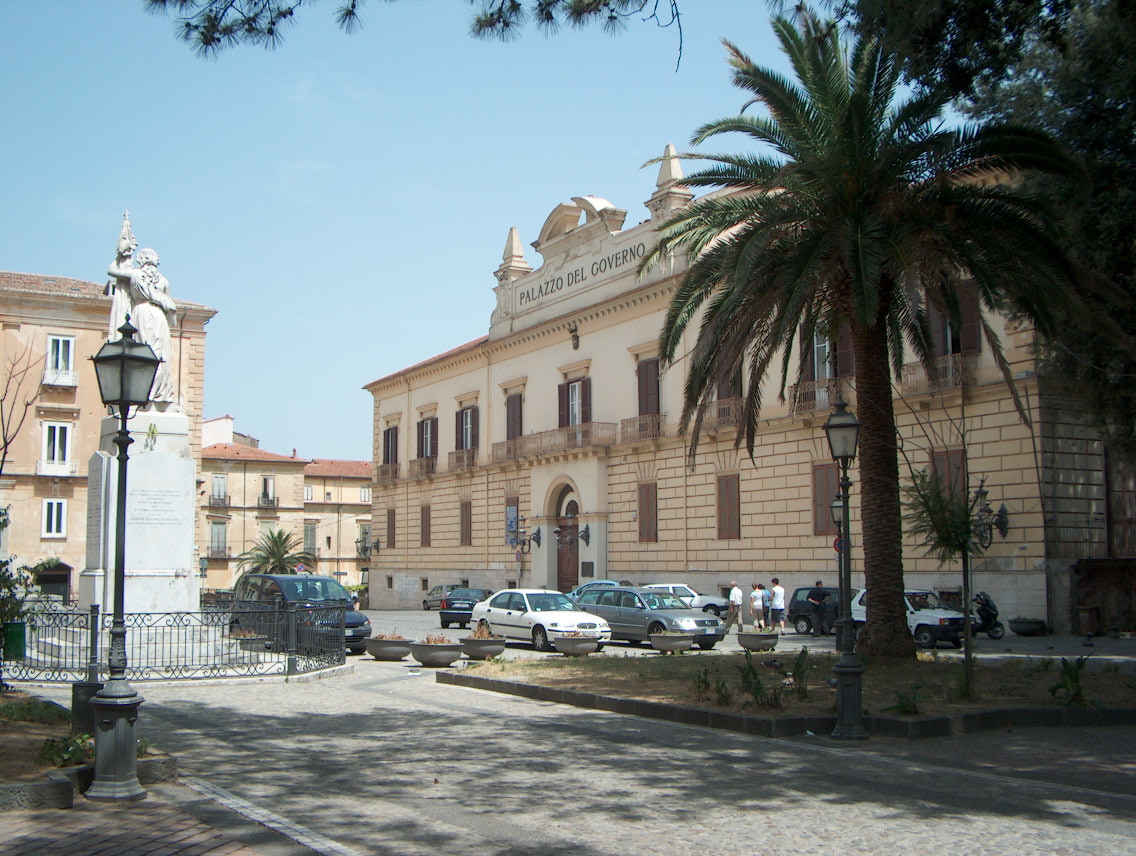
Le Palazzo del Governo de Cosenza, siège de la province la plus peuplée de la région.

### Démographie

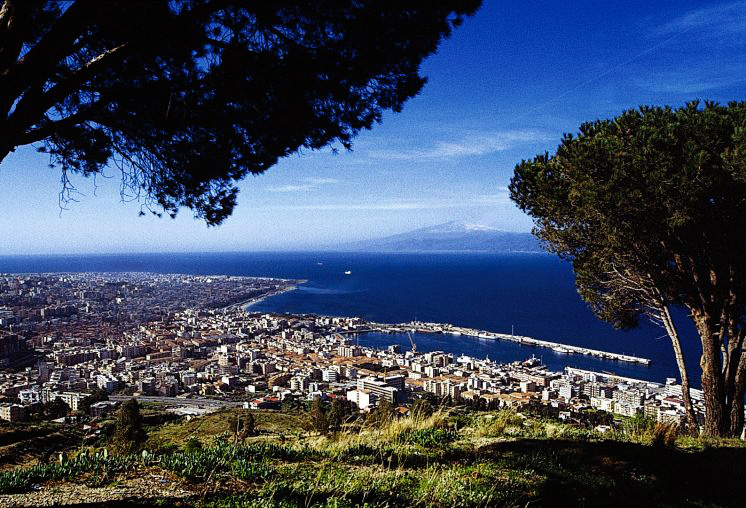
Vue de Reggio de Calabre, ville la plus peuplée de la région.

| Pos. | Province/Ville métropolitaine | Population | Superficie (km²) |
| ---- | ----------------------------- | ---------- | ---------------- |
| 1    | Cosenza                       | 669 701    | 6 709,75         |
| 2    | Reggio de Calabre             | 516 093    | 3 183,20         |
| 3    | Catanzaro                     | 340 446    | 2 415,45         |
| 4    | Crotone                       | 161 460    | 1 735,68         |
| 5    | Vibo Valentia                 | 149 511    | 1 150,64         |

| Pos. | Commune               | Province/Ville métropolitaine | Population | Superficie (km²) |
| ---- | --------------------- | ----------------------------- | ---------- | ---------------- |
| 1.   | Reggio de Calabre     | Reggio Calabria               | 170 567    | 239,04           |
| 2.   | Catanzaro             | Catanzaro                     | 84 415     | 112,72           |
| 3.   | Corigliano-Rossano    | Cosenza                       | 73 913     | 346,56           |
| 4.   | Lamezia Terme         | Catanzaro                     | 67 041     | 162,43           |
| 5.   | Cosenza               | Cosenza                       | 63 741     | 37,86            |
| 6.   | Crotone               | Crotone                       | 58 179     | 179,83           |
| 7.   | Rende                 | Cosenza                       | 36 462     | 55,28            |
| 8.   | Vibo Valentia         | Vibo Valentia                 | 31 032     | 46,57            |
| 9.   | Castrovillari         | Cosenza                       | 20 734     | 130,64           |
| 10.  | Montalto Uffugo       | Cosenza                       | 20 095     | 76,67            |
| 11.  | Gioia Tauro           | Reggio Calabria               | 19 184     | 39,87            |
| 12.  | Acri                  | Cosenza                       | 18 760     | 200,63           |
| 13.  | Palmi                 | Reggio Calabria               | 18 024     | 32,12            |
| 14.  | Siderno               | Reggio Calabria               | 17 562     | 31,86            |
| 15.  | Isola di Capo Rizzuto | Crotone                       | 17 424     | 126,65           |
| 16.  | Cassano all'Ionio     | Cosenza                       | 16 465     | 159,07           |
| 17.  | San Giovanni in Fiore | Cosenza                       | 15 825     | 282,53           |
| 18.  | Taurianova            | Reggio Calabria               | 14 811     | 48,55            |
| 19.  | Paola                 | Cosenza                       | 14 690     | 42,88            |
| 20.  | Rosarno               | Reggio Calabria               | 14 369     | 39,56            |
| 21.  | Cirò Marina           | Crotone                       | 14 000     | 41,68            |
| 22.  | Amantea               | Cosenza                       | 13 837     | 29,46            |
| 23.  | Villa San Giovanni    | Reggio Calabria               | 12 714     | 12,17            |
| 24.  | Locri                 | Reggio Calabria               | 11 855     | 25,75            |
| 25.  | Scalea                | Cosenza                       | 11 313     | 22,56            |
| 26.  | Melito di Porto Salvo | Reggio Calabria               | 10 431     | 35,41            |
| 27.  | Polistena             | Reggio Calabria               | 9 885      | 11,77            |
| 28.  | Cittanova             | Reggio Calabria               | 9 756      | 61,98            |
| 29.  | Crosia                | Cosenza                       | 9 664      | 86,20            |
| 30.  | Bisignano             | Cosenza                       | 9 488      | 133,69           |

### Immigration et minorités ethniques
92 996 citoyens étrangers résident dans la région et représentent donc 5,0 % de la population calabraise.
| Pos. | Nationalité | Population |
| ---- | ----------- | ---------- |
| 1    | Roumanie    | 25 865     |
| 2    | Maroc       | 15 313     |
| 3    | Ukraine     | 5 720      |
| 4    | Bulgarie    | 5 115      |
| 5    | Inde        | 4 402      |
| 6    | Albanie     | 2 798      |
| 7    | Chine       | 2 707      |
| 8    | Philippines | 2 568      |
| 9    | Nigeria     | 2 563      |
| 10   | Pakistan    | 2 436      |

### Langues et dialectes
| « A voi fieri Calabresi che accoglieste ospitali me straniero nelle ricerche e indagini infaticabilmente cooperando alla raccolta di questi materiali dedico questo libro che chiude nelle pagine il tesoro di vita del vostro nobile linguaggio. » |
| (Gerhard Rohlfs, Dizionario dialettale della Calabria) |

« À vous fiers Calabrais
qui m'avez accueilli moi étranger
dans mes recherches et investigations
coopérant sans relâche
dans la collecte de ces matériaux
je dédie ce livre qui dans ses pages renferme
le trésor vital de votre noble langage. »
La population calabraise présente aujourd'hui encore une variété d'identités culturelles qui se reflète dans l'ensemble des dialectes qui y sont parlées, dont les colorations locales et les caractéristiques singulières sont courantes. À l'instar des autres dialectes italiens, la langue calabraise (ou plutôt les langues calabraises, celles du nord étant très distinctes de celles du reste de la région), ne dispose pas du moindre caractère d'officialité.
Dans le nord est parlé un dialecte dérivé de la langue napolitaine tandis que dans le centre et le sud de la Calabre, la multitude de dialectes locaux présente plus de similitudes avec le sicilien. En dépit de l'absence d'une unité réelle, l'ensemble des parlers vernaculaires de la région est tout de même souvent identifié comme étant du « calabrais ».
En raison des multiples racines historiques de la région, il est des zones en Calabre où l'on parle d'anciennes langues étrangères à l'origine qui se sont maintenues au fil des siècles. Il existe ainsi trois minorités linguistiques reconnues et protégées par l'État italien en Calabre : le gardiol, le griko et l'arberèche (arbërisht). Dans certains des villages où vivent ces minorités linguistiques, notamment les albanophones, où l'arberèche est encore très usité, la signalisation des noms de rues bilingues est très répandue.
Le gardiol est une variété d'occitan pratiquée dans l'isolat linguistique de Guardia Piemontese.

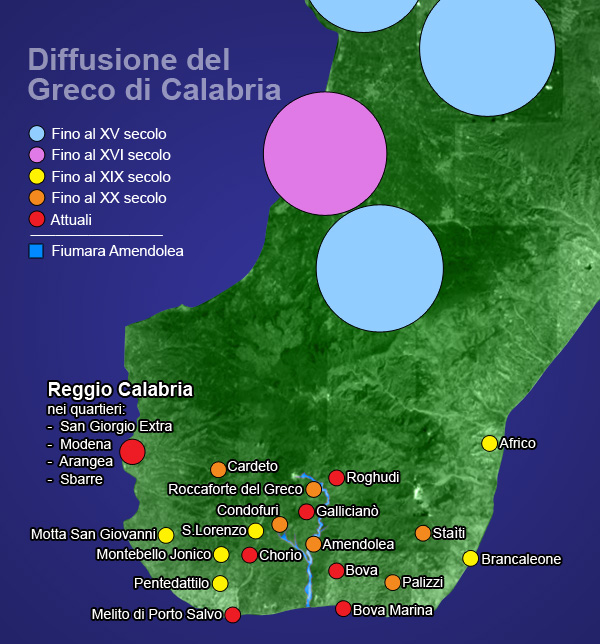
Diffusion de la langue grecque en Calabre.

Le griko, ou grec de Calabre, est parlé dans l'aire grécanique de la ville métropolitaine de Reggio de Calabre, dans les villages d'Amendolea (Amiddalia), Bova (Vua), Bova Marina (Fundaca), Condofuri, Roccaforte del Greco (Vunì), Roghudi, ainsi que dans certains quartiers de Reggio de Calabre elle-même, principalement à San Giorgio Extra.
La langue arberèche de Calabre est une variété linguistique de l'albanais tel qu'il est parlé dans le sud de l'Albanie. La communauté arberèche (arbëreshë) est la plus importante minorité de la région (leur langue est officielle dans 33 villages répandus entre les provinces de Cosenza, Crotone et Catanzaro). À noter que ce dialecte albanais est à l'origine d'une riche production littéraire moderne et contemporaine reconnue et étudiée en Albanie même ainsi que dans les autres États albanophones des Balkans.

### Religions

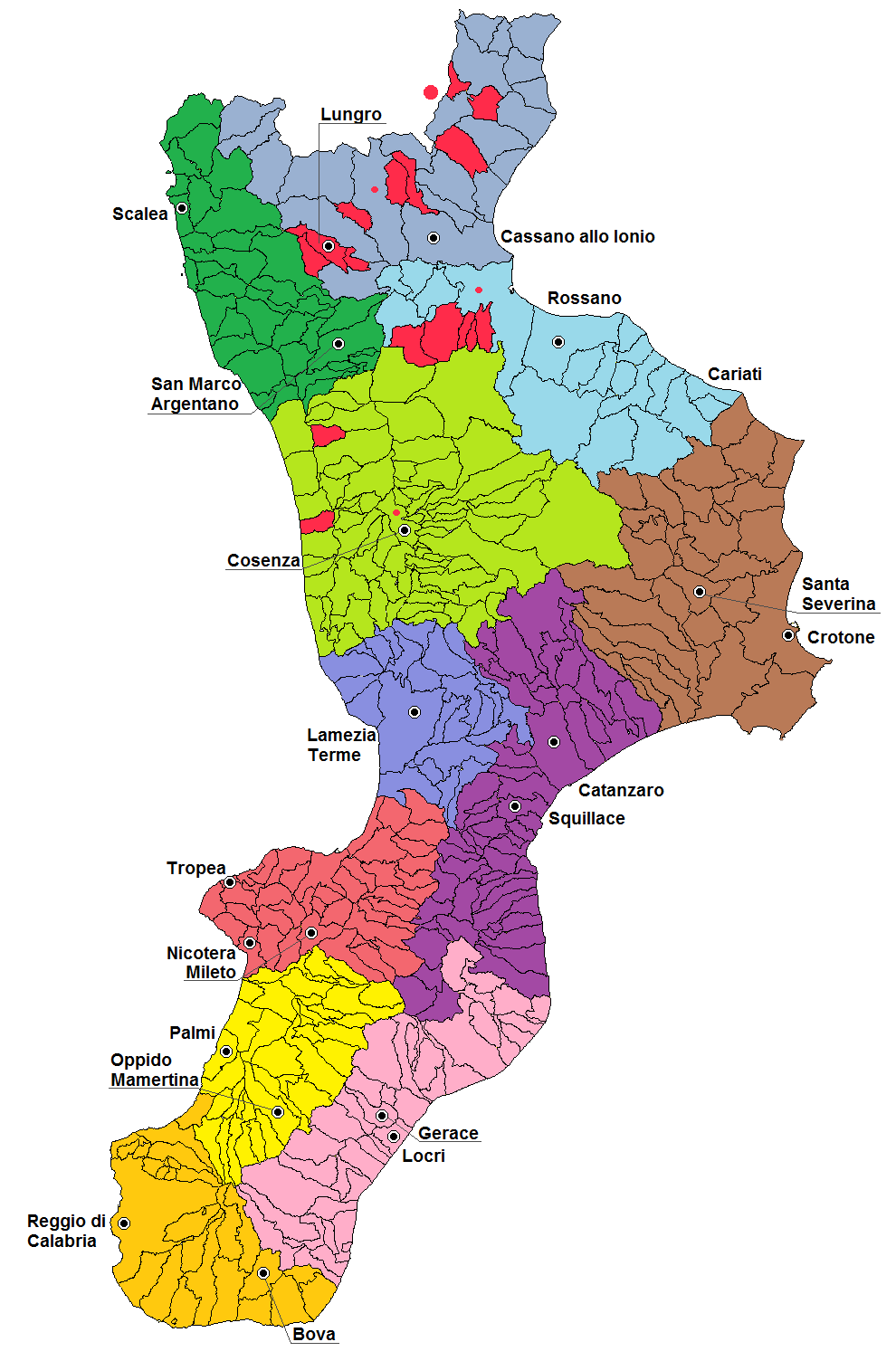
Carte des diocèses de Calabre.

Le christianisme est la religion la plus répandue dans la région. La grande majorité des chrétiens de Calabre sont de confession catholique de rite romain et le territoire régional coïncide avec la région ecclésiastique de Calabre, divisée en 11 diocèse et une éparchie répartis comme suit :
- Archidiocèse métropolitain de Catanzaro-Squillace (585 000 hab.), qui a pour suffragants :
  - Archidiocèse de Crotone-Santa Severina ;
  - Diocèse de Lamezia Terme.
- Archidiocèse métropolitain de Cosenza-Bisignano (719 000 hab.), qui a pour suffragants :
  - Archidiocèse de Rossano-Cariati ;
  - Diocèse de Cassano all'Ionio ;
  - Diocèse de San Marco Argentano-Scalea.
- Archidiocèse métropolitain de Reggio de Calabre-Bova (735 000 hab.), qui a pour suffragants :
  - Diocèse de Locri-Gerace ;
  - Diocèse d'Oppido Mamertina-Palmi ;
  - Diocèse de Mileto-Nicotera-Tropea.

- Éparchie de Lungro (pour la communauté albanaise).

La communauté albanaise est adepte de l'Église catholique, qu'elle professe toutefois selon le rite byzantin (Église catholique italo-albanaise).
Parmi les minorités chrétiennes de Calabre figurent les orthodoxes (essentiellement des immigrés d'Europe de l'Est) et les protestants (Vaudois et Pentecôtistes).
Enfin, des cas isolés de familles mormones et de témoins de Jéhovah sont présents dans la région.

### Santé

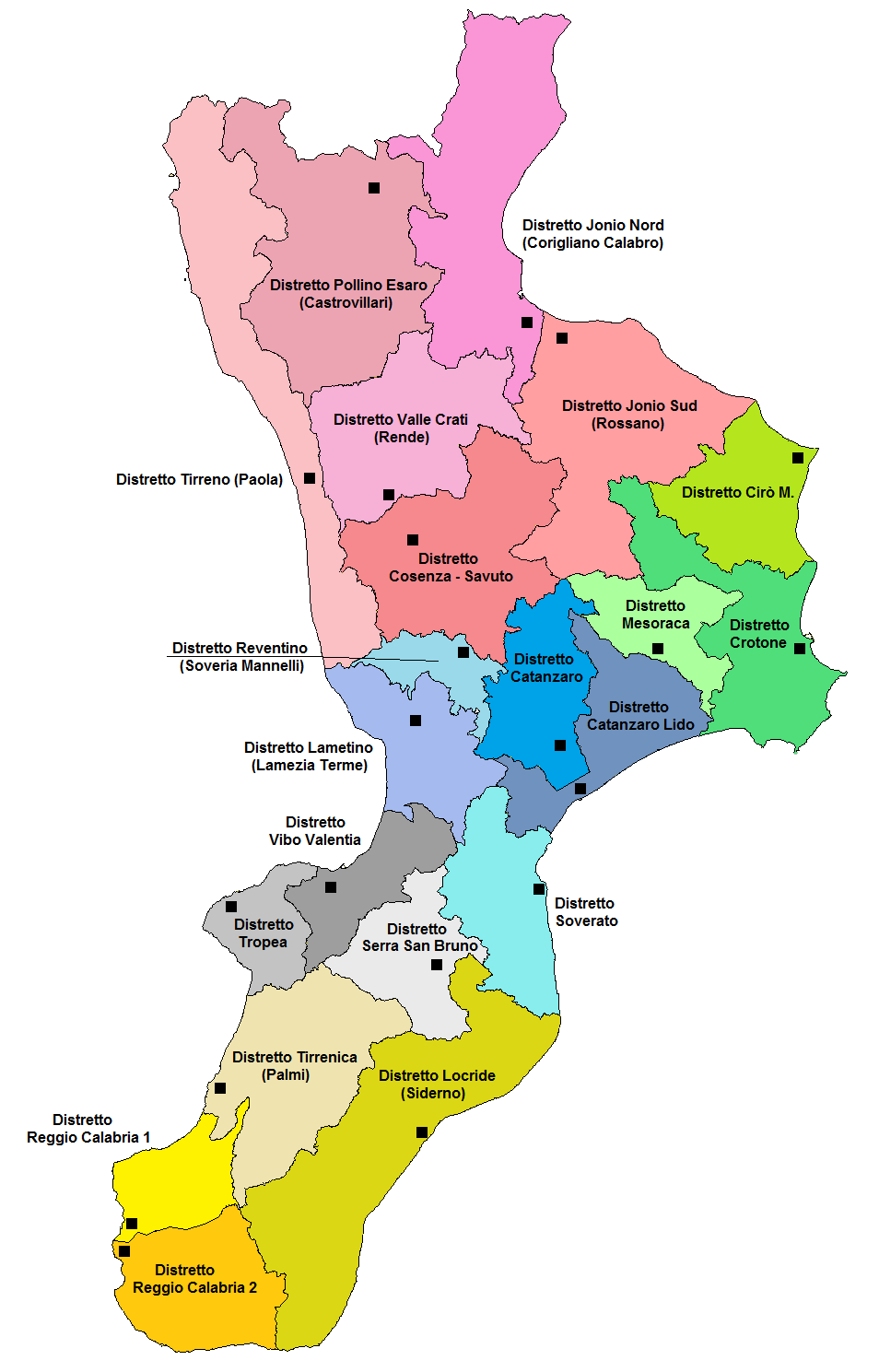
Carte des autorités sanitaires provinciales et des districts associés.

Le service de santé de la Calabre est organisé en cinq « sociétés provinciales de santé » et trois « sociétés hospitalières ». Chacun des cinq ASP est à son tour divisé en zones de district. Cette organisation territoriale a été créée à la suite de la loi régionale n°9 du 11 mai 2007, qui a fusionné les 11 « autorités sanitaires locales » en cinq autorités sanitaires provinciales. Voici la liste actuelle des ASP :
- Autorité sanitaire provinciale de Catanzaro (districts de Catanzaro, Lamezia Terme, Soverato) ;
- Autorité sanitaire provinciale de Cosenza (districts de Paola, Castrovillari, Corigliano Calabro, Rossano, Cosenza, Rende) ;
- Autorité sanitaire provinciale de Crotone (districts de Crotone, Cirò Marina, Mesoraca) ;
- Autorité sanitaire provinciale de Vibo Valentia (districts de Vibo Valentia, Serra San Bruno, Tropea) ;
- Autorité sanitaire provinciale de Reggio de Calabre (districts de Reggio de Calabre-1, Reggio de Calabre-2, Palmi, Locri).

### Crime organisé
L'organisation mafieuse de la 'Ndrangheta, active sur de larges portions du territoire calabrais, détient au moins 3 % du PIB italien en pratiquant trafic de drogue, extorsion d'argent et pizzo. Son chiffre d'affaires global est d'environ 60 milliards d'euros (soit le double du PIB de la Calabre) et elle détient quasiment le monopole sur l'importation de drogues en Europe via le port de Gioia Tauro grâce à ses relations privilégiées avec les organisations criminelles latino-américaines.

## Administration

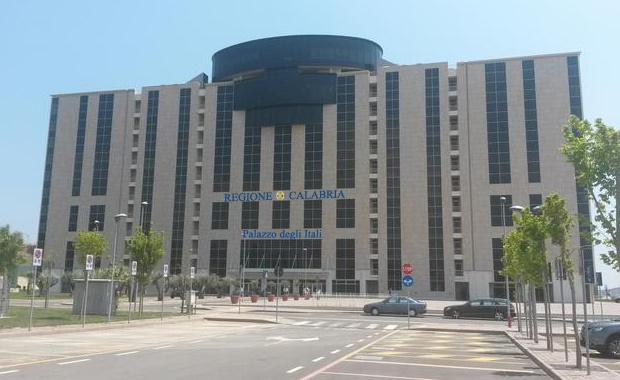
Palazzo degli Itali, siège du conseil régional de Calabre à Catanzaro.

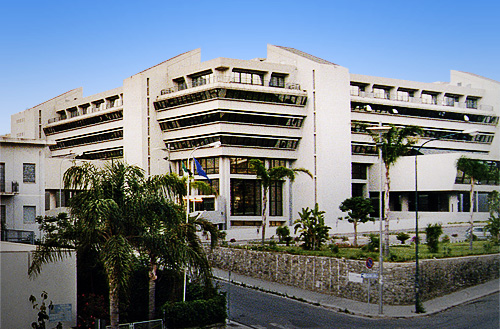
Palazzo Campanella, siège du conseil régional de Calabre à Reggio.

Le conseil régional de Calabre actuel est composé comme suit :
| Nom                 | Parti       | Charge                     | Délégations | Province          |
| ------------------- | ----------- | -------------------------- | --- | ----------------- |
| Roberto Occhiuto    | FI          | Président du Conseil       | | Cosenza           |
| Giuseppina Princi   | FI          | Vice-présidente du Conseil | Éducation, enseignement supérieur, travail et réinsertion professionnelle, gestion du développement économique de la ville métropolitaine de Reggio de Calabre | Reggio de Calabre |
| Gianluca Gallo      | FI          |                            | Agriculture, environnement, vie rurale | Cosenza           |
| Giovanni Calabrese  | FdI         |                            | Tourisme, commerce et transports | Reggio de Calabre |
| Emma Staîne         | Lega        |                            | Politiques sociales | Reggio de Calabre |
| Rosario Vari        | FI          |                            | Développement économique | Vibo Valentia     |
| Filippo Pietropaolo | FdI         |                            | Bureaucratie et ressources humaines | Catanzaro         |
| Mauro Dolce         | Indépendant |                            | Infrastructures et travaux publics |                   |

### Subdivisions administratives

Carte de la Calabre.

| Province          | Nombre de communes | Population | Superficie | Site web                             |
| ----------------- | ------------------ | ---------- | ---------- | ------------------------------------ |
| Catanzaro         | 80                 | 340 679    | 2 415,45   | http://www.provincia.catanzaro.it    |
| Cosenza           | 150                | 668 992    | 6 709,75   | http://www.provincia.cosenza.it      |
| Crotone           | 27                 | 160 775    | 1 735,68   | http://www.provincia.crotone.it      |
| Reggio de Calabre | 97                 | 516 601    | 3 210,37   | http://www.cittametropolitana.rc.it  |
| Vibo Valentia     | 50                 | 149 899    | 1 150,64   | http://www.provincia.vibovalentia.it |
| Calabre           | 404                | 1 836 946  | 1 5221,90  | http://www.regione.calabria.it       |

### Héraldique

Bannière de Calabre.

Les armoiries de Calabre (approuvées et adoptées dans leur version définitive par décret du 15 juin 1992) sont ornées de quatre symboles représentant la région dans un cadre ovale :
1. le pin de Bosnie (Pinus nigra)
2. le chapiteau dorique
3. la croix grecque
4. la croix potencée

## Économie
La Calabre est l'une des régions italiennes les plus pauvres malgré les revenus élevés de son économie souterraine, qui ne sont pas quantifiables. L'omniprésence de l'une des principales organisations criminelles du pays, l'éloignement relatif des grands centres marchands du nord et le manque d'infrastructures dû à la faible influence locale des institutions étatiques fragilisent en effet considérablement le tissu économique calabrais, inconstant car trop dépendant des variations économiques.
Diverses parties de la région tirent profit des revenus engendrés par le tourisme estival, en plein essor le long des côtes calabraises, particulièrement sur la côte ionienne de la province de Catanzaro et la côte tyrrhénienne de la ville métropolitaine de Reggio de Calabre ainsi que des provinces de Cosenza et de Vibo Valentia. Plus discret, le tourisme d'hiver se développe peu à peu dans la Sila.

### Agriculture

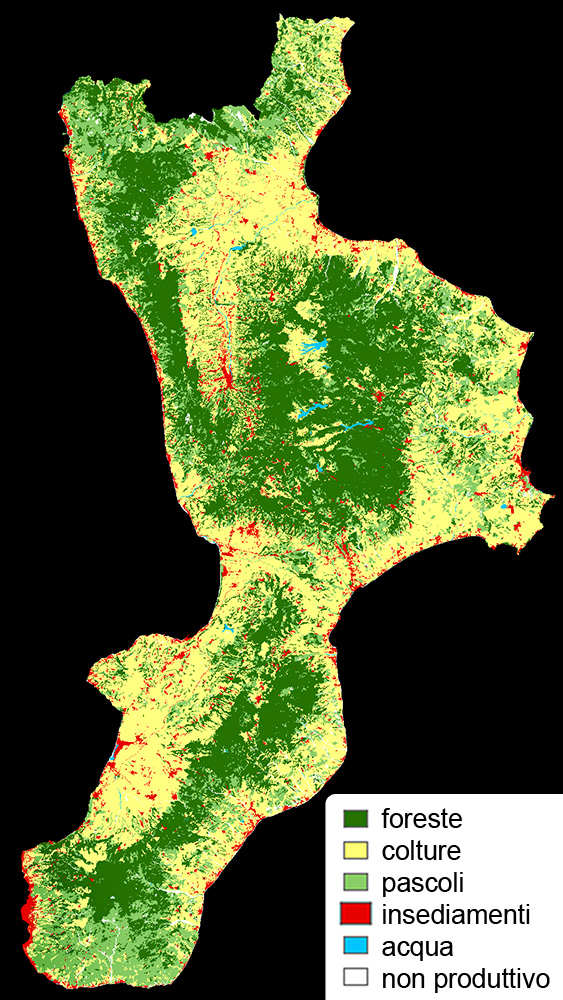
Exploitation et urbanisation du territoire calabrais (foreste : forêts ; colture : cultures agricoles ; pascoli : pâturages ; insediamenti : urbanisation ; acqua : eau ; non produttivo : terre inculte).

Le secteur primaire (agriculture) est principalement représenté en Calabre par l'olivier (deuxième région oléicole d'Italie derrière les Pouilles), la vigne et les agrumes.
La région est à l'origine d'environ un quart de la production italienne d'agrumes ; la région concentre ainsi 62 % de la production nationale de clémentines ainsi que la quasi-totalité de la production de bergamotes et de cédratiers (98 % du total). Cette dernière est pratiquée entre les communes de Tortora, Santa Maria del Cedro et Diamante, sur le littoral tyrrhénien de la province de Cosenza, connu sous l'appellation touristique de Riviera dei Cedri ; quant à la bergamote, elle est produite exclusivement sur la bande côtière de la ville métropolitaine de Reggio de Calabre. Les clémentines de Calabre, en revanche, sont cultivées dans les différentes plaines de la région : dans la plaine de Sibari et à Corigliano, en province de Cosenza, dans la plaine de Lamezia, en province de Catanzaro, et enfin dans la plaine de Gioia Tauro ainsi que dans la Locride pour la ville métropolitaine de Reggio de Calabre, où le fruit bénéficie désormais d'une indication d'origine protégée. Le citron cultivé dans les environs de Rocca Imperiale bénéficie également d'une IGP.
La Calabre occupe la troisième place parmi les régions de l'UE qui ont le plus de terres cultivées selon la méthode biologique (29 % de la surface agricole).
L'oignon rouge de Tropea, qui bénéficie depuis 2008 d'un label IGP, est cultivée sur le littoral tyrrhénien des provinces de Vibo Valentia, Catanzaro et Cosenza.
Différentes variétés de figues sont également cultivées en Calabre, dont la figue Dottato de Cosenza, qui possède un label DOP. Les Dottato sont traditionnellement séchées et entrent dans la composition de nombreux desserts locaux. Le 30 avril 2019, la Gazzetta ufficiale del DDG classe la figue blanche Dottato de Cosenza comme un produit d'excellence.
Y sont également cultivées en grand nombre les pêches et les nectarines. La majeure partie de la production s'écoule dans les marchés intérieurs tandis que les excédents sont exportées vers l'Europe du Nord, la Scandinavie et l'Allemagne. La principale variété de pêche nectarine cultivée en Calabre est la merendella. 60 ha de champs sont consacrés à sa culture, dont plus de 50 sont situés dans la plaine de Lamezia Terme, le reste est dispersé sur la côte ionienne de la province de Catanzaro.
À Acconia, plus de 20 000 tonnes de fraises sont produites chaque année. 70 % de la production est exportée vers les marchés du Nord, où le produit est très demandé, tandis qu'environ un cinquième franchit les frontières italiennes.
Longobardi est quant à elle renommée pour sa variété locale d'aubergine, la Melanzana Violetta (aubergine violette), qui a reçu l'appellation De.C.O.
Région montagneuse disposant de vastes étendues forestières, la Calabre est la première région italienne exportatrice de cèpes.
Sur les hauts plateaux de la Sila est cultivée la patata della Sila (IGP), aux origines anciennes et ayant de longue date joué un rôle crucial dans l'alimentation des habitants de ces montagnes. Les forêts calabraises sont également propices à la croissance du châtaignier.
La culture du noisetier est répandue dans les communes de Cardinale, Simbario et Torre di Ruggiero. Le cultivar dominant dans la région est la Tonda Calabrese bien que de faibles proportions de Tonda Romana et de Tonda di Giffoni y soient également cultivées.
La Calabre possède une tradition séculaire de production de réglisse, dont elle est la première région productrice en Italie. La liquirizia (réglisse) de Calabre est même protégée par un label DOP depuis 2011.
Le safran est cultivé dans la province de Cosenza ainsi qu'en ville métropolitaine de Reggio de Calabre.
Entre les communes de San Floro et de Cortale, province de Catanzaro, la tradition de la sériciculture qui a fait la richesse de la région par le passé s'est perpétuée et les mûriers, dont les feuilles servent à nourrir les vers à soie, y sont toujours cultivés en abondance.
Le principal marché agricole de la région se trouve à Catanzaro. L'élevage d'ovins et de caprins est plus largement pratiqué dans l'intérieur des terres. Il existe aussi de nombreuses fermes bovines parmi lesquelles se distingue la vache de race podolica. Le pâturage du bétail a lieu toute l'année et une fois l'été venu survient la transhumance vers les montagnes de la Sila et du Pollino, qui conservent leur fraîcheur grâce à l'altitude. En octobre commence la démontication vers les terres côtières vallonnées. La pêche est assez développée.

### Artisanat
L'art du tissage, enraciné dans la région depuis des siècles, reste très productif en Calabre où certains pôles d'excellence perpétuent cette tradition en travaillant soie, laine, coton, lin, gênet et chanvre. San Giovanni in Fiore et Longobucco, dans la Sila, sont réputées pour leurs tapis, draps et tapisseries fabriqués en suivant d'antiques méthodes similaires à celles ayant cours en Orient. L'"ozaturu" est le linge traditionnel et coloré qui couvre tous les lits conjugaux de la région, fabriqué par les métiers à tisser calabrais.
La province de Catanzaro possède une longue tradition dans les domaines du tissage et de la broderie, notamment en soie. Depuis quelques années, cette activité connaît un regain d'essor ainsi qu'un engouement auprès des jeunes habitants de la région. Les villages de Tiriolo et Badolato se sont spécialisés dans la fabrication du "vancale", châle en laine ou en soie traditionnellement porté par les femmes calabraises depuis l'Antiquité et toujours porté aujourd'hui à l'occasion des tarentelles. La confection de dentelles aux fuseaux finement travaillées est également pratiquée de longue date à Tiriolo.
À Bisignano, une petite industrie locale de fabrication de luths s'est transmise de génération en génération depuis le XVIIe siècle et, à Seminara, Squillace et Gerace, la production traditionnelle de céramique remonte à l'ère de la Grande-Grèce.
Crotone connaît une traditionnelle activité du travail et de transformation de l'or. De nombreux maîtres orfèvres tels que Gerardo Sacco et Michele Affidato produisent de précieux objets en or ou en argent. L'activité d'orfèvrerie à Crotone est également un héritage de la colonisation grecque. L'orfèvrerie artisanale est resté ancré dans les traditions locales comme en témoigne le travail du filigrane qui suit le style et les formes de bijoux traditionnels.
Les boutiques artisanales de Brognaturo se distinguent par leur art de la sculpture sur bois, destiné à la création de pipes.
Le village de Stilo est renommé dans toute la région pour sa concentrations de maîtres artisans, brodeurs, tisserands et métallurgistes, qui prospèrent grâce à l'abondance des gisements locaux, largement exploités depuis le règne des Bourbons. Ainsi, des mines de cuivre ont été exploitées jusqu'à la Seconde Guerre mondiale (années 1930-1940) à Bivongi, municipalité de la ville métropolitaine de Reggio de Calabre. Des vestiges de cette activité minière sont exposés à l'Écomusée de la Vallée du Stilaro.

### Industrie
Callipo, entreprise internationale spécialisée dans la production de conserves de thon et de récipients en verre, a son siège social à Maierato. Dans le même secteur, Intertonno Sardanelli siège à Pizzo.
Depuis 1731, Rossano est le siège de l'entreprise Liquirizia Amarelli, l'un des plus grands producteurs de réglisse au monde.
La plus ancienne usine textile de Calabre, le Lanificio Leo, fondé en 1873, se trouve à Soveria Mannelli et entretient un monumental parc de machines toujours actives de la fin du XIXe siècle.
La Distilleria Caffo, spécialisée dans la production et la distribution d'alcools depuis 1915, est basée à Limbadi. Elle est surtout renommée pour son Vecchio Amaro del Capo.
Toujours dans le secteur agroalimentaire, Mangiatorella et Fontenoce commercialisent de l'eau minérale.
Créée en 1929 à Pianopoli, la Fornace Dipodi produit toutes sortes de briques et de matériaux de construction traditionnels, de blocs porteurs pour les zones sismiques, dalles, etc.
La grande usine de production graphique et de services logistiques du Gruppo Abramo est située à Caraffa, elle occupe près de 3 000 employés.
Le centre d'embouteillage pour l'eau faiblement minéralisée d'Acqua Calabria est situé à Girifalco en raison de l'abondance de sources aquatiques du mont Covello. La boisson caféinée Brasilena y est produite.
L'IOM, leader de l'industrie optique et productrice de lentilles ophtalmiques, opère à Rogliano.
Les industries pétrochimique, pharmaceutique et énergétique sont en cours de développement à Crotone, Vibo Valentia et Reggio de Calabre.

### Services
Les principaux pôles tertiaires de la région sont Catanzaro, Lamezia Terme et Cosenza.
La Calabre est la région italienne avec la plus forte concentration d'avocats, avec une moyenne régionale de 6,8 avocats pour mille habitants.

### Tourisme

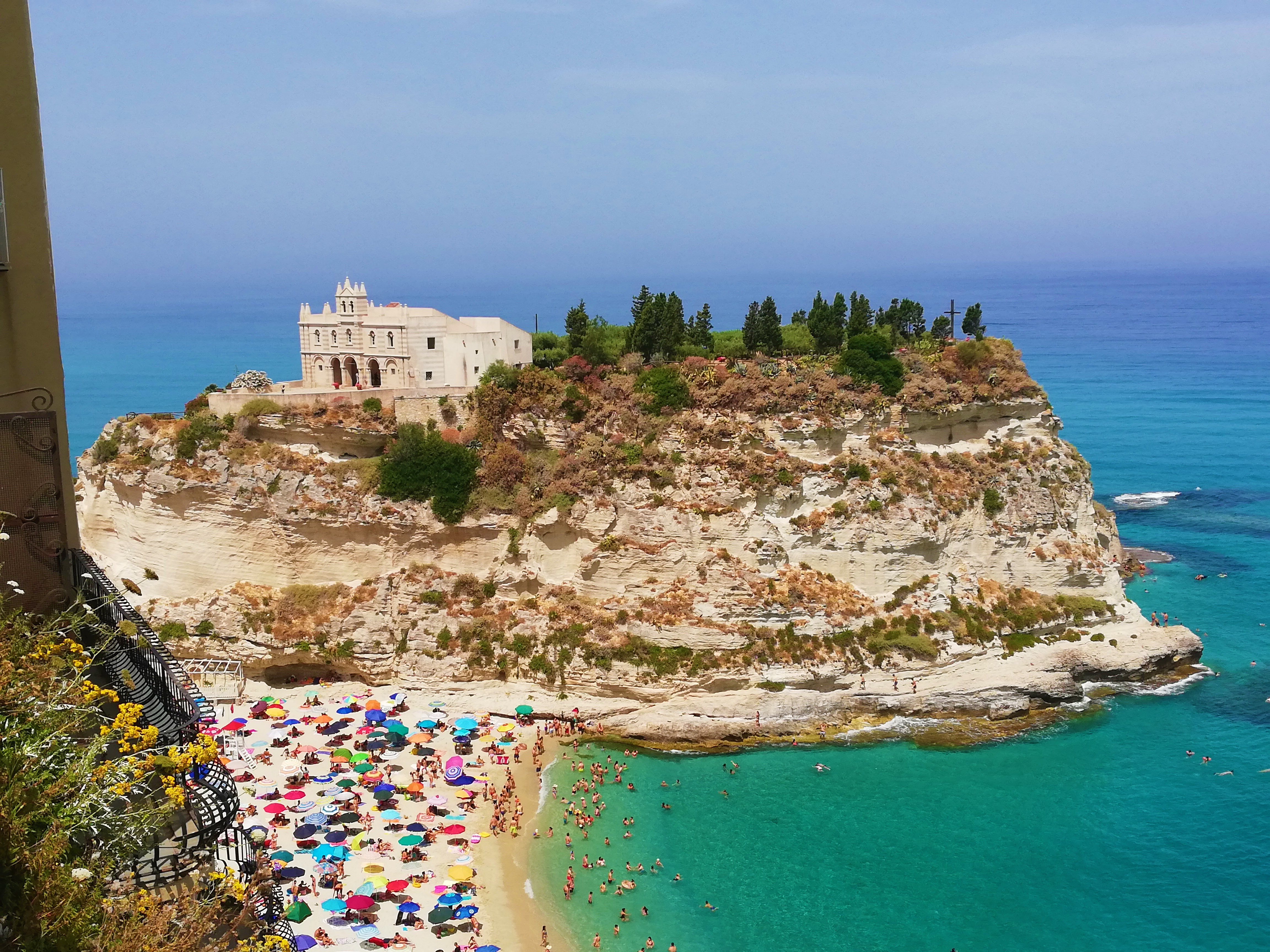
Tropea.

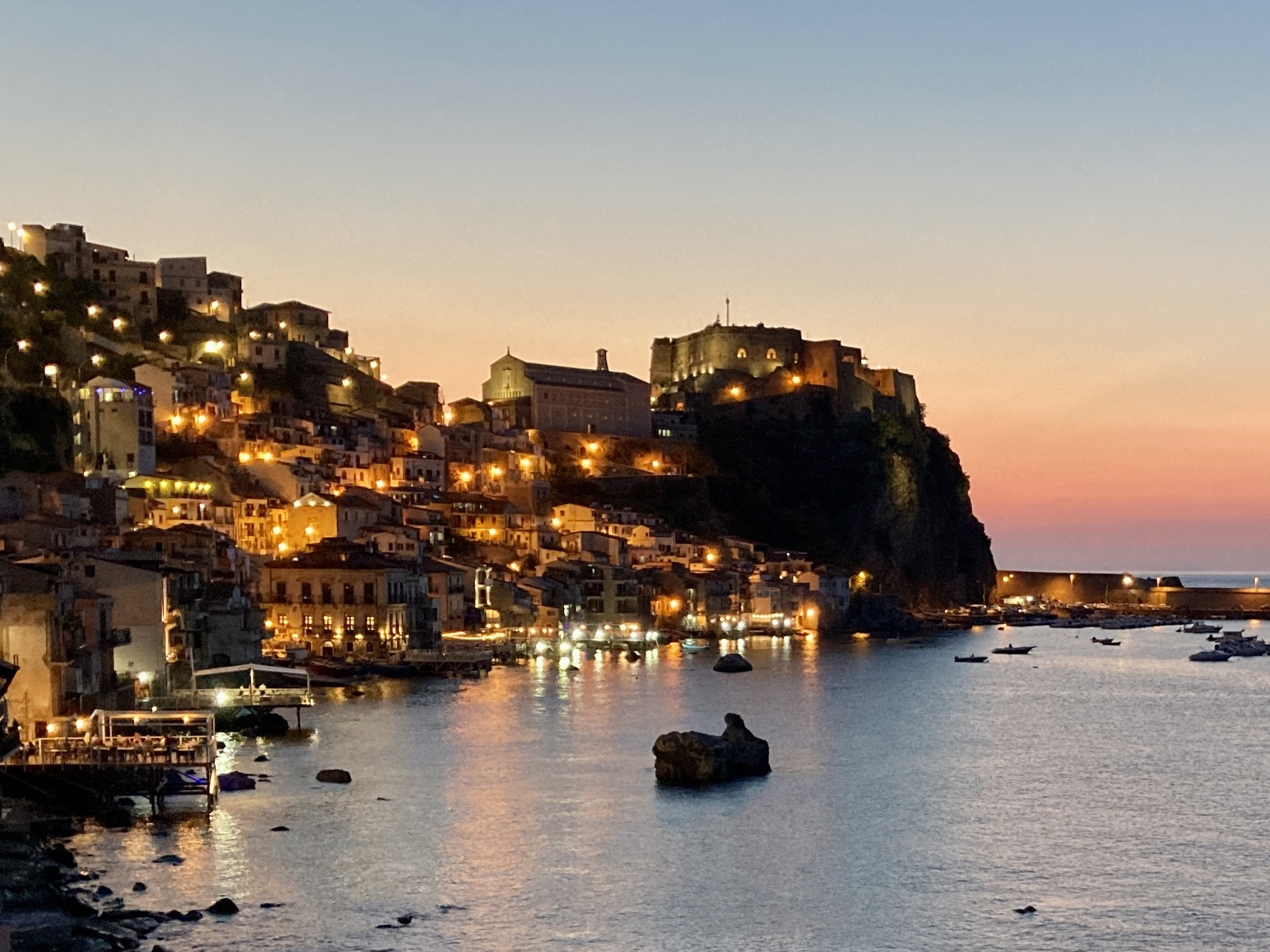
Le village de Scilla.

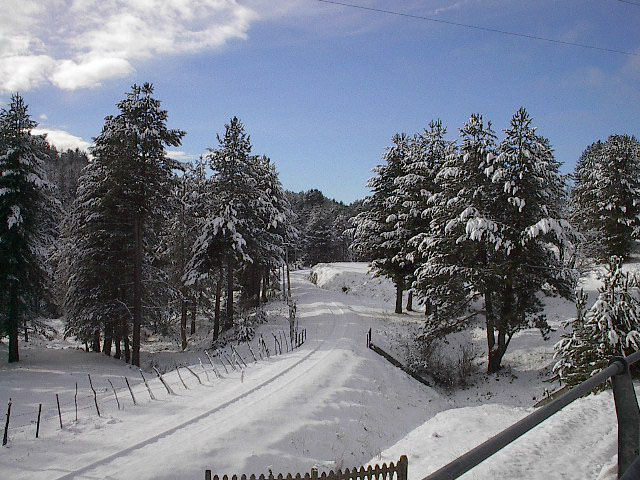
La Sila enneigée.

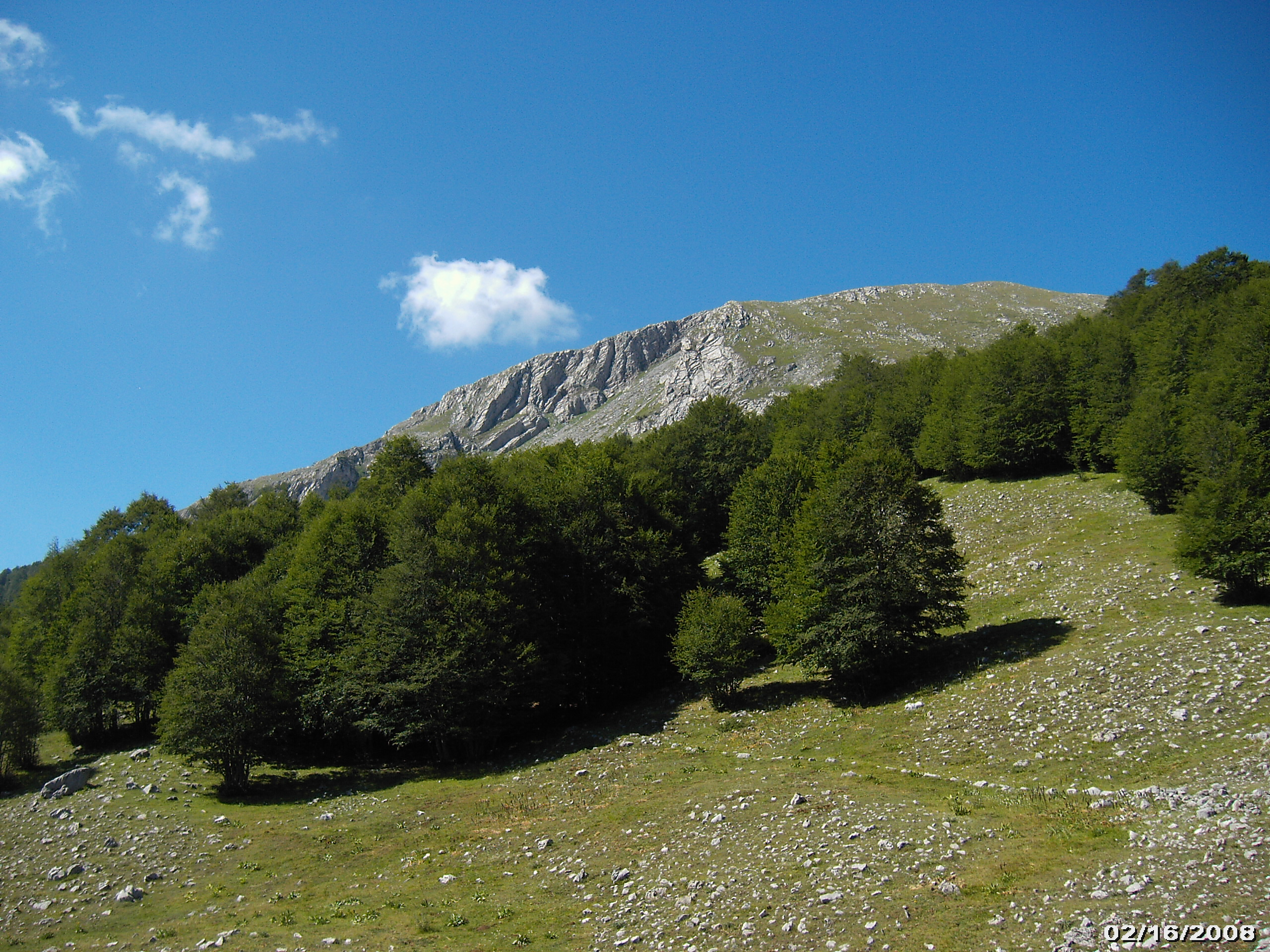
Parc national du Pollino.

La principale ressource touristique de la Calabre est son front de mer, elle dispose en effet d'un littoral de 780 kilomètres de long à cheval sur les mers Tyrrhénienne, Ionienne et le détroit de Messine. Le faible développement industriel de la région ainsi que l'absence d'urbanisation massive sur la majeure partie de son littoral ont permis la préservation d'un environnement maritime naturel voire sauvage en de nombreux endroits. L'attrait touristique de la région, qui a reçu la visite de 1 325 825 vacanciers italiens et 242 694 étrangers en 2007, est également renforcé par la présence de nombreux secteurs archéologiques aux vestiges la plupart du temps bien conservés, notamment à Reggio de Calabre, Locri, Palmi, Gioia Tauro, Crotone, Sibari et Roccelletta di Borgia.
Parmi les villes de l'arrière-pays, Cosenza est celle qui conserve le plus important patrimoine historique et culturel.
Le tourisme de montagne, en plein essor, se développe surtout dans les parcs nationaux de la Sila, de l'Aspromonte et du Pollino, où sont implantées les stations de ski de Camigliatello, Lorica, Gambarie et Zomaro.

### PIB
D'après un rapport établi par le ministère de l'Économie et des Finances en 2019, Catanzaro est la première ville de Calabre quant au revenu par habitant. Le revenu moyen per capita y est de 19 423 euros, elle est suivie par Cosenza, Vibo Valentia, Reggio de Calabre et Crotone. Le taux d'évasion fiscale et de travail non déclaré est néanmoins très élevé dans la région et, toujours d'après le ministère italien de l'Économie et des Finances, celui-ci avoisinerait les 50 % à Catanzaro ainsi qu'à Reggio.
Ci-dessous, un tableau présentant les PIB par habitant des chefs-lieux des provinces calabraises en 2021 :
| Chef-lieu         | Province/Ville métropolitaine             | Revenu annuel par habitant (€) |
| ----------------- | ----------------------------------------- | ------------------------------ |
| Catanzaro         | Province de Catanzaro                     | 20 494                         |
| Cosenza           | Province de Cosenza                       | 20 064                         |
| Reggio de Calabre | Ville métropolitaine de Reggio de Calabre | 19 380                         |
| Vibo Valentia     | Province de Vibo Valentia                 | 19 240                         |
| Crotone           | Province de Crotone                       | 17 317                         |

### Chômage
La Calabre est la troisième région italienne au taux de chômage le plus élevé, celui-ci s'élevait à 14,6 % en 2022.
| Année               | 2010   | 2011   | 2012   | 2013   | 2014   | 2015   | 2016   | 2017   | 2018   | 2019   | 2020   | 2021   | 2022   |
| ------------------- | ------ | ------ | ------ | ------ | ------ | ------ | ------ | ------ | ------ | ------ | ------ | ------ | ------ |
| Taux de chômage (%) | 11,9 % | 12,7 % | 19,4 % | 22,3 % | 23,4 % | 22,9 % | 23,2 % | 21,6 % | 21,6 % | 21,0 % | 20,1 % | 17,9 % | 14,6 % |

## Communications et transports
La Calabre est reliée au reste de l'Italie par chemins de fer, autoroutes et aéroports.

### Transport routier
La région est traversée dans toute sa longueur par une seule autoroute, qui fait office d'axe routier principal :

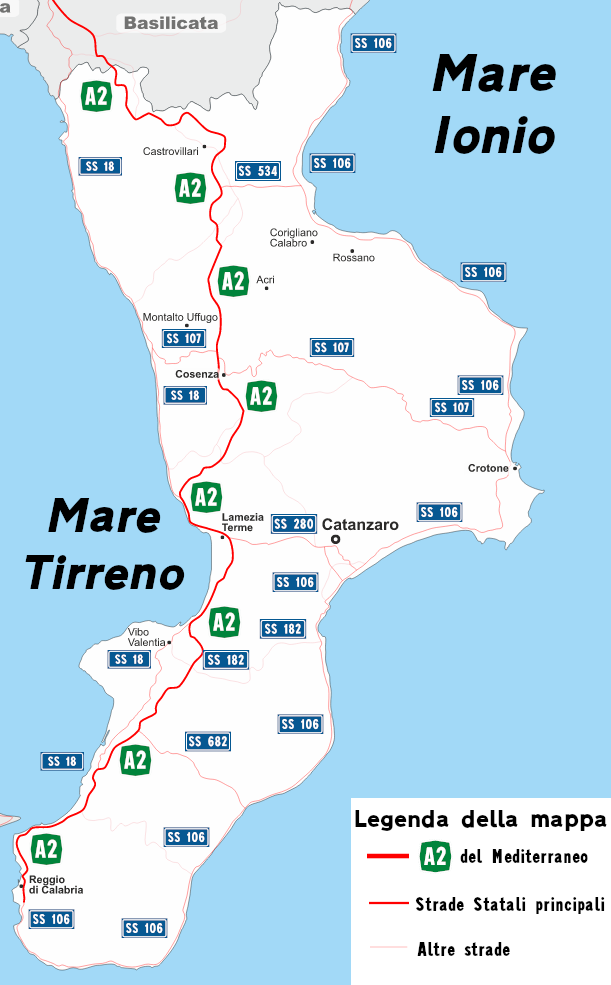
Carte de l'autoroute A2 et des principaux axes routiers de Calabre.

- Carte de l'autoroute A2 et des principaux axes routiers de Calabre.l'autoroute A2 (Salerne-Reggio de Calabre), également appelée autoroute de la Méditerranée, constitue l'artère routière principale de la Calabre, elle prolonge les autoroutes A1 et A30 qui la relient au reste de l'Italie. Elle longe la côte tyrrhénienne de Reggio de Calabre au nord de la région (en direction de la Basilicate) en passant par Vibo Valentia et Cosenza.

Elle est également desservie par deux strade statali (SS ou routes nationales) qui joignent les grandes villes de la région aux principaux centres urbains alentour :
- la SS 18 Tirrena Inferiore relie Reggio à Naples en suivant l'itinéraire tyrrhénien de la Calabre, de la Basilicate et de la Campanie ;
- la SS 106 Jonica relie Reggio à Tarente en suivant l'itinéraire ionien de la Calabre, de la Basilicate et des Pouilles.

Enfin, le territoire calabrais est parcouru de routes transversales ayant pour objectif de faciliter l'accès au versant ionien depuis l'autoroute A2 (qui longe la mer Tyrrhénienne) :
- la SS 283 delle Terme Luigiane, reliant Guardia Piemontese à Spezzano Albanese par le biais de la SS 534, relie les deux mers dans la province de Cosenza ;
- la SS 534 di Cammarata e degli Stombi joint l'autoroute A2 à la SS 106 Jonica, dans les environs de Sibari ;
- la SS 107 Silana Crotonese, qui relie Paola à Crotone en passant par Cosenza ;
- la SS 280 dei Due Mari, qui débouche sur la SS 18 Tirrena Inferiore entre Lamezia Terme et Catanzaro ;
- la SS 182 delle Serre Calabre relie les deux mers de Vibo Marina et Vibo Valentia à Soverato en traversant les zones montagneuses des Serres. Actuellement en restructuration, elle doit être jointe par la nouvelle SS 713 Trasversale delle Serre ;
- la SS 682 Jonio-Tirreno (Gioiosa-Rosarno) fait la liaison entre les deux mers dans la ville métropolitaine de Reggio de Calabre en reliant Gioiosa Ionica à la jonction de l'autoroute A2 à Rosarno.

### Transport ferroviaire

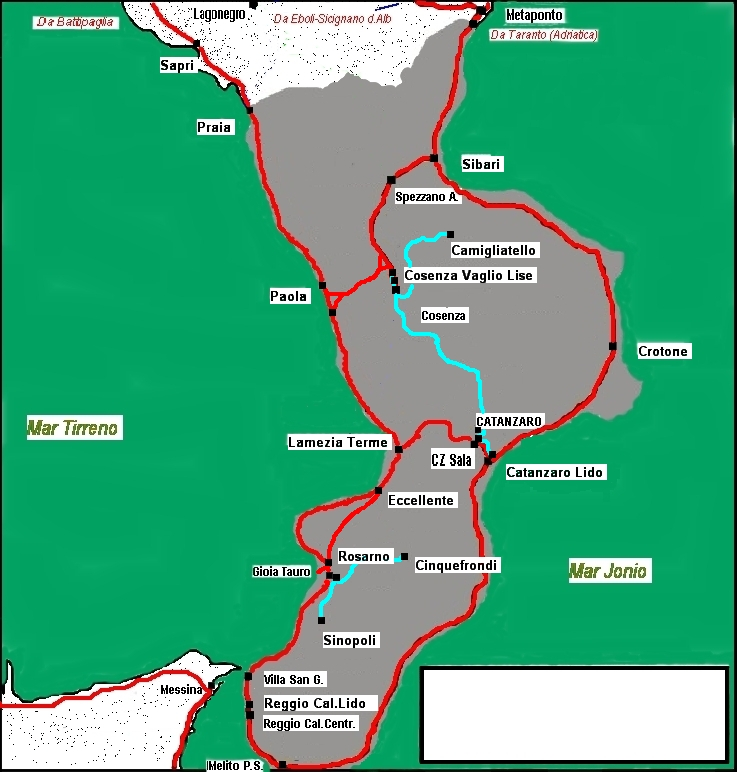
Réseau ferroviaire de Calabre.

Ferrovie dello Stato Italiane (littéralement « Chemins de fer de l'État italien ») :
- Ferrovia Tirrenica Meridionale (Battipaglia-Reggio Calabria) ;
- Ferrovia Jonica (Tarente-Reggio Calabria) ;
- Lamezia Terme–Catanzaro ;
- Paola–Cosenza ;
- Sibari–Cosenza.

Ferrovie della Calabria :
- Cosenza–Catanzaro ;
- Cosenza–San Giovanni in Fiore ;
- Gioia Tauro–Cinquefrondi ;
- Gioia Tauro–Sinopoli.

### Transport maritime

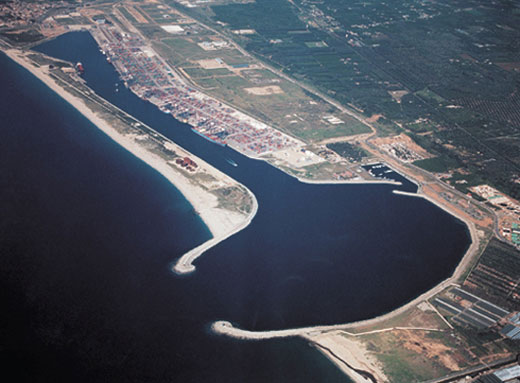
Le port de Gioia Tauro est le premier d'Italie et dixième en Europe.

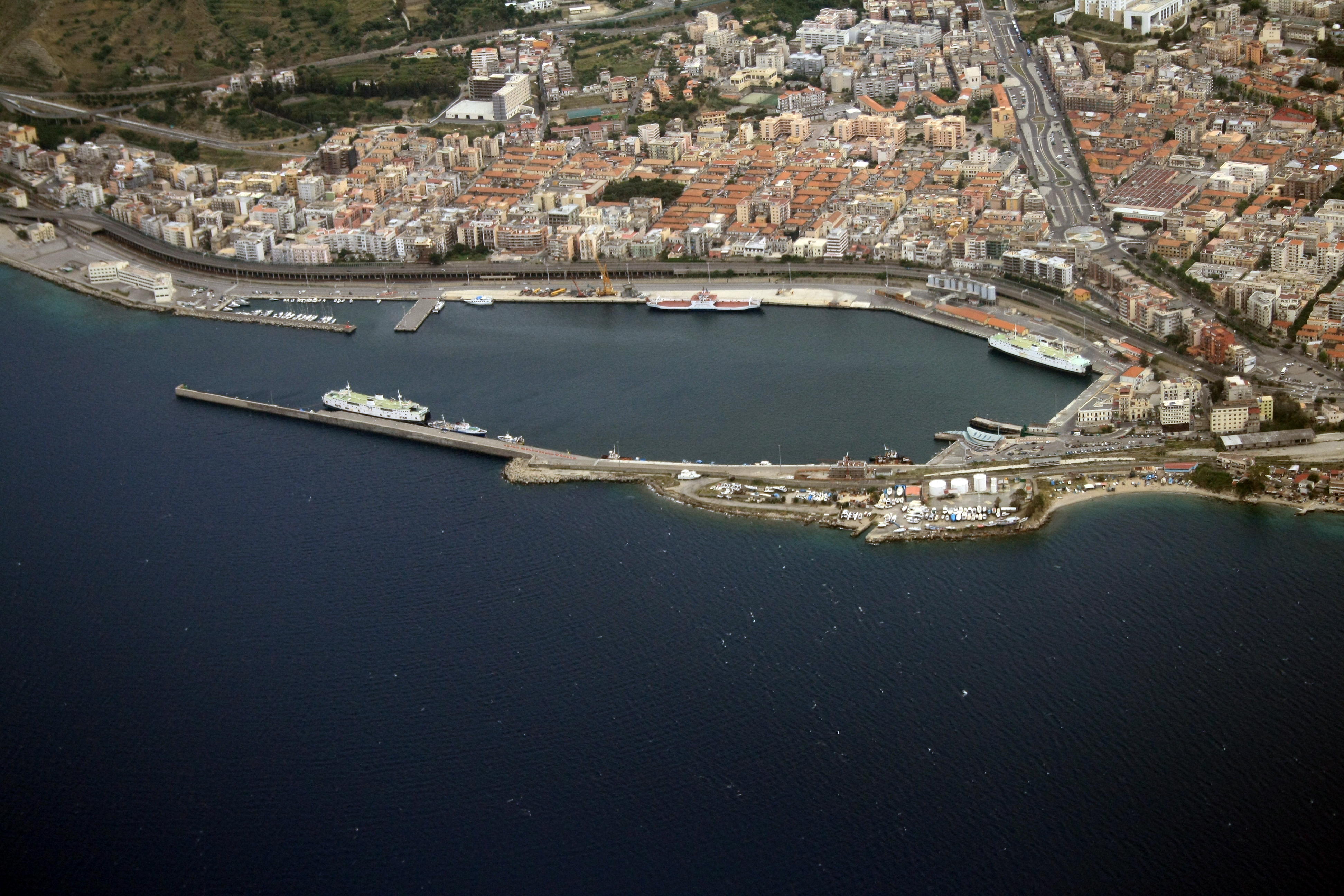
Le port de Reggio de Calabre.

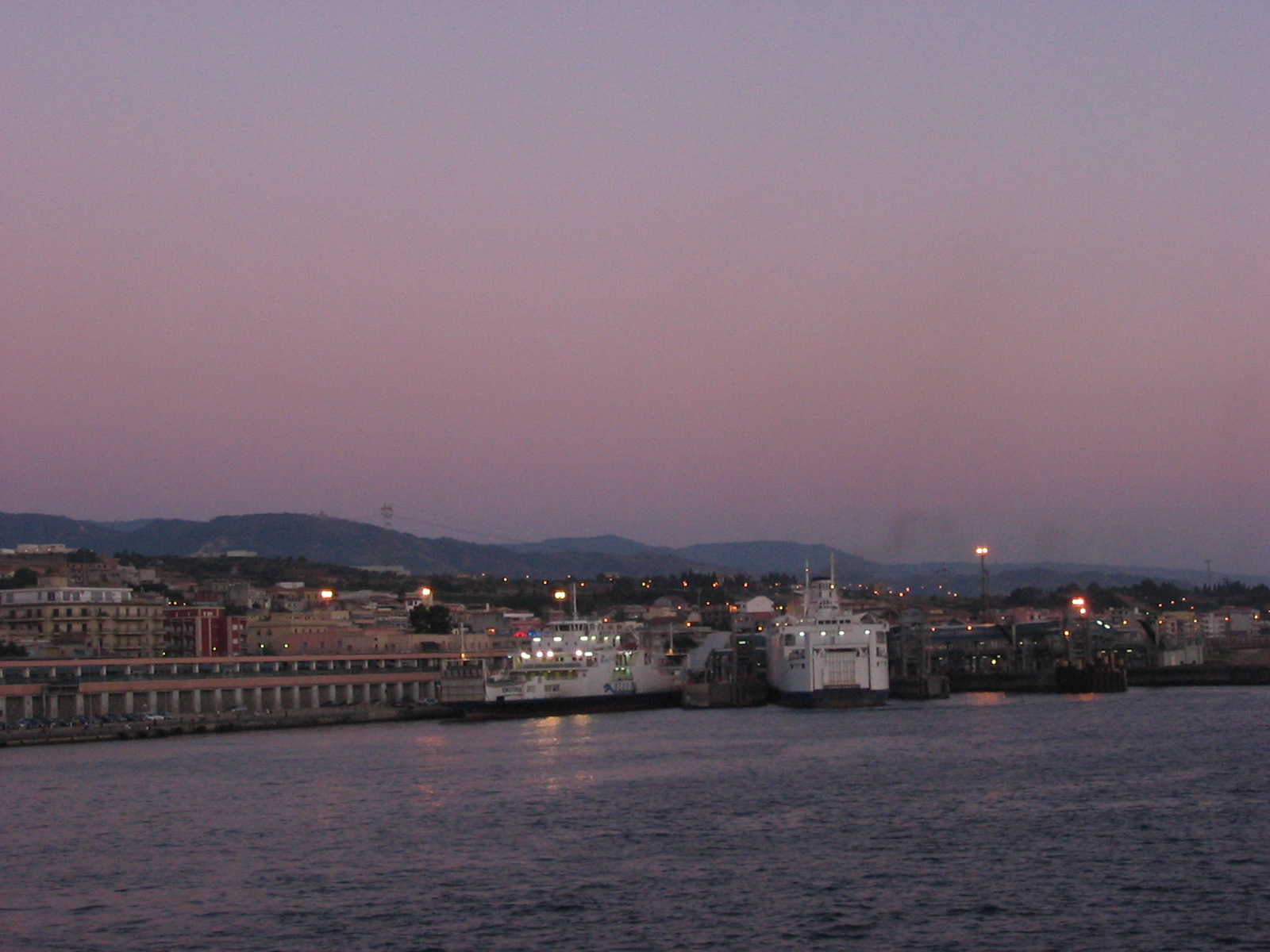
Le port de Villa San Giovanni.

- Le port de Gioia Tauro est le premier d'Italie et dixième en Europe.Le port de Reggio de Calabre.Le port de Villa San Giovanni.Le port de Gioia Tauro : infrastructure commerciale, c'est principalement un centre de transbordement et le premier port italien et le dixième en Europe pour le trafic de marchandises[48]. Il possède également une fonction touristique ;
- Le port de Reggio de Calabre : siège de la gestion maritime de la région, il est essentiellement destiné au trafic de marchandises et à l'industrie ainsi qu'à la navigation de plaisance, qui le relie à Messine, aux îles Éoliennes et à Malte. Il s'agit du premier port de la région et du deuxième port italien quant au trafic de passagers, au nombre de 10 millions par an ;
- Le port de Villa San Giovanni : exclusivement tourné vers le transport (routier comme ferroviaire) de passagers entre la Calabre et la Sicile ;
- Le port de Vibo Marina : fonctions touristique, commerciale et industrielle ;
- Le port de Crotone : transports de marchandise, pêche, plaisance ;
- Le port de Corigliano Calabro : grand port d'escales et de pêche ;
- Le port de Palmi : port de pêche et de plaisance, sur la Costa Viola ;
- Le port de Catanzaro : essentiellement touristique ;
- Le port de Cirò Marina : pêche, tourisme et plaisance ;
- Le port de Tropea : essentiellement touristique ;
- Le port de Cariati : pêche et tourisme ;
- Le port de Scilla : pêche et tourisme ;
- Les ports de Roccella Ionica, Isola di Capo Rizzuto et Cetraro sont exclusivement orientés vers le secteur touristique.

### Transport aérien

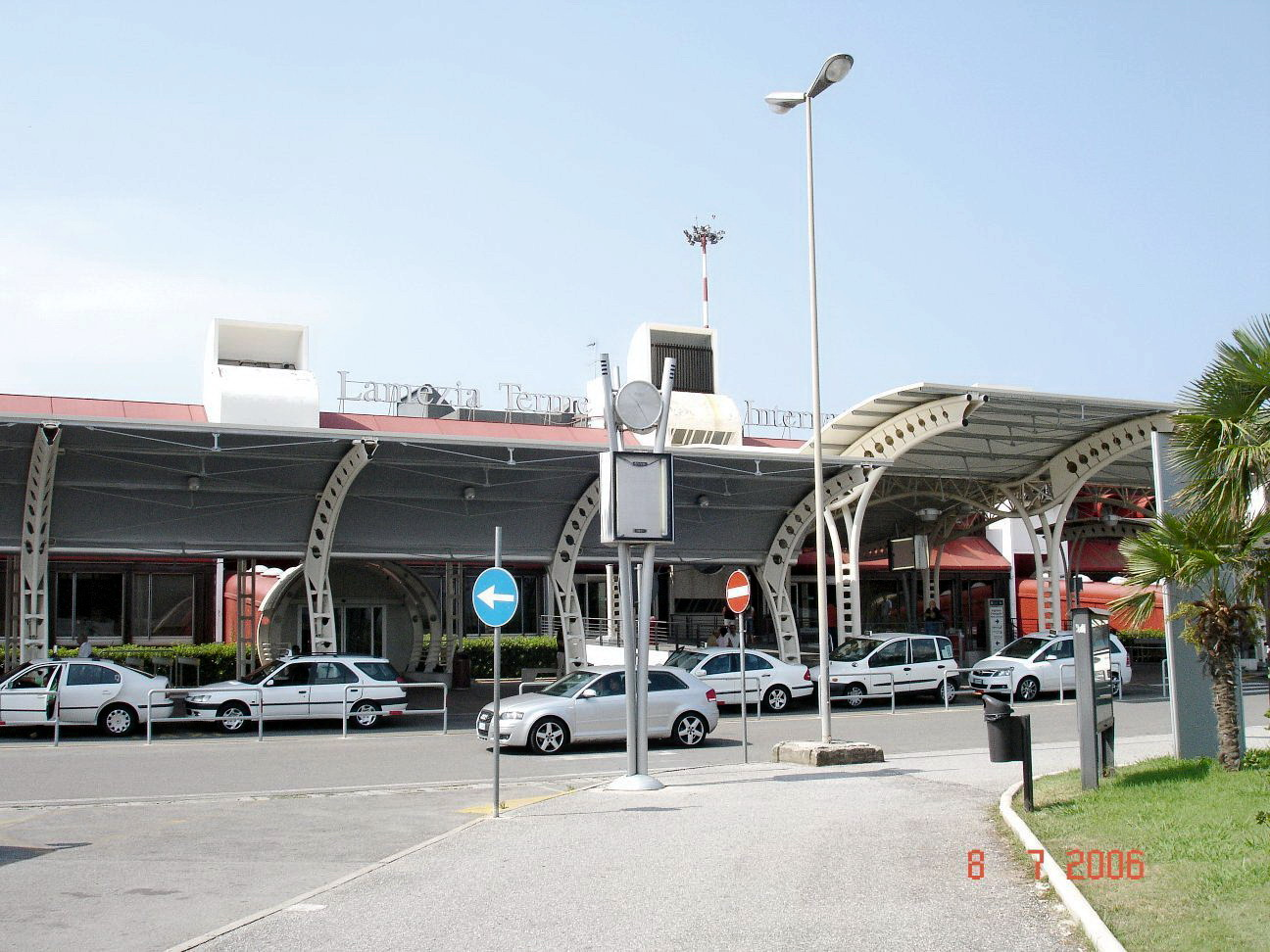
Aéroport de Lamezia Terme.

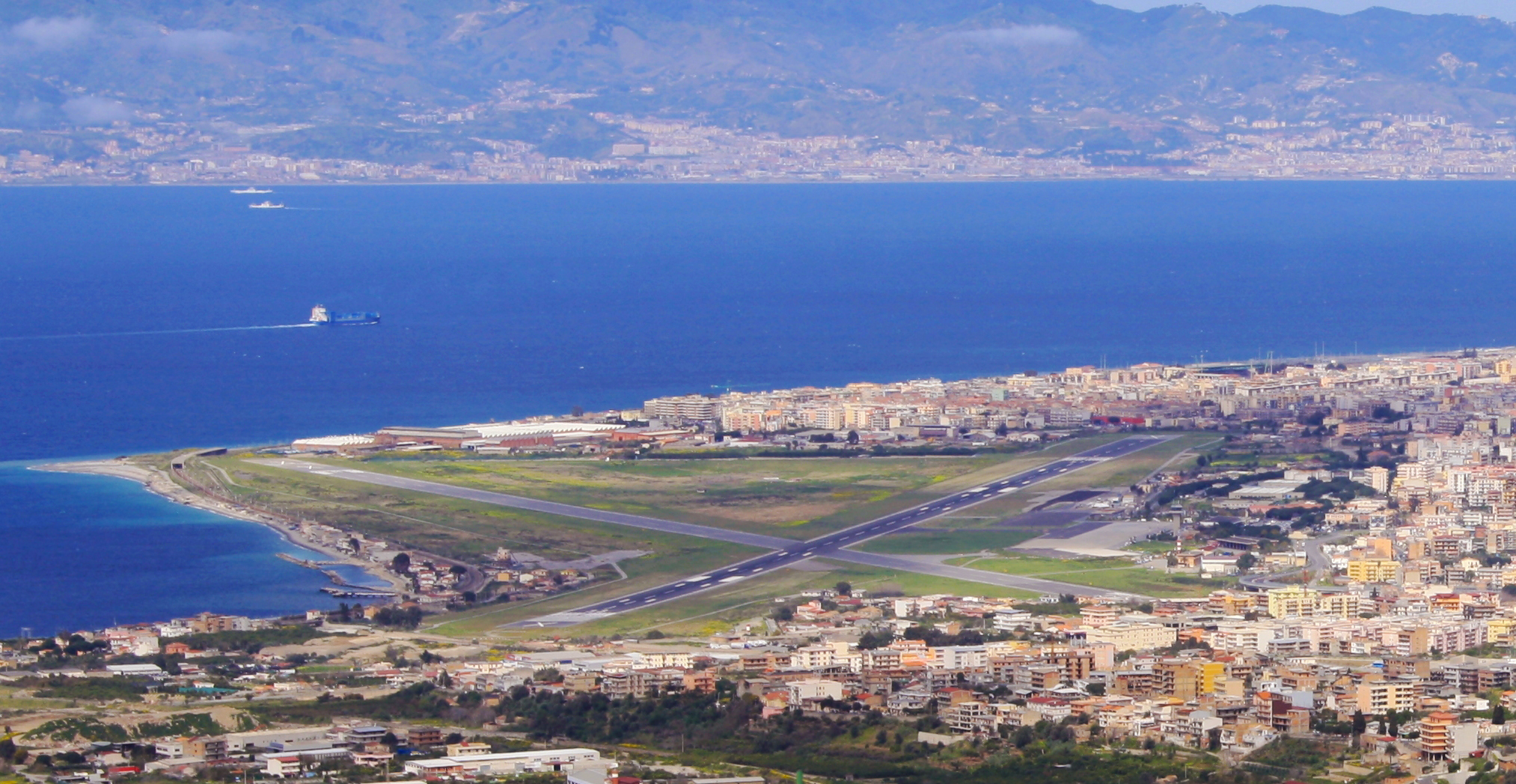
Aéroport de Reggio de Calabre.

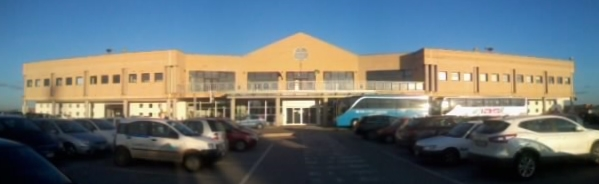
Aéroport de Crotone.

La région est dotée de trois aéroports civils (Stretto, Lamezia Terme et Crotone), un aéroport militaire et six aérodromes.

#### Aéroports civils
- L'aéroport de Lamezia Terme (SUF) : premier aéroport de Calabre et l'un des premiers du Mezzogiorno pour le trafic de passagers. Il effectue des liaisons régulières, tant avec le reste de l'Italie qu'avec l'étranger, et a l'avantage, grâce à sa localisation au centre de la région, d'être facilement accessible et de desservir toute la Calabre, voire les parties limitrophes des régions voisines ;
- L'aéroport de Reggio Calabria (REG) : deuxième aéroport de la région en nombre de passagers, il dessert les villes métropolitaines de Reggio de Calabre et de Messine ;
- L'aéroport de Crotone (CRV) : troisième aéroport de Calabre en nombre de passagers, il dessert la province de Crotone.

| Année | Passagers |
| ----- | --------- |
| 2017  | 2 926 645 |
| 2016  | 3 226 593 |
| 2015  | 2 835 064 |
| 2014  | 2 933 519 |
| 2013  | 2 772 029 |
| 2012  | 2 934 326 |
| 2011  | 2 985 389 |
| 2010  | 2 568 663 |
| 2009  | 2 208 460 |

#### Aéroports militaires
- Aéroport et héliport militaire de Vibo Valentia.

#### Aérodromes
- Aérodrome Alicalabria - Rombiolo ;
- Aérodrome Cosenza - Bisignano ;
- Aérodrome Franca - Cotronei ;
- Aérodrome Pasquale Domestico - Castrovillari ;
- Aérodrome Scalea - Scalea ;
- Aérodrome Sibari Fly - Cassano all'Ionio.

## Culture

### Enseignement supérieur

#### Universités d'État

Université de Reggio de Calabre.

- Université de Reggio de Calabre.Université de Calabre (UNICAL), fondée en 1972, c'est la première université calabraise avec 24 185 étudiants[49]. Elle est implantée dans le hameau d'Arcavacata, commune de Rende ;
- Université Magna Græcia de Catanzaro (UNICZ), fondée en 1998, elle compte 10 889 étudiants, ce qui en fait la deuxième université calabraise. Le campus, nommé en hommage à Salvatore Venuta, est implanté dans le quartier de Germaneto, sur la commune de Catanzaro ;
- Université méditerranéenne de Reggio de Calabre (UNIRC), fondée en 1968, c'est la plus ancienne université calabraise, elle compte 4 854 étudiants.

#### Universités ne relevant pas de l'État
- Université pour étrangers "Dante Alighieri" de Reggio de Calabre (UNISTRADA), créée le 17 octobre 2007, elle compte actuellement 602 étudiants.

#### Instituts d'art
- Académie des beaux-arts de Catanzaro (1970) ;
- Académie des beaux-arts "Fidia" de Vibo Valentia ;
- Académie des beaux-arts de Reggio de Calabre (1968) ;
- Conservatoire "Fausto Torrefranca" de Vibo Valentia, avec une antenne à Catanzaro ;
- Conservatoire de musique "Stanislao Giacomantonio" de Cosenza ;
- Conservatoire de musique "P.I. Tchaikovsky" de Nocera Terinese ;
- Conservatoire de musique "Francesco Cilea" (1927) de Reggio de Calabre.

#### Recherche
- Institut de Recherche pour la Protection Hydrogéologique (IRPI), du Conseil national de la recherche (CNR), à Cosenza[50] ;
- Institut d'Études Historiques de Cosenza (ISS), fondé le 11 juillet 1970[51] ;
- Institut de Technologie, Recherche et Développement de l'Ingénierie de Rende, basé sur le campus de l'université de Calabre ;
- Centre de Recherche Agroalimentaire de Calabre, à Lamezia Terme ;
- Institut de recherche pédagogique, à Catanzaro.

### Musées

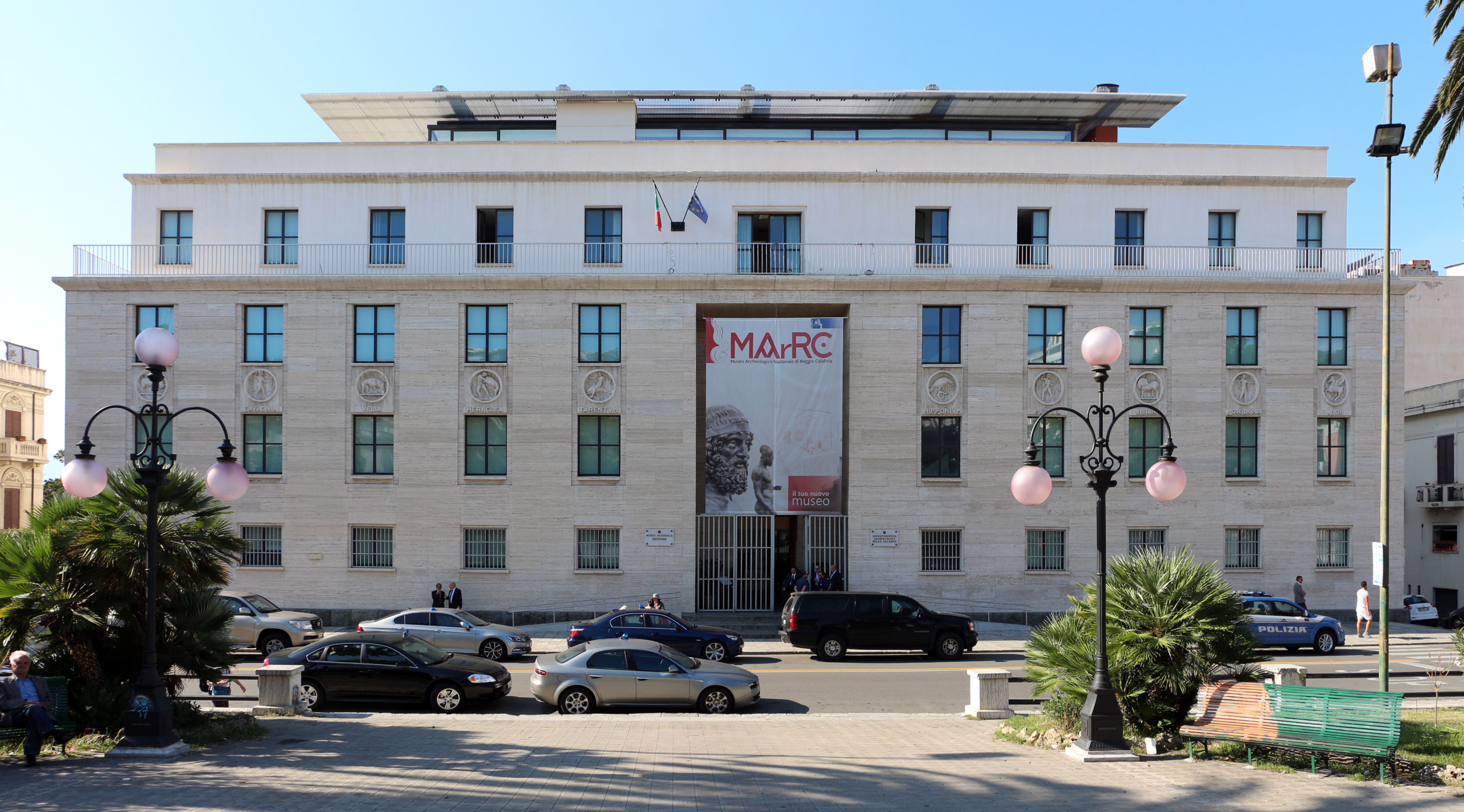
Le musée national de la Grande-Grèce à Reggio de Calabre.

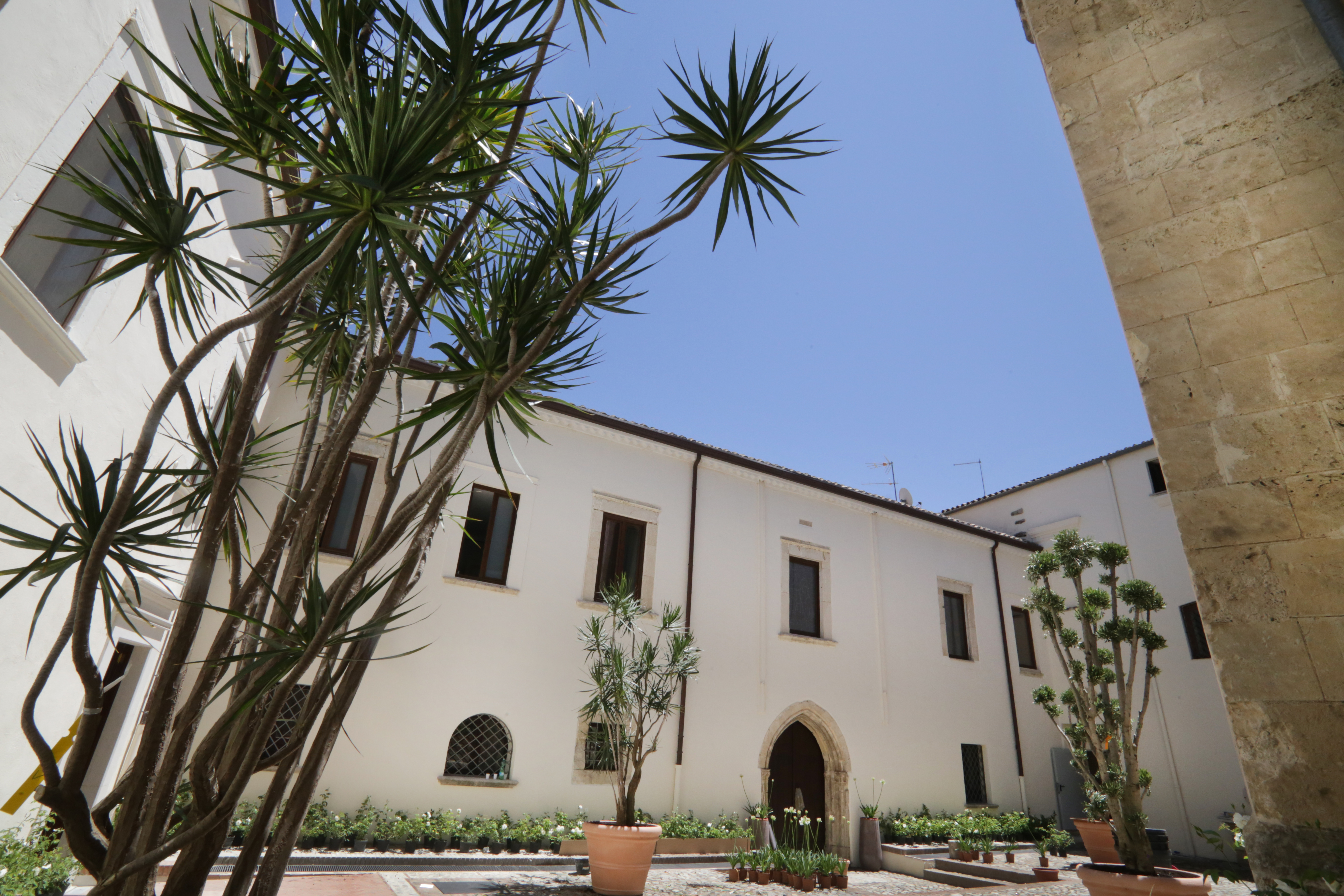
Le musée diocésain de Rossano.

De nombreux musées témoignant des différentes phases de l'histoire calabraise (Grande-Grèce, Rome antique, Moyen Âge, Renaissance et période contemporaine) sont disséminés dans toute la région :
- Musée archéologique national de Scolacium - Borgia ;
- Musée archéologique national de Sybaris - Cassano all'Ionio ;
- Musées diocésains d'art sacré de Cassano all'Ionio, Catanzaro, Corigliano-Rossano, Cosenza, Gerace, Lamezia Terme, Lungro, Mileto, Nicotera, Oppido Mamertina, Reggio de Calabre, San Marco Argentano, Santa Severina, Tropea, etc. ;
- Musée des arts (MARCA) de Catanzaro ;
- Musée d'histoire militaire Brigata Catanzaro - Catanzaro ;
- Musée d'art BoCs - Cosenza ;
- Galerie nationale de Cosenza ;
- Galerie Santa Chiara - Cosenza ;
- Musée en plein air Bilotti - Cosenza ;
- Musée des Bruttiens et des Œnôtres - Cosenza ;
- Musée de la Bande Dessinée - Cosenza ;
- Musée multimédia de la Piazza Bilotti - Cosenza ;
- Musée Cosentia Itinera - Cosenza ;
- Musée des Souvenirs - Cosenza ;
- Musée des arts et métiers de la province de Cosenza - Cosenza ;
- Musée archéologique national du cap Colonna - Crotone ;
- Musée civique - Crotone ;
- Musée archéologique de Métauros - Gioia Tauro ;
- Musée archéologique de Lamezia ;
- Musée national de Locri Epizefiri - Locri ;
- Musée d'histoire minière Salgemma - Lungro ;
- Musée du savoir et du goût - Sant'Agata di Esaro ;
- Musée-parc Santa Barbara - Mammola ;
- Maison de la culture Leonida Repaci - Palmi ;
- Musée national de la Grande-Grèce - Reggio de Calabre ;
- Musée San Paolo - Reggio de Calabre ;
- Musée archéologique de Medma - Rosarno ;
- Musée civil de l'économie, du travail et de l'histoire de la Sila - San Giovanni in Fiore ;
- Musée civique et galerie d'art Mattia Preti - Taverna ;
- Musée Certosa - Serra San Bruno ;
- Musée archéologique national Vito Capialbi - Vibo Valentia.

### Littérature

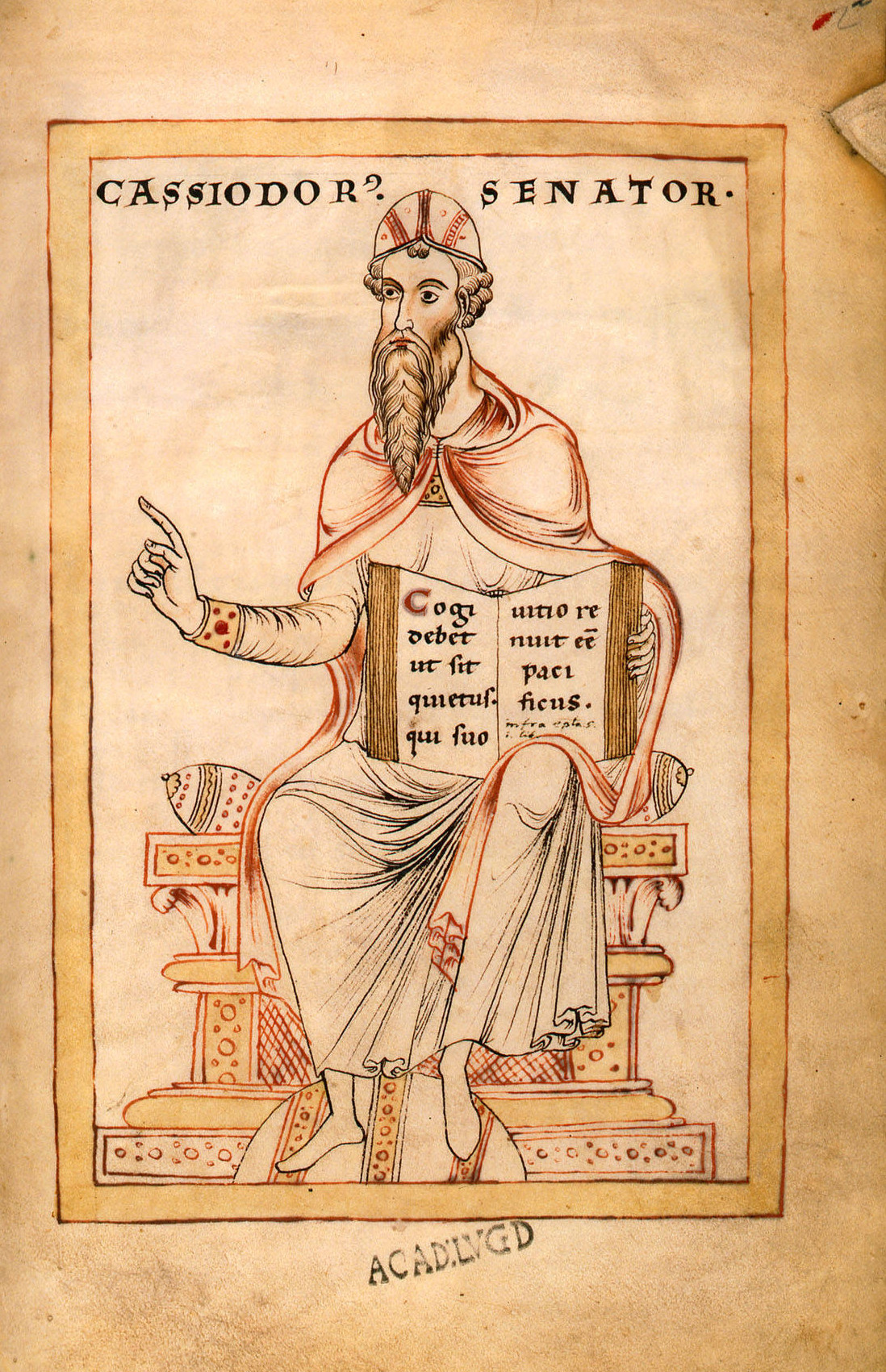
Cassiodore.

Par convention, on cite Cassiodore, homme politique et historien ayant vécu à Squillace à la fin du Ve siècle apr. J.-C., comme père fondateur de la littérature calabraise.
Tout au long du Moyen Âge, la Calabre a vu la naissance d'éminents savants et intellectuels tels que Joachim de Flore, Barlaam de Seminara, qui a notamment enseigné à Pétrarque et à Boccace, ou encore Léonce Pilate.
Au XIIIe siècle, la poésie se développe à la cour de Frédéric II, entretenue notamment par Folco Ruffo di Calavra (auteur de la chanson D'amor distretto vivo doloroso), membre de l'école sicilienne.
Les premiers textes en langue calabraise remontent au XVe siècle : le plus ancien dont nous avons conservé la trace est un contrat de protection de la Motta di San Quirico rédigé à Reggio de Calabre en 1422, mais les premières véritables compositions littéraires sont des poèmes religieux de Sergentino Roda, évêque de Rossano, et le Lamento per la morte di don Enrico D'Aragona de Joanni Maurello.
Le XVIe siècle est celui de la philosophie dont les théoriciens les plus célèbres en Calabre furent Bernardino Telesio et Tommaso Campanella.

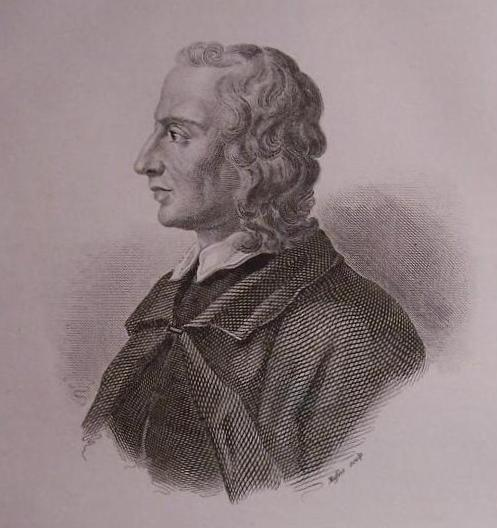
Gian Vincenzo Gravina.

Le siècle suivant voit l'émergence de la littérature baroque dont les principaux représentants en Calabre ont été Francesco Della Valle et Cesare Monizio. Gian Vincenzo Gravina fonde en 1690 l'Académie d'Arcadie dans le but de réformer la littérature en proscrivant le mouvement baroque et ses excès poétiques afin de reprendre pour modèle les textes classiques.
Le mouvement des Lumières, au XVIIIe siècle, s'est massivement propagé dans la région où il a eu un fort impact social, culturel et philosophique. Parmi les auteurs calabrais de cette époque, on se souviendra de Francesco Saverio Salfi ou encore des frères Domenico et Francescantonio Grimaldi.
Le XIXe siècle a quant à lui vu s'affirmer les mouvances néoclassique, romantique et réaliste, tous représentés par une riche production littéraire. Pour n'en citer que quelques uns : Vincenzo Padula, auteur d'opéras et de drames, Biagio Miraglia, Domenico Mauro et Nicola Misasi ; il convient également de mentionner le philosophe Pasquale Galluppi, qui a notamment introduit l'étude de la pensée de Kant en Italie. La déception post-unification italienne permet à la littérature dialectale de connaître une plus ample diffusion.

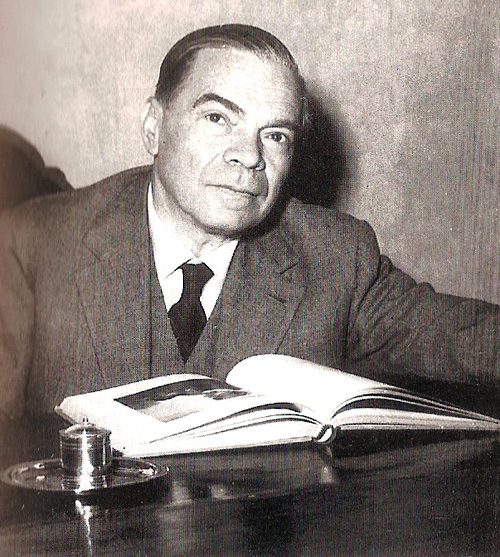
Corrado Alvaro.

Les principaux auteurs calabrais du siècle dernier ont été Corrado Alvaro, lauréat du prix Strega en 1951, Leonida Rèpaci, l'un des fondateurs du prix Viareggio, Francesco Perri, antifasciste défendant la cause du sud, Saverio Montalto, Fortunato Seminara, Mario La Cava et Saverio Strati.

### Musique
Francesco Cilea (auteur de l'opéra Adriana Lecouvreur) et Nicola Manfroce, tous deux originaires de Palmi, figurent parmi les grands noms de la musique symphonique et du lyrisme calabrais.
Dans un registre plus contemporain, de multiples artistes calabrais tels que Mino Reitano, Mia Martini et sa sœur Loredana Bertè, Rino Gaetano, Sergio Cammariere, Eman et Brunori Sas ont lié leur nom au monde de la musique tandis que les groupes de renommée internationale JetLag (jazz rock progressiste) et Il Parto delle Nuvole Pesanti (créateur d'un genre que l'on peut définir comme du "rock calabrais") se sont illustrés dans le genre de la musique rock.
La Calabre possède en outre une ancienne tradition musicale populaire aux multiples facettes, influencée par les nombreuses cultures qui ont laissé des traces dans cette région comme les grécophones de Gallicianò avec Attilio Nucera, qui se vante d'avoir été le premier chantre à diffuser la langue et les traditions gréco-calabraises jusqu'en Suisse et dans les pays anglo-saxons. Parmi les divers chanteurs et groupe folks de Calabre : Re Niliu, dans les années 1980, QuartAumentata, Mattanza, Kalamu, Totarella, Mimmo Cavallaro, TaranProject, Cosimo Papandrea et Marinella Rodà.
La musique folklorique calabraise a connu un nouvel essor dans les années 1970, avec l'émergence d'artistes et de groupes tels que Otello Profazio et les Calabruzi, portés par le label discographique calabrais Elca Sound.

### Événements et festivités

#### Festivités

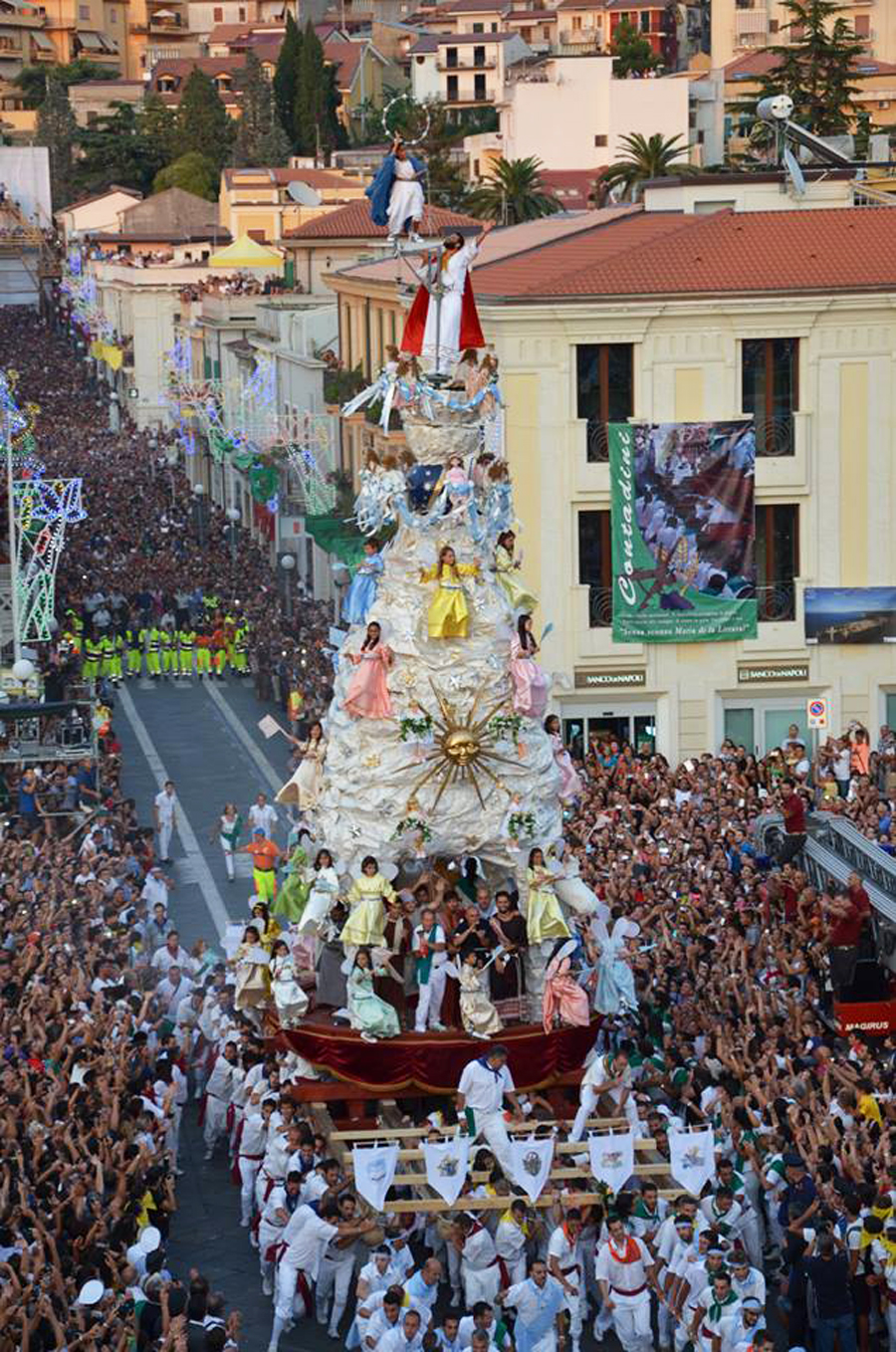
La Varia di Palmi, reconnue en 2013 comme patrimoine culturel immatériel de l'UNESCO.

- La Varia di Palmi, reconnue en 2013 comme patrimoine culturel immatériel de l'UNESCO.La Varia di Palmi se tient à Palmi en l'honneur de Maria Santissima della Sacra Lettera, sainte patronne de la ville. L'événement se déroule tous les ans le dernier dimanche du mois d'août. Considérée comme l'un des emblèmes de la région, la Varia di Palmi est suivie chaque année par plusieurs centaines de milliers de personnes[61]. L'événement est répertorié dans l'inventaire des grandes fêtes processives italiennes et, depuis 2013, il est inscrit au patrimoine culturel immatériel de l'humanité auprès de l'UNESCO. Le mot "Varia" sert à désigner le char géant représentant l'univers au sommet duquel trône la Vierge Marie, symbolisant son Assomption (élévation au ciel). Le char, d'environ 16 m de haut[62], est porté par les épaules de 200 'mbuttaturi (porteurs) transportant la Madone, le Père Éternel, les Apôtres et les anges, ainsi chargés de mener la procession à travers les rues de la ville. La veille de la Varia, c'est une peinture de la sainte ainsi qu'un reliquaire contenant l'un de ses cheveux qui sont promenés dans la ville. En 2023, on estime qu'entre 150 000 et 250 000 personnes étaient présentes dans la ville pour assister aux festivités[63], tandis que plusieurs millions ont suivi l'événement à la télévision ;
- L'Affruntata, ce rite consistant en des représentations théâtrales de la résurrection de Jésus se clôt lorsque la femme incarnant la Madone retire son voile de deuil. Cet événement se déroule dans plusieurs villes et villages du sud de la Calabre à l'occasion de Pâques et des deux jours suivants ;
- Giudaica de Laino Borgo - datant du XVIIe siècle, cet événement se déroule le Vendredi Saint et a lui aussi pour objet des représentations théâtrales d'événements de la Bible, cette fois celui du procès de Jésus ;
- Le cheval de feu de Pedace - à la veille de la fête patronale (Pecorella), le dernier dimanche de septembre, un homme revêt un cheval en carton dont la bouche crache des feux d'artifice et s'en va dansant dans la rue au son des tambours qui reproduisent celui des éclairs ;
- Naca de Catanzaro, procession ayant lieu le Vendredi Saint. L'objet porté est la naca (terme dialectal dérivé du grec νάκη (náke), toison de laine) sur laquelle est déposé le corps de Jésus crucifié ;
- Vattienti de Nocera Terinese - les vattienti (batteurs) sont des hommes qui se soumettent à l'autoflagellation pour témoigner par la douleur de leur foi au Christ. Ce rituel a lieu le lendemain du Vendredi Saint ;
- Procession aux flambeaux des Zigni de Verbicaro - le soir du 1er juillet, veille de la fête patronale de la Madonna delle Grazie, des flambeaux géants sont portés par les fidèles de l'entrée jusqu'à la place du village ;

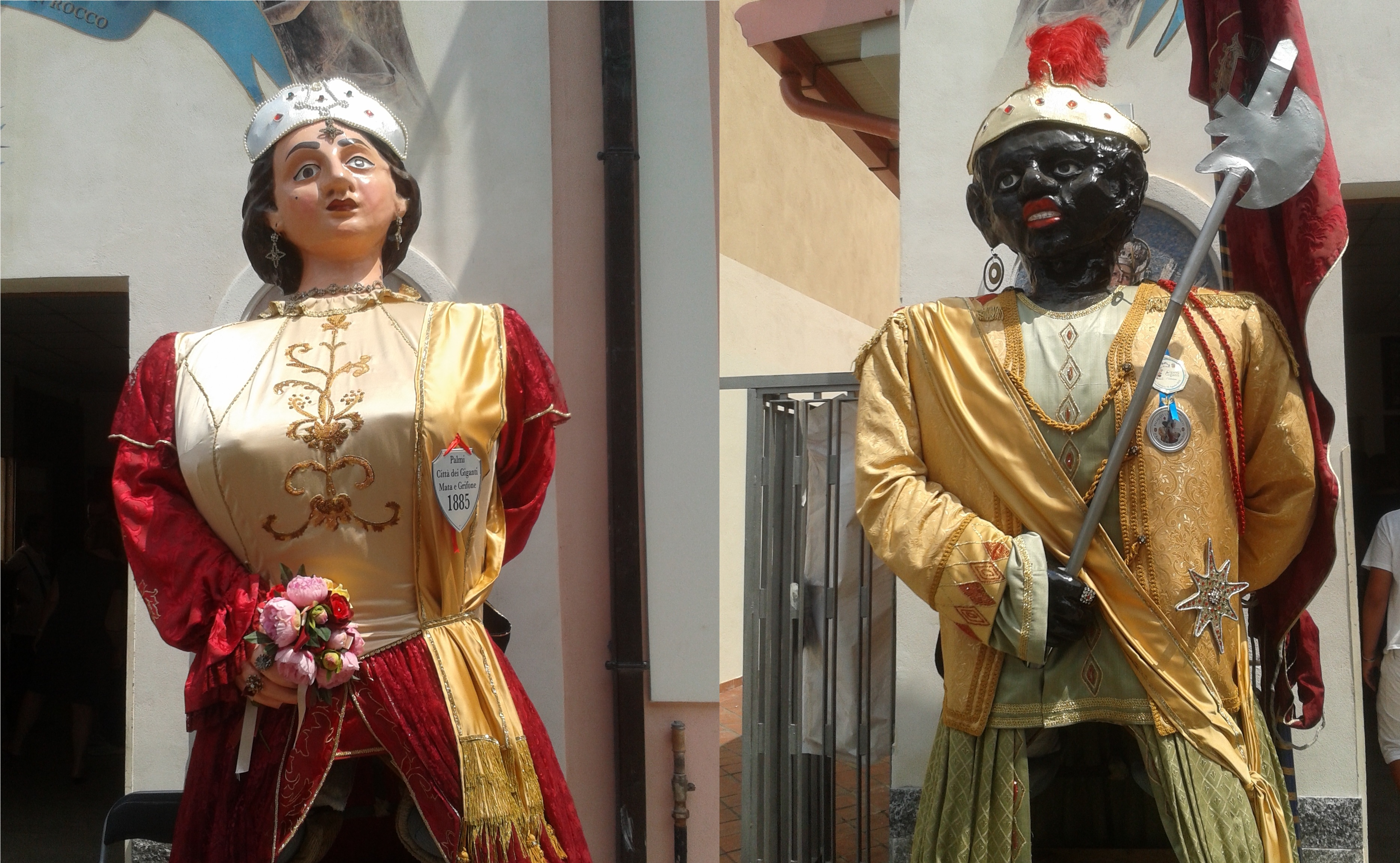
Les géants Mata et Grifone.

- Les géants Mata et Grifone.Les géants - Mata et Grifone sont deux marionnettes géantes portées sur les épaules ou tirées, dansant au rythme des tambours dans les rues de nombreuses villes du sud de la Calabre à l'occasion des fêtes patronales ;
- Le carnaval de Castrovillari - attesté dès 1635 mais officiellement créé sous sa forme moderne en 1959, elle est l'une des manifestations culturelles les plus célèbres de la région et se déroule traditionnellement dans la semaine précédant le mardi gras. Parallèlement aux traditionnels défilés masqués, de nombreux autres événements sont organisés ;
- Djelzit de San Demetrio Corone - pendant la période du carnaval, les Djelzit ("diables") défilent dans les rues de la ville, le visage peint en noir, vêtus d'épaisses fourrures et portant des cornes de taureaux sur la tête. Une fois déguisés, les Djelzit se promènent de nuit dans les rues du village en faisant raisonner le son de leurs cloches, poursuivant les passants qui s'aventurent hors de chez eux et frappant aux portes des maisons ; leur présence cesse le mercredi des cendres lorsque sont célébrées les funérailles de Zu Nicola, censés chasser les villageois de tous leurs maux ;
- Palio de la Ribusa de Stilo - la Ribusa de Stilo a lieu le premier week-end d'août et consiste en une série de défis entre les six bourgs qui composaient autrefois le comté de Stilo, à savoir la ville de Stilo elle-même, Camini, Guardavalle, Pazzano, Riace et Stignano. Les représentants des six villages s'affrontent à travers diverses épreuves à caractère artistique, des spectacles de rue, des reconstitutions d'événements historiques, acrobates, jongleurs et danseurs. L'épreuve finale, organisée le dimanche, est une joute lors de laquelle les participants s'affrontent pour obtenir le pallium, un tissu précieux et finement ouvragé ;
- Tournoi de Cetraro - le dernier dimanche de juillet, des hommes représentant chacun des huit quartiers de la ville s'affrontent sur la place centrale à travers différentes épreuves sportives.

#### Événements
- Le Reggio Calabria Filmfest - Reggio de Calabre (printemps) : rétrospective sur le cinéma italien ;
- Le Festival dello Stretto (« Festival du Détroit ») - Reggio de Calabre (août) ;
- Le Festival dei libri sulle mafie (« Festival des livres sur les mafias ») - Lamezia Terme (juin), occasion de rencontres littéraires et philosophiques avec des personnalités italiennes et d'autres nationalités ;
- Le Premio Letterario Città di Palmi (« Prix Littéraire de la Ville de Palmi ») - Palmi (septembre/octobre) ;
- Paleariza - Bovesìa (août), festival ethno-culturel de musique itinérante qui a lieu chaque année dans l'aire grécanique de la ville métropolitaine de Reggio de Calabre.

## Lieux et monuments
La Calabre abrite de nombreux monuments et lieux d'intérêt historique, artistique et culturel, dont certains sont comptabilisés parmi les monuments nationaux d'Italie.

### Architecture sacrée
La Calabre a été, lors des premières années du christianisme, une terre d'accueil pour de nombreux clercs, moines et ascètes en provenance d'Orient. Ainsi, un grand nombre de moines Basiliens de rite grec y ont vécu reclus en des lieux isolés, d'abord dans des grottes et des cavernes au sein des laures, puis dans les églises primitives qu'ils bâtirent.

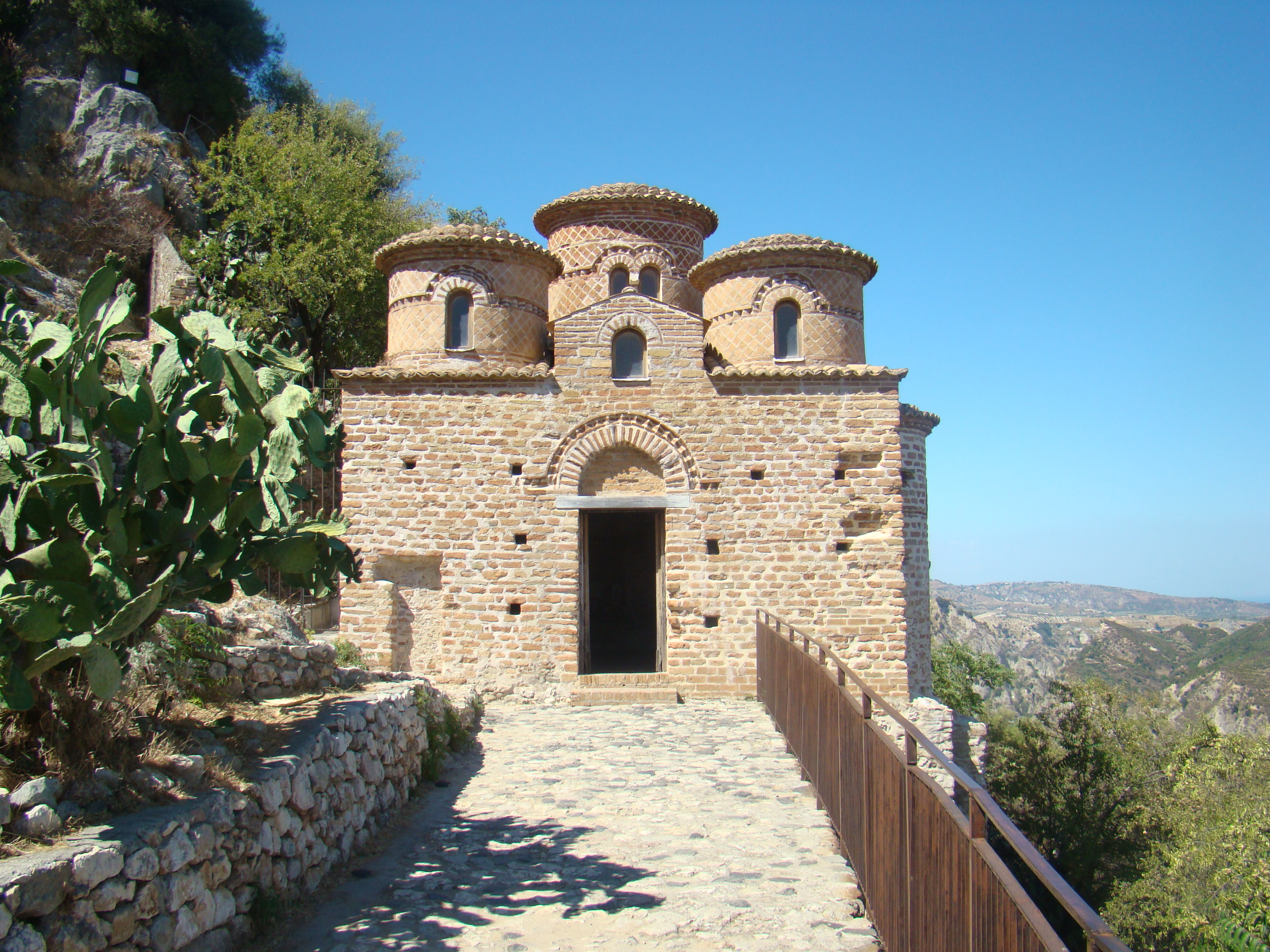
La Cattolica de Stilo.

Sous la domination byzantine, de nombreux exemples d'architecture orientale sont apparus dans la région : la cathédrale de Stilo (construite aux IXe siècle et Xe siècle), l'oratoire San Marco et l'abbaye Santa Maria del Patire (Pathirion) à Rossano, les monastères grecs-orthodoxes San Giovanni Théristis à Bivongi (toujours occupé par une communauté de moines orthodoxes), et de Seminara ou encore l'église Santa Filomena (dite "chiesa del Pozzoleo") à Santa Severina. Ces influences orientales ont perduré après la conquête normande de la Calabre, comme l'atteste la cathédrale de Gerace, l'un des plus vastes édifices religieux de la région.

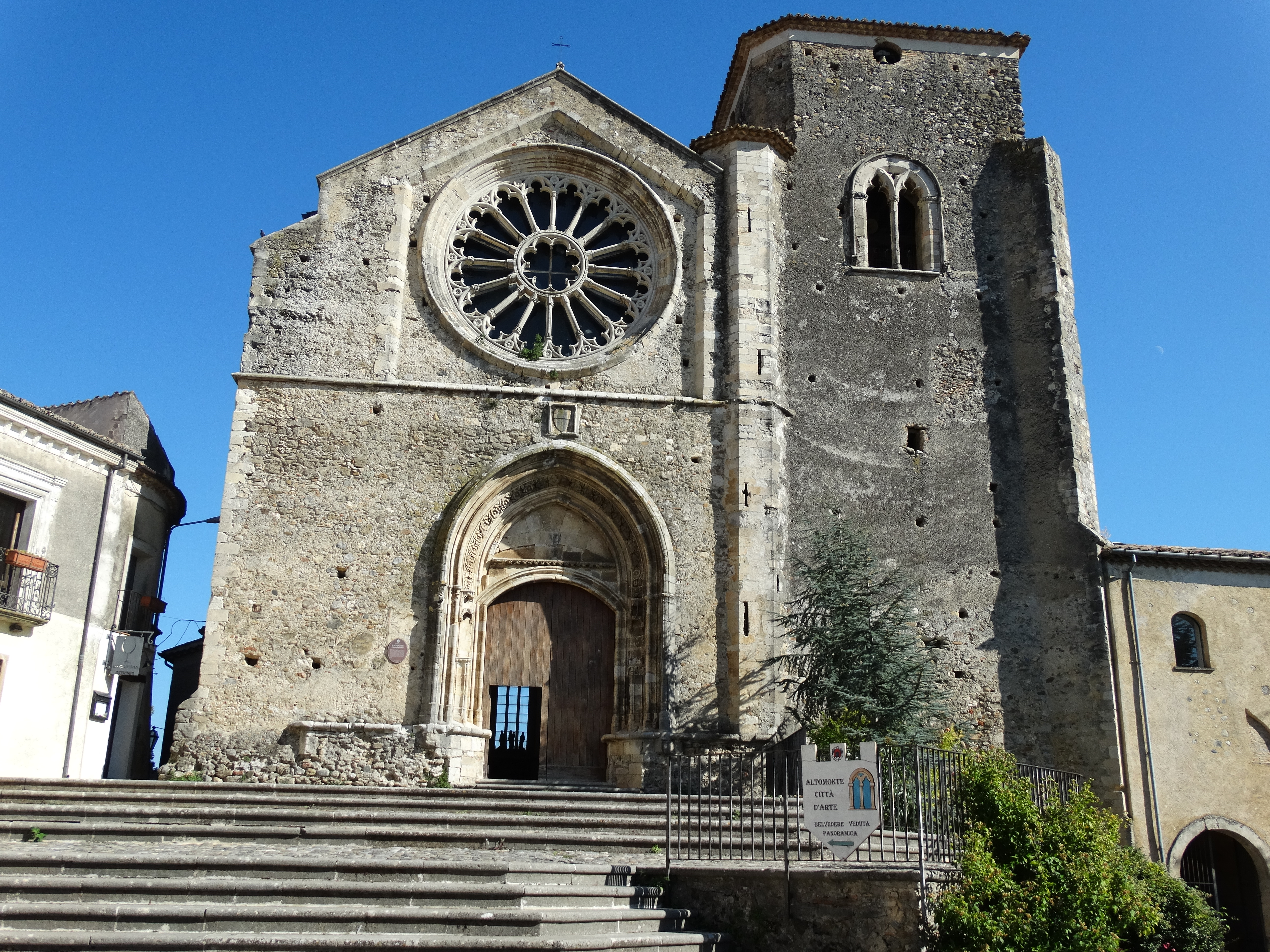
L'église Santa Maria della Consolazione, Altomonte.

L'édification de l'abbaye de Sambucina (Luzzi), aux alentours de 1087, inaugure l'apparition des styles roman et gothique en Calabre. L'abbaye Florense de San Giovanni in Fiore (l'un des plus grands édifices religieux de Calabre, fondé par l'abbé et théologien Joachim de Flore, figure importante du Moyen Âge), la cathédrale de Cosenza, l'église Santa Maria della Consolazione d'Altomonte, la chartreuse de Serra San Bruno ainsi que la cathédrale Maria Santissima di Romania de Tropea en sont de parfaits témoignages.

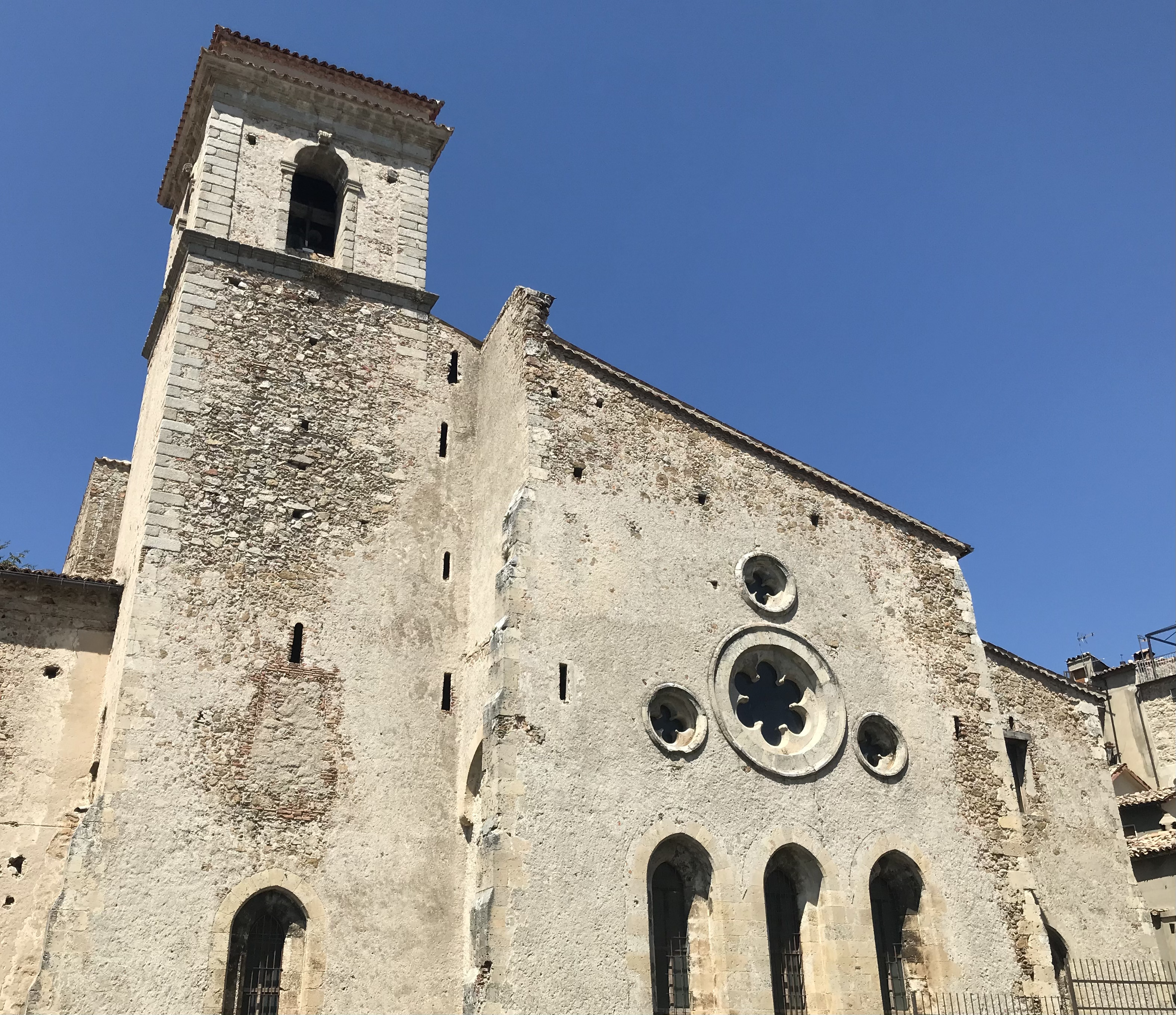
L'abbaye Florense, San Giovanni in Fiore.

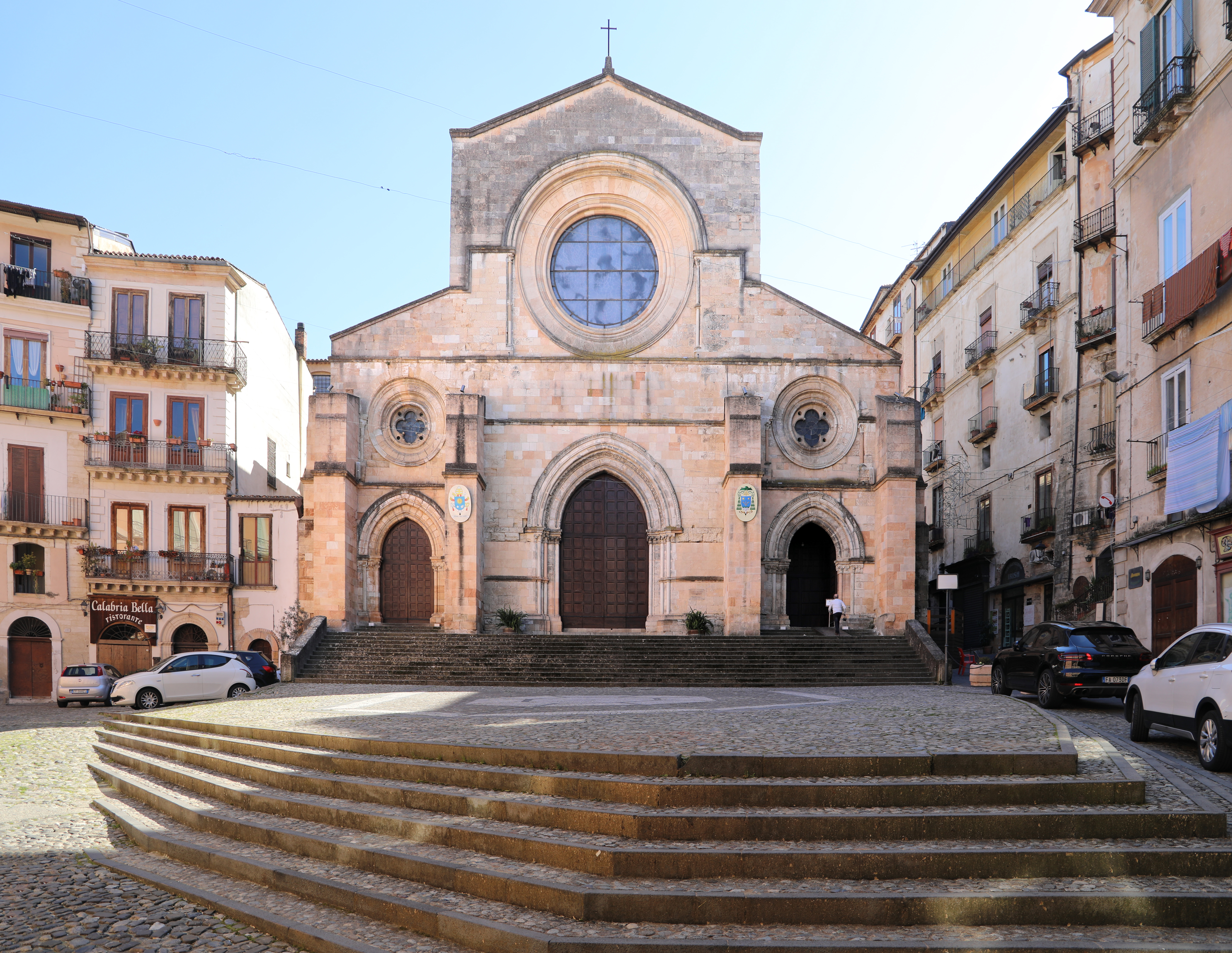
La cathédrale de Cosenza.

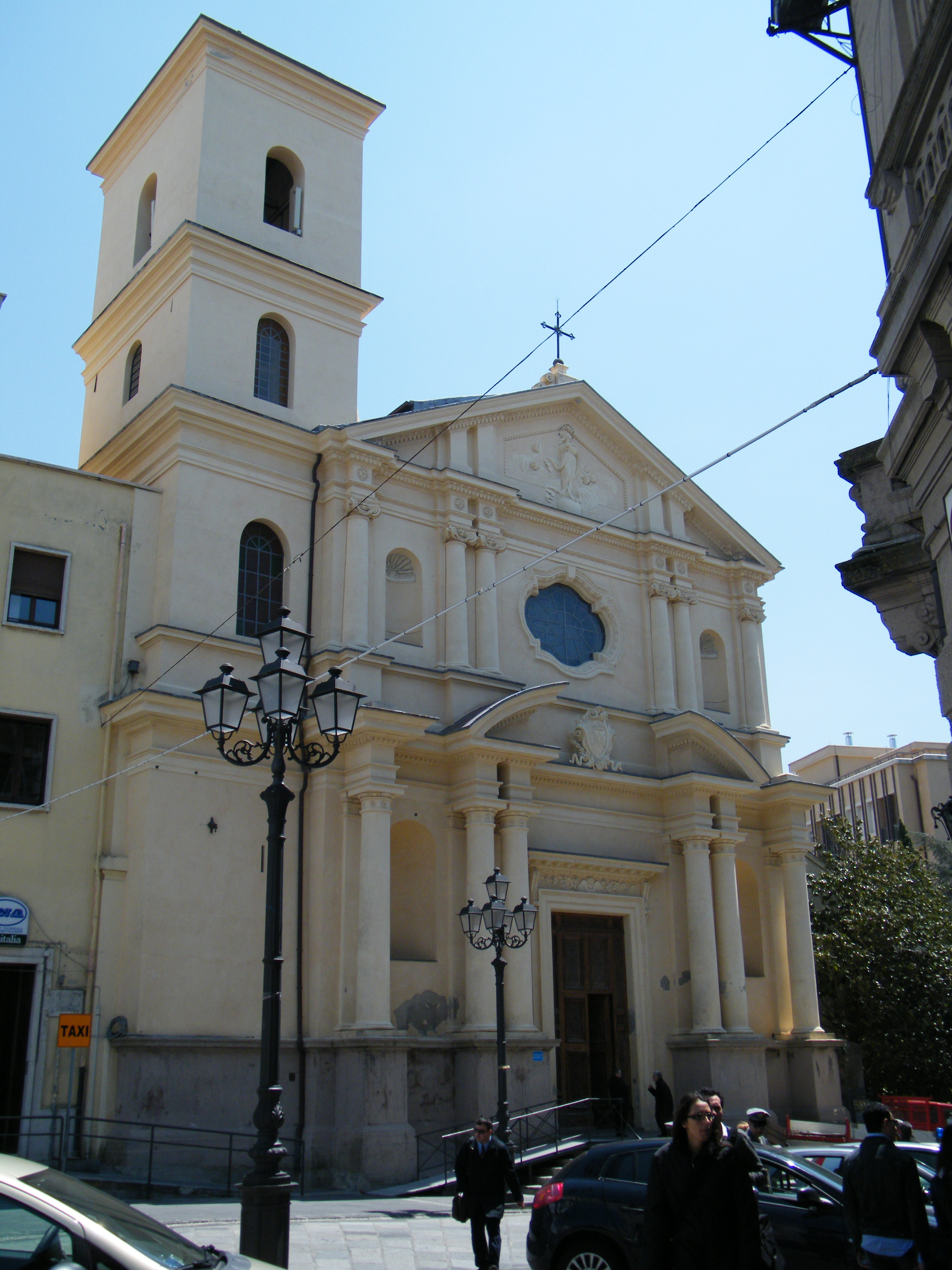
La basilique de l'Immaculée Conception, Catanzaro.

À partir du XVIe siècle, les églises calabraises s'embellissent et se couvrent de nombreuses œuvres créées par des artistes tels que Pietro Bernini, Mattia Preti, Antonello Gagini, Giovan Battista Mazzolo ainsi que divers autres sculpteurs parmi lesquels se sont distingués ceux de l'école napolitaine.

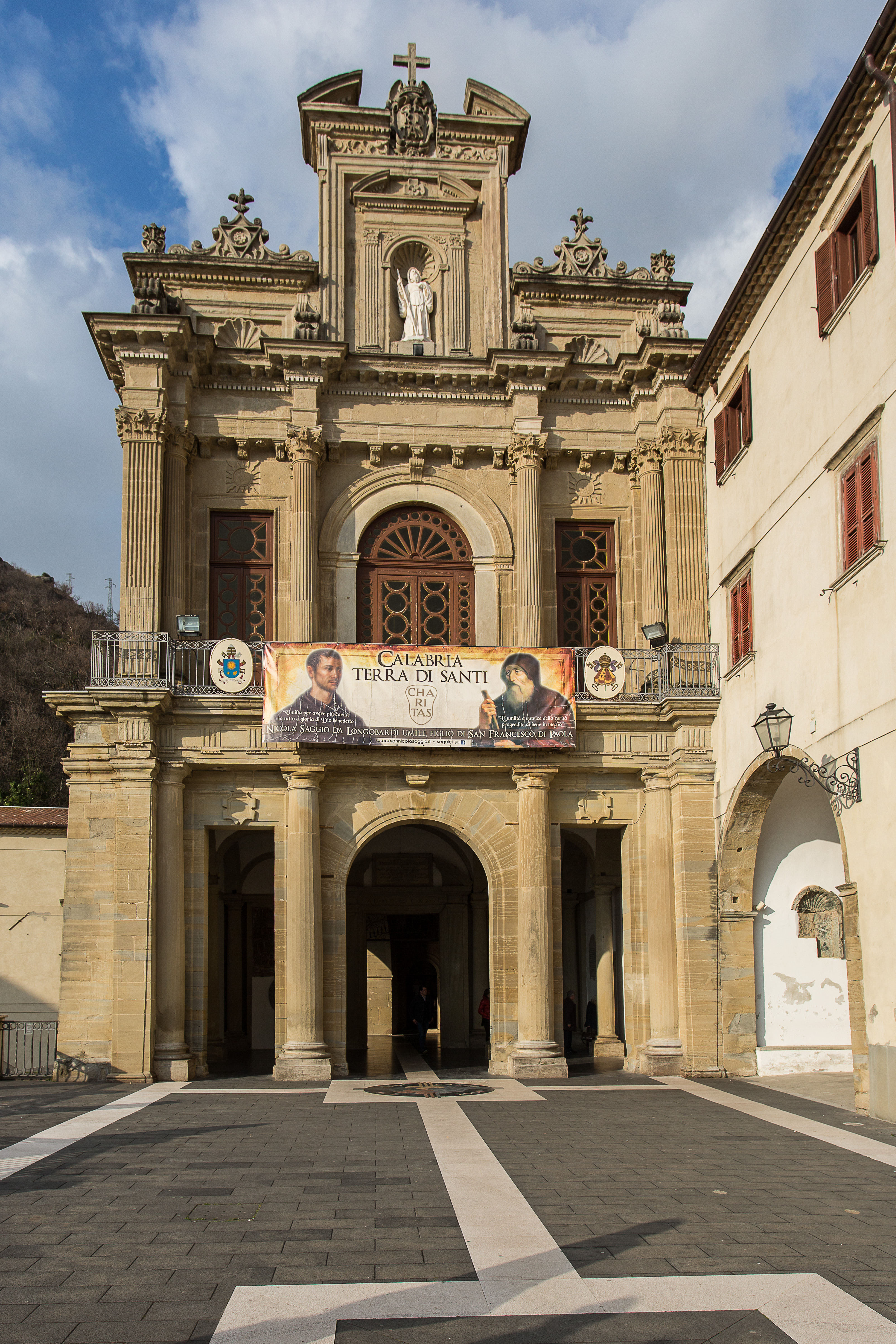
Façade du sanctuaire Saint-François-de-Paule, Paola.

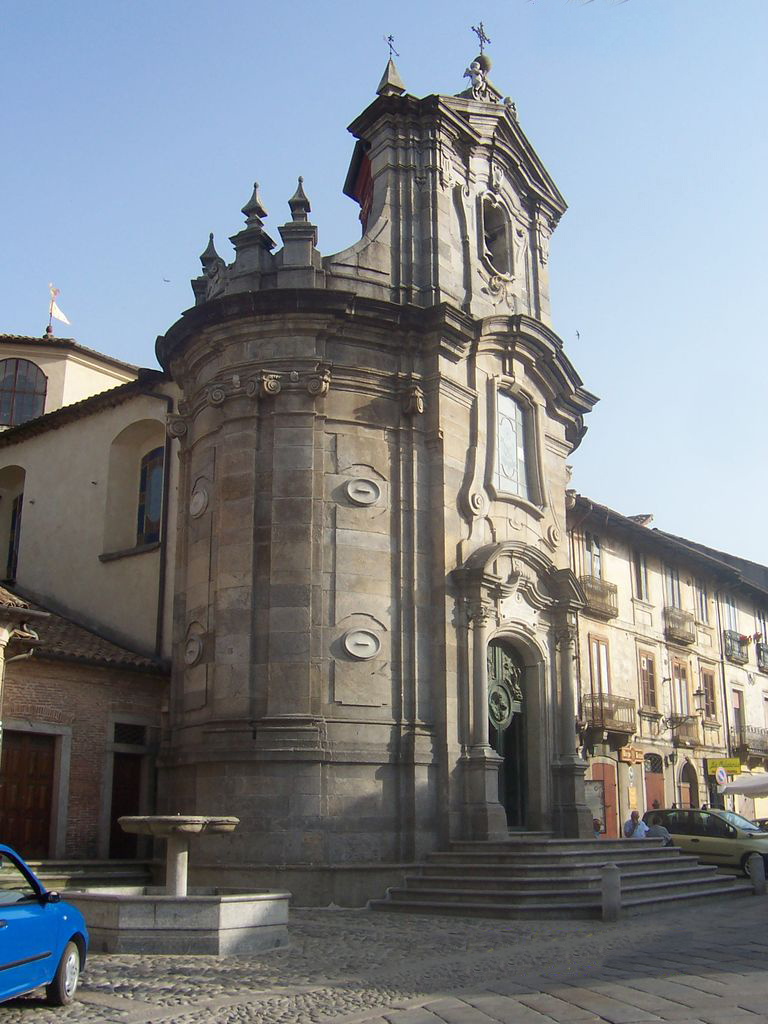
L'église Maria Santissima dei Sette Dolori, Serra San Bruno.

Du XVIe siècle au XVIIIe siècle, la Contre-Réforme orchestrée par le concile de Trente fait s'épanouir l'architecture baroque dans toute la région. Les plus éminents exemples d'architecture baroque en Calabre sont le sanctuaire Saint-François-de-Paule de Paola, la basilique de l'Immaculée Conception de Catanzaro, l'église Maria Santissima dei Sette Dolori de Serra San Bruno, la cathédrale Santa Maria Assunta de Crotone et l'église Santa Maria Maggiore e San Leoluca de Vibo Valentia.

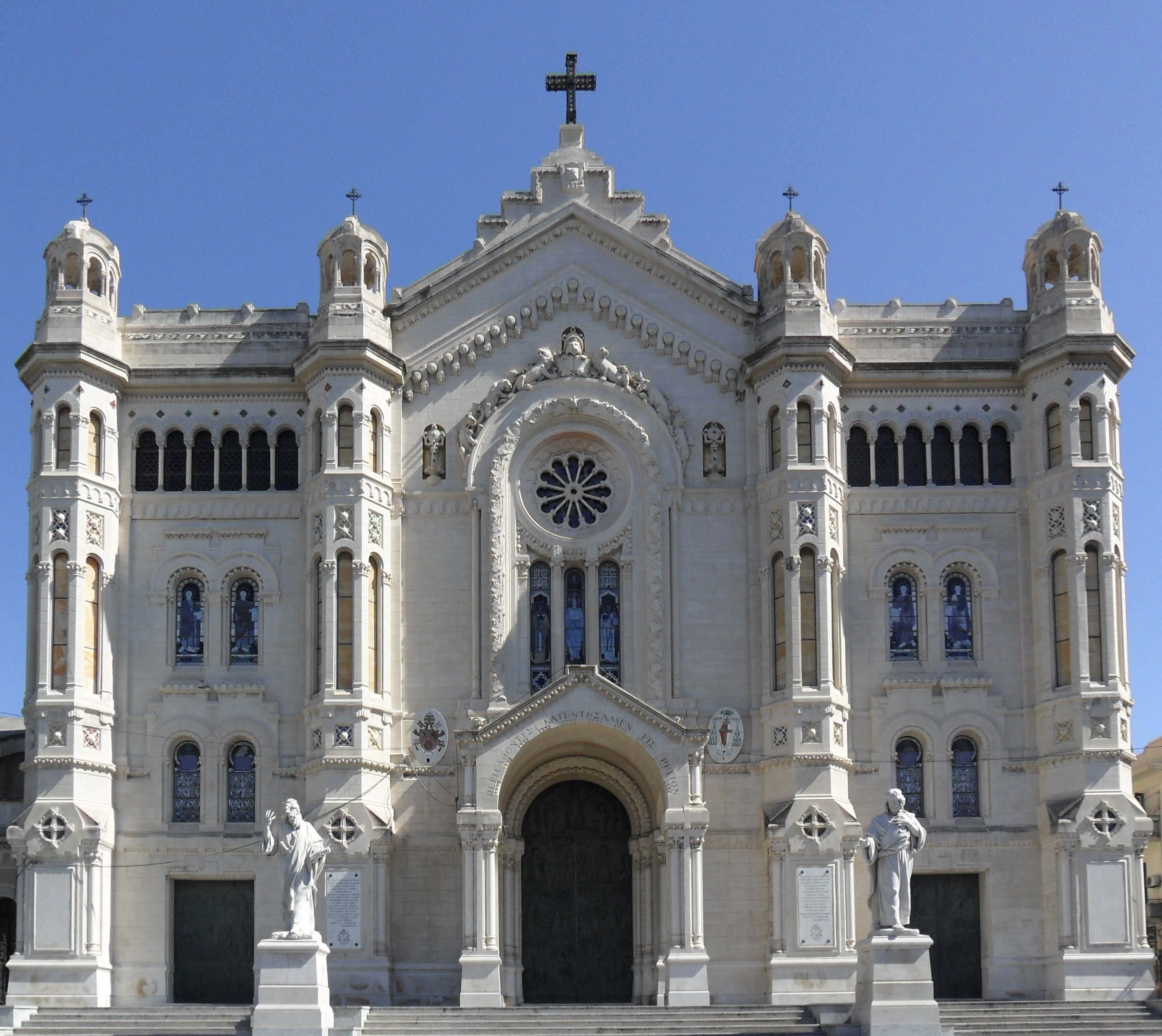
La cathédrale de Reggio de Calabre.

La plus vaste église de la région est la majestueuse cathédrale de Reggio de Calabre, reconstruite à la suite du séisme du 28 décembre 1908 dans le détroit de Messine.

### Architecture militaire
En Calabre se sont côtoyées et se côtoient toujours tout une typologie d'architecture militaire, parmi lesquels elle compte châteaux, fortifications et tours de guet côtières.

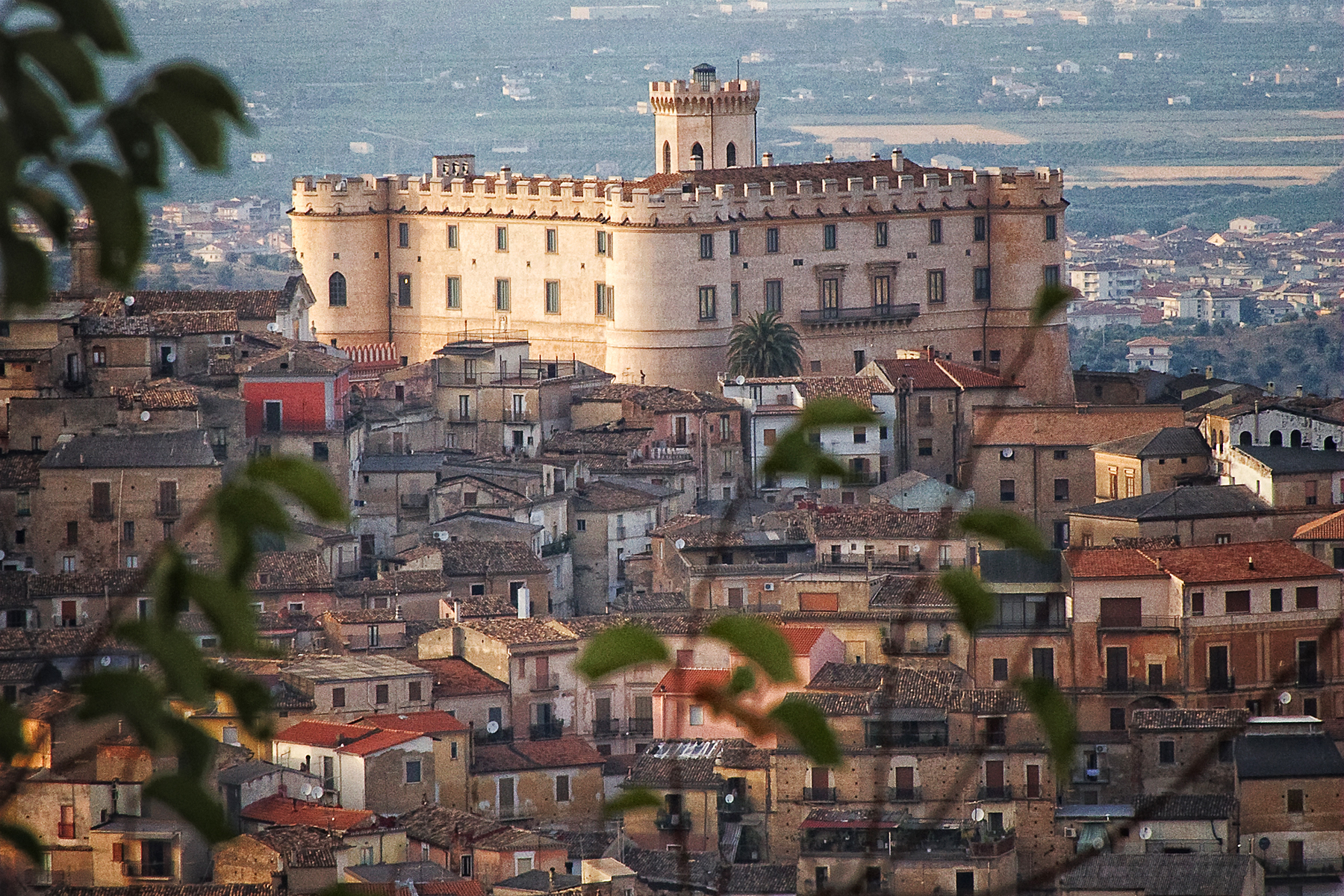
Le château de Corigliano surplombant la ville.

Parmi les nombreux châteaux et forteresses présents en Calabre se distingue celui de Corigliano, considéré comme « l'un des mieux conservés et des plus beaux châteaux du sud de l'Italie ». Construit dans la seconde moitié du XIe siècle à la demande du roi normand Robert Guiscard, il s'inscrit dans un réseau de fortifications conçu par les Normands afin de mieux contrôler le territoire ; bien qu'il ait conservé son allure de forteresse médiévale à l'extérieur, il a été largement remanié au fil des siècles à l'intérieur afin d'être transformé en somptueuse résidence de nobles.

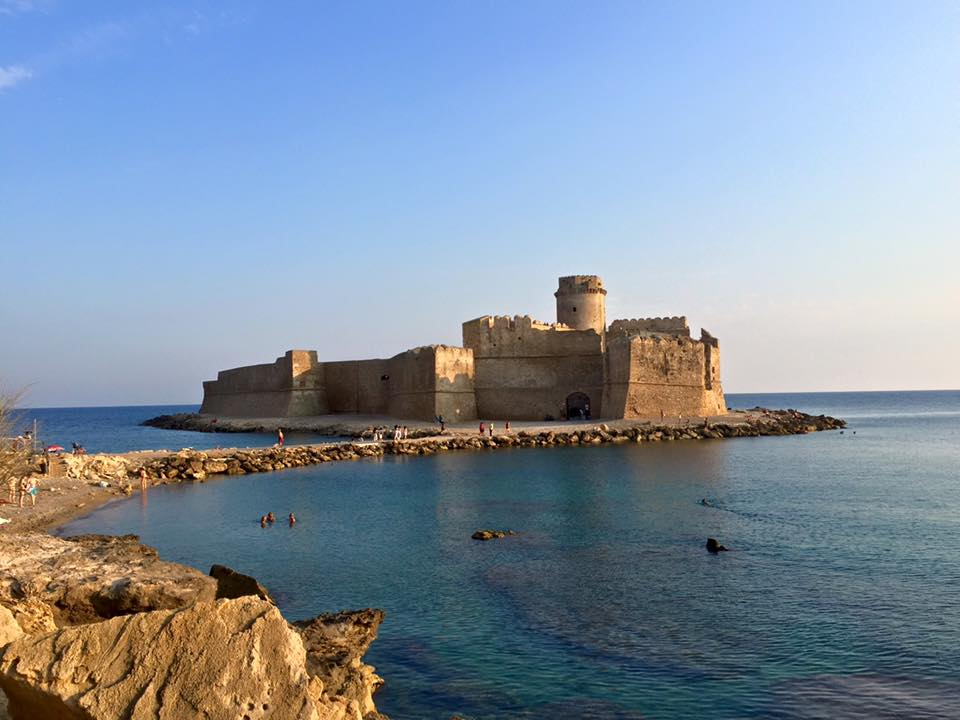
Château aragonais de Le Castella.

La forteresse aragonaise de Le Castella est située sur un îlot relié au continent par un banc de sable.
Parmi les autres bâtisses notables figurent le château normanno-souabe de Cosenza, le château de Charles Quint à Crotone, le château de Vibo Valentia, le château aragonais de Reggio de Calabre, le château de Santa Severina, le château de Pizzo (également appelé château Murat, en hommage à Joachim Murat, qui y fut incarcéré et fusillé), le Castrum Petrae Roseti (d'époque normande mais reconstruit par l'empereur Frédéric II de Souabe) sur le littoral de Roseto Capo Spulico, et le château Ruffo de Scilla.
De nombreuses tours de guet côtières sont disséminées sur les côtes de la région, telles que la torre Talao de Scalea, la torre Aragonese de Melissa et la torre Sant'Antonio.

### Autres
- Complexe monumental de San Giovanni, Catanzaro ;
- Complexe monumental de Girifalco ;
- Fontaine des miroirs de la villa Caristo, Stignano ;
- Fontana della Palma, Palmi ;
- Fontaine baroque de Girifalco[69] ;
- Mausolée de Francesco Cilea, Palmi ;
- Pont romain de Scigliano ;
- Villa Vecchia de Cosenza ;
- Villa comunale de Cittanova ;
- Villa comunale Giuseppe Mazzini de Palmi ;
- Villa comunale de Catanzaro.

### Sites archéologiques

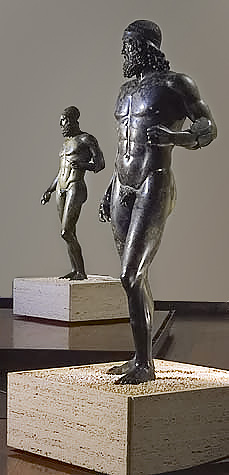
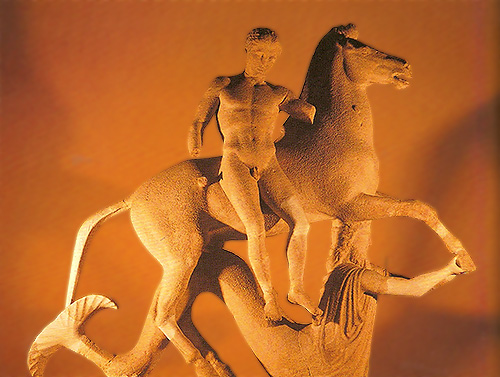
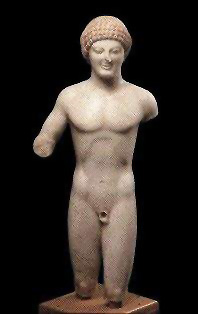
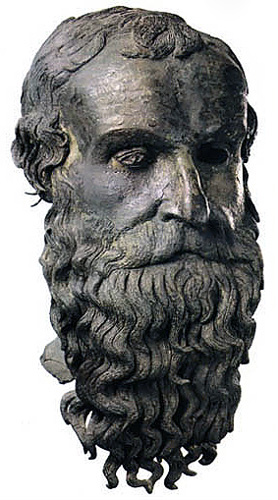

Du VIIIe siècle av. J.-C. au Ve siècle av. J.-C., la Calabre a connu un âge d'or sans précédent grâce à la colonisation grecque ; la région connut en outre, grâce à sa riche littérature, à ses arts et à ses philosophes, un rayonnement culturel et artistique qu'elle n'a jamais réégalé depuis lors.
La région fut dès lors surnommée « Magna Græcia » (Megàle Hellàs), seule région hors de Grèce à avoir connu un développement similaire à l'époque ; ce nom serait en fait d'abord apparu dans les colonies elles-mêmes, soucieuses de démontrer leur puissance à leurs métropoles.
Les peuples de civilisation grecque ont débarqué en Calabre dans le cadre d'un flux migratoire motivé par l'intérêt du développement du commerce maritime ainsi que par une surpopulation de leur patrie d'origine : ainsi, entre 743 et 730 av. J.-C., des habitants originaires de Chalcis fondèrent les cités de Rhêgion (Reggio) et de Zancle (Messine) sur le détroit séparant la Calabre de la Sicile afin de contrôler la principale voie commerciale entre la Grèce et l'Italie tyrrhénienne. Dans les années qui suivirent, ce sont les Achéens, motivés par la nécessité d'échapper à une famine engendrée par la surpopulation, qui ont donné naissance aux cités de Sybaris (Sibari, 720 av. J.-C.) puis de Kroton (Crotone, 710 av. J.-C.). Entre 710 et 690 av. J.-C., d'anciens esclaves originaires de la région grecque de Locride fondèrent ensemble Locri Epizephyri.
Toujours pour des raisons de surpopulation ainsi que dans une volonté d'affirmer leur emprise commerciale sur ces terres, les cités nouvellement fondées créèrent à leur tour des "sous-colonies", ce qui eut pour effet d'élargir considérablement l'influence grecque, déjà prépondérante, sur la région : Medma (Rosarno), Metauros (Gioia Tauro), Tauriana (Taureana di Palmi), Hipponion (Vibo Valentia), Laos, Skydros, Terina, Skylletion et Kaulon (près de Monasterace Marina).
Liste des sites archéologiques (toutes les époques) de la région par provinces :

#### Province de Cosenza
- Ruines archéologiques romaines et préromaines de la Piazzetta Antonio Toscano, dans le centre historique de Cosenza ;
- Vestiges des cités antiques de Thourioï et Sybaris ;
- Vestiges de Laos, près de Santa Maria del Cedro ;
- Ruines de l'ancienne mine de Salgemma à Lungro ;
- Grotte du Romito, à Papasidero, caverne préhistorique livrant des gravures du paléolithique supérieur ;
- Grotte della Monaca, à Sant'Agata di Esaro, l'un des sites miniers préhistoriques les mieux conservés d'Europe ;
- Blanda, antique cité rupestre dont subsistent quelques vestiges près de Tortora ;
- Temesa, chantier archéologique situé entre Serra d'Aiello et Campora San Giovanni livrant des traces d'occupation de la protohistoire au Moyen Âge. Sur la commune de Serra d'Aiello se trouve le parc archéologique de Cozzo Piano Grande, où a été mise au jour une habitation d'origine bruttienne. L'Antiquarium archéologique municipal est ouvert au public toute l'année.

#### Province de Crotone
- Kroton, désormais Crotone - musée archéologique national de Crotone, où sont notamment conservés le Trésor d'Héra avec son diadème en or, deux vases en bronze aux motifs représentant des Sirènes ainsi qu'une sculpture en marbre d'Héra ;
- Zone archéologique du Cap Colonna : temple d'Héra Lacinia, musée et parc archéologique ;
- Vestiges du temple d'Apollon Alaios, à Punta Alice, près de Cirò Marina.

#### Province de Catanzaro
- Scolacium, à Roccelletta di Borgia, près du Lido de Catanzaro (parc archéologique) ;
- Terina, près de Sant'Eufemia Vetere, dans la commune de Lamezia Terme ;
- Parc archéologique urbain de Giammartino, dans la commune de Tiriolo ;
- Ruines de l'abbaye Santa Maria de Corazzo, dans la commune de Carlopoli.

#### Province de Vibo Valentia
- Hipponion, désormais Vibo Valentia - restes de remparts grecs éparpillés dans la ville, vestiges de temples doriques sur la colline del Telegrafo ainsi que près de la Cava Cordopatri, et d'un temple ionique sur la colline du Cofino, restes d'habitations romaines sur la via XXV-Aprile et d'un établissement thermal dans le hameau de Sant'Aloe ; derrière l'église du Rosaire furent mis au jour les vestiges d'un théâtre gréco-romain ; maisons romaines et nécropole grecque (VIIe siècle av. J.-C.-IIIe siècle av. J.-C.) ; sur le viale Kennedy, palazzo Muschella (nécropole grecque et fourneaux antiques) ainsi que nombreuses autres trouvailles préhistoriques et antiques ;
- Autres sites archéologiques de la province : vestiges d'un sanctuaire périurbain sur l'actuel aéroport militaire de Vibo Valentia, restes d'une villa romaine à Trainiti, près de Briatico ; sanctuaire rural dans le hameau de Passo Murato sul Poro ; d'innombrables autres établissements des âges protohistorique et classique ont été localisés mais doivent encore être fouillés ;
- Torre Galli di Drapia : établissement protohistorique occupé jusqu'au VIe siècle av. J.-C. avec nécropole de l'âge du fer ;
- Tropea : traces d'occupations préhistoriques et protohistoriques ; lieu de culte paléochrétien sous la cathédrale ; nombreux vestiges antiques (murs grecs sous la place de la cathédrale) et préhistoriques dans la ville et ses hameaux de Torre Lunga, Tondo (nécropole romaine) et Cuntura ;
- Nicotera : témoignages d'occupations grecque, romaine et de l'Antiquité tardive dans les hameaux de Colle Diale, San Faustina, Comerconi, Piano dei Greci, San Francesco, Pugliesa, Sovereto, Casino Mortelletto.

#### Ville métropolitaine de Reggio de Calabre
- Rhêgion, désormais Reggio - parc archéologique Griso-La Boccetta avec restes de temples archaïques, murs grecs sur le Lungomare Falcomatà et les collines des Anges et du Trabocchetto, agora/forum sur la piazza Italia, nécropoles d'époque hellénistique à Santa Caterina et San Giorgio Extra, vestiges de l'odéon de Reggio sur la via XXIV-Maggio, sépulture hellénistique sur la via Tripepi, vestiges d'un athenaion sous un bar du Lungomare Falcomatà, vestiges de thermes romains sous le Lungomare ;
- Locri Epizephyri, au sud de l'actuelle Locri : temple ionique à contrada Marasà, habitations antiques à Centocamere, temple de Zeus et sanctuaire de Perséphone à contrada Mannella, nécropoles à contrada Lucifero, contrada Parapezza ainsi qu'à contrada Faraone, théâtre grec à contrada Pirettina ;
- Kaulon, près de Monasterace Marina : bases d'un temple dorique au pied du promontoire Cocinto, près de la mer ;
- Vestiges de Medma, près de Rosarno ;
- Vestiges de Metauros, près de Gioia Tauro ;
- Vestiges de Tauriana, près de Taureana di Palmi ;
- Vestiges d'une villa romaine à contrada Palizzi, commune de Casignana ;
- Vestiges de la villa romaine Il Naniglio à Gioiosa Ionica ;
- Vestiges d'un théâtre grec à Marina di Gioiosa Ionica ;
- Ruines aux contrade Mella et Palazzo, commune d'Oppido Mamertina ;
- Parc archéologique ArcheoDeri, dans la vallée de San Pasquale, à Bova Marina.

### Zones naturelles

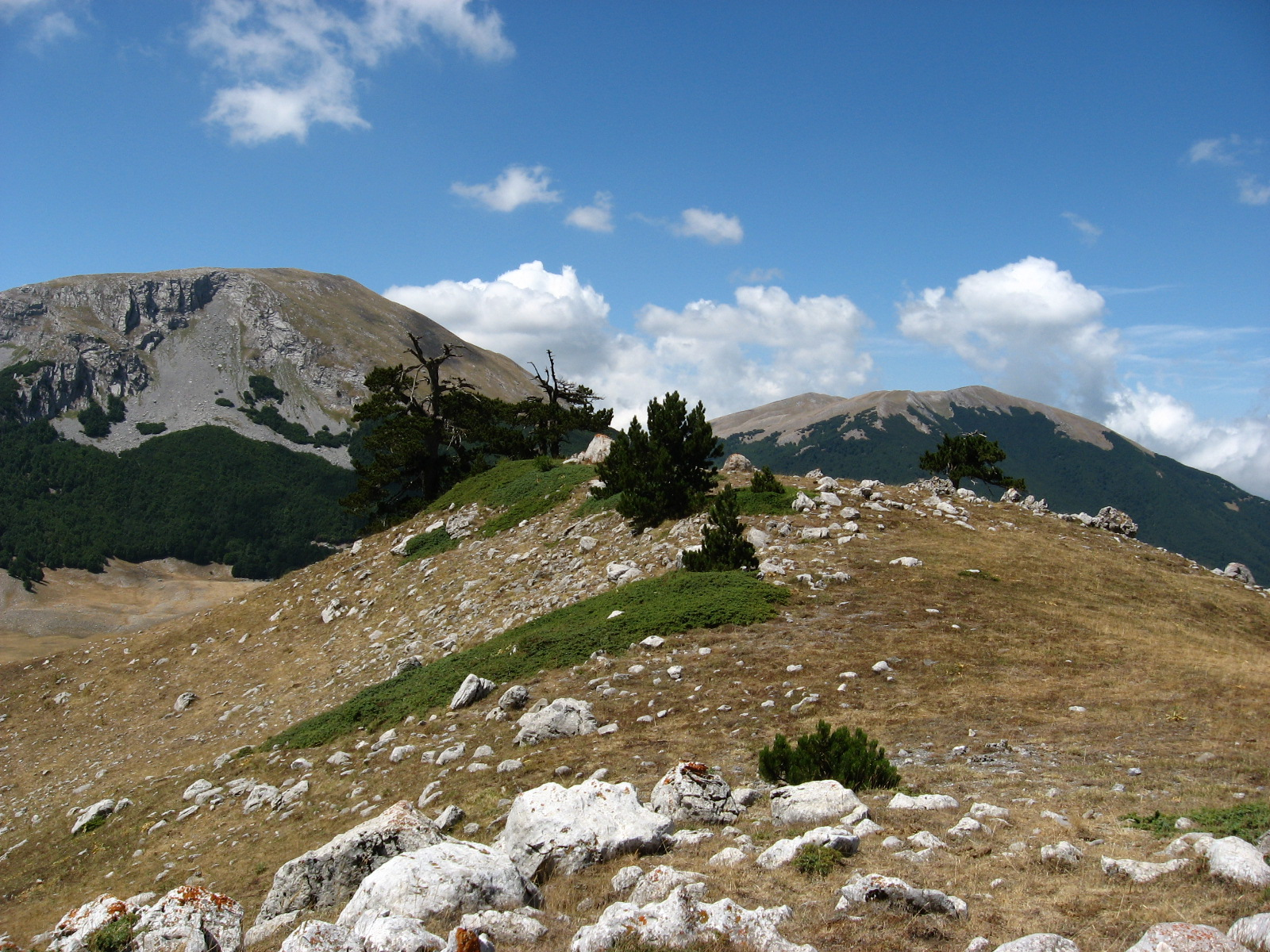
Parc national du Pollino.

La nature montagneuse du territoire et sa faible anthropisation dans certains secteurs reculés à l'intérieur des terres ont permis aux paysages calabrais de conserver toute leur splendeur.

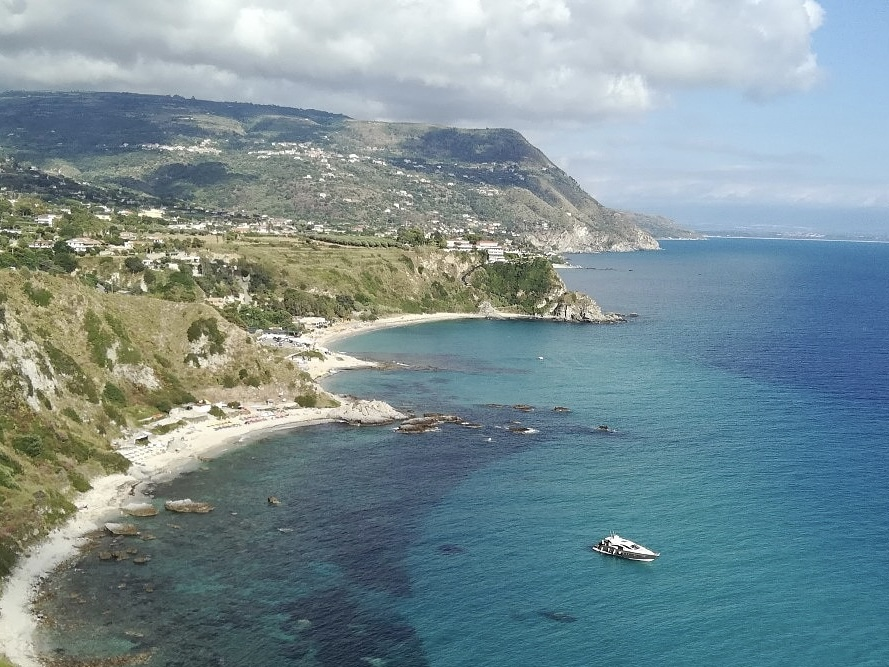
Côte près de Capo Vaticano.

En Calabre, il existe trois parcs nationaux (Pollino, Sila et Aspromonte), un parc régional (Serres), une zone marine protégée (Capo Rizzuto), seize réserves naturelles nationales, trois régionales et 179 sites d'importance communautaire ainsi que six zones de protection spéciale établies par l'Union européenne et le réseau Natura 2000.

## Sports

### Installations sportives

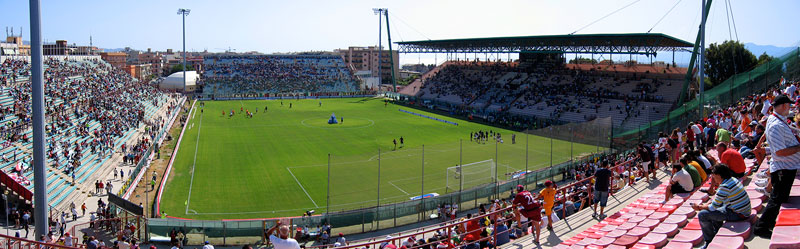
Stade Oreste-Granillo.

Ci-dessous, une liste des principaux stades calabrais par ordre décroissant de capacité d'accueil :
| Pos. | Stade                   | Ville             | Capacité |
| ---- | ----------------------- | ----------------- | -------- |
| 1.   | Oreste-Granillo         | Reggio de Calabre | 27 543   |
| 2.   | San Vito-Gigi Marulla   | Cosenza           | 24 479   |
| 3.   | Ezio-Scida              | Crotone           | 16 640   |
| 4.   | Pasquale-Stanganelli    | Gioia Tauro       | 14 650   |
| 5.   | Nicola-Ceravolo         | Catanzaro         | 7 000    |
| 6.   | Luigi-Razza             | Vibo Valentia     | 6 000    |
| 7.   | Guido-D'Ippolito        | Lamezia Terme     | 5 842    |
| 8.   | Marco-Lorenzon          | Rende             | 5 000    |
| 9.   | Giuseppe-Raffaele-Macrì | Locri             | 4 500    |